# Abda
Abda község Győr-Moson-Sopron vármegyében, a Győri járásban, Győr központjától légvonalban 8 km-re nyugatra. A jó közúti és vasúti helyzetű, Győr agglomerációjához tartozó 3026 fős (2011) település 2013 óta a Börcsöt és Ikrényt is magában foglaló közös önkormányzat székhelye.
A Mosoni-sík és a Csornai-sík találkozásánál, a Rábca és a Mosoni-Duna által közrezárt, a régmúlt korokban vízjárta síksági területen fekszik. Az ember szórványos megtelepedésének nyomai az újkőkorszak óta ismertek. A mai település elődje a „bécsi nagyúton” a 11. században létesített és a 12. századtól vámszedő helyként ismert Rábca-híd mellett alakult ki az Árpád-korban. Az először 1153-ban Obda néven említett falu birtoklásán a 13. századtól a szentmártoni bencések és a győri székeskáptalan osztoztak. A 16. századtól a kizárólag a káptalan által birtokolt falu lakói a hídőrségnek tett szolgálataik fejében mentesültek a földesúri terhek alól. A török hódoltság időszakában több ízben feldúlták a végvidéken fekvő Abdát, ezért 1588-ban kisebb tarisznyavár épült a Rábca-hídnál, amelynek német őrsége a 17. században több ízben sanyargatta a környék lakóit. A Rákóczi-szabadságharc során, 1707-ben a kurucok lerontották az abdai várat, ezt követően a békés növekedés évszázada köszöntött a falura. 1739-ben önálló római katolikus egyházközség lett, és népiskolája is megkezdte a működést. Az egyre gyakoribb árvizek elől 1830-ban a falu a Rábca-parttól 2 kilométerrel nyugatabbra, mai helyére költözött, itt épült fel 1845-ben Szent József-temploma. A szabadságharc során, 1849. június 28-án egy kisebb vesztes csatára került sor az abdai hídnál.
A jobbágyfelszabadítás, a bécsi országút és a vasútvonal kiépülése, majd a folyamszabályozások következtében a 19. század második felétől Abda megerősödött. A zöldségtermesztéssel, szántóműveléssel és állattartással foglalkozó paraszti kisbirtokok mellett három uradalom határozta meg a falu gazdasági életét (Káptalanmajor, Pillingérpuszta, Szentkeresztpuszta), ezeknek köszönhetően jelentek meg az első ipari üzemek is a településen (téglagyár, szeszgyár stb.). A lakónépesség növekedésnek indult, az első és a második világháború pusztító harci cselekményei is szerencsésen elkerülték a települést. Az 1930-as évektől a lakosság egyre nagyobb része a közeli nagyváros, Győr ipari létesítményeiben talált munkát. Az 1959-ben megalapított termelőszövetkezet kezdeti sikertelenségei után a kunszigeti termelőszövetkezettel való 1973. évi egyesülés után a település mezőgazdasága felvirágzott, emellett melléküzemei (kavicsbánya, lakatosműhely stb.) és egyes győri középvállalatok abdai üzemegységei (mezőgazdasági gépjavítás és -gyártás, virágkertészet, húsüzem stb.) az 1980-as évekre szintén nyereségesek lettek. A kedvező közlekedési adottságokkal, nagy nemzetközi átmenőforgalommal rendelkező településen az 1980-as évek végétől kibontakozott a kiskereskedelmi tevékenység, a bécsi országút mentén kialakult a híres-hírhedt abdai bazársor, a 85-ös út elágazásánál pedig a sok vendéget vonzó, egy Il–18-as repülőgép fedélzetén berendezett vendéglátó centrum (Elvis park). Virágzásuknak az M1-es autópálya 1996. évi átadásának következményeként az átmenőforgalom csökkenése vetett véget. A 21. században lakosságszámában és infrastruktúrájában fejlődő község, általános iskolával, óvodával és bölcsődével, művelődési házzal, könyvtárral, egészségházzal, postával, takarékszövetkezettel, több vendéglátó és szállásadó hellyel. A határban folyó szántóművelés és a melegházi virágkertészet mellett az ipari tevékenység helyi zászlóshajói a gépgyár, a húsüzem és a kavicsbánya.
A település szomorú irodalomtörténeti nevezetessége, hogy 1944 novemberében a határában gyilkolták meg, zsidósága miatt – jó néhány más munkaszolgálatos társával együtt – az  erőltetett menetben nyugatra hajtott Radnóti Miklóst; ma a mészárlás Rábca-parti helyszínén található a költő emlékműve.
A település jelentősebb építészeti-művelődéstörténeti értékei a Szeplőtelen Szűz Mária-oszlop (1700), a Nepomuki Szent János-szobor (18. század), a Szent József-templom (1845, klasszicista) és a főutca 19. századi parasztbarokk népi lakóházai. A község folyó- és állóvizei horgászásra, a Holt-Rábca vidéke és az ártéri erdők természetjárásra alkalmasak.

## Fekvése

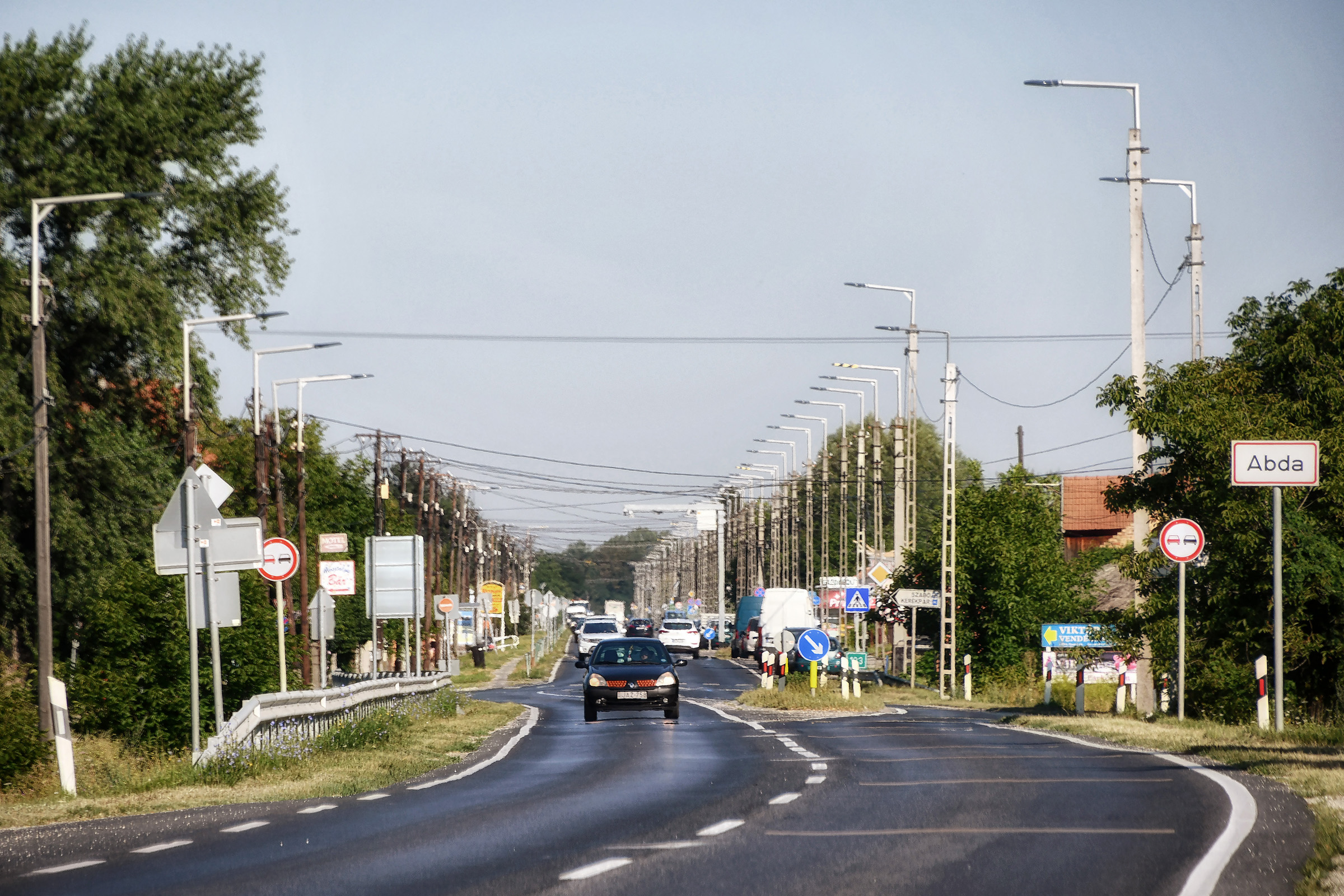
Az 1-es főút abdai bevezető szakasza

Abda Győr városközpontjától 8, Mosonmagyaróvárétól 30 kilométerre fekszik. A település központját átszeli az 1-es főút, melyből a déli külterületei között ágazik ki a Győr és Sopron közötti 85-ös főút, illetve a határszélétől nem messze válik ki az M1-es autópályából az M85-ös autóút; ez utóbbin keresztül Csorna 30, Kapuvár 52, Sopron pedig 93 kilométeres autóútra esik Abdától. Országos közútnak minősül még a község területén az 1-esből kiágazó 85 101-es számú mellékút is, mely Abda délnyugati szomszédja, Börcs központjába vezet.
A település gyors összeköttetését az ország távolabbi, központi helyzetű területeivel az M1-es autópálya biztosítja, amelynek 129-es Győr-nyugati csomópontja a faluközponttól 5 kilométerre található; a sztrádán a 134 kilométerre lévő Budapest mindössze másfél órás autózással elérhető. Abda vasúton a Budapest–Hegyeshalom–Rajka-vonalon fekszik saját vasúti megállóhellyel. A közeli nagyobb települések közül közvetlen autóbuszjárattal érhető el Győr, Lébény, Mosonmagyaróvár és Csorna.
Az Abdával határos települések a következők: keleten és délkeleten Győr, délen Ikrény, délnyugaton Börcs, északnyugaton Öttevény és Kunsziget, északon Győrzámoly, északkeleten pedig Győrújfalu. Közúti összeköttetése a szomszédos települések egy részével közvetlen, az 1-es főúttal Győrhöz (8 km) és Öttevényhez (5 km), a 85-ös főúttal Ikrényhez (10 km) kapcsolódik, Börccsel (4 km) pedig a 85101-es út köti össze. Északi szomszédai, a Szigetközben fekvő Győrújfalu (12 km) és Győrzámoly (15 km) csak kerülővel, Győrön – hosszabb kerülővel Kunszigeten – át közelíthetőek meg.

## Földrajz

### Domborzat és vízrajz

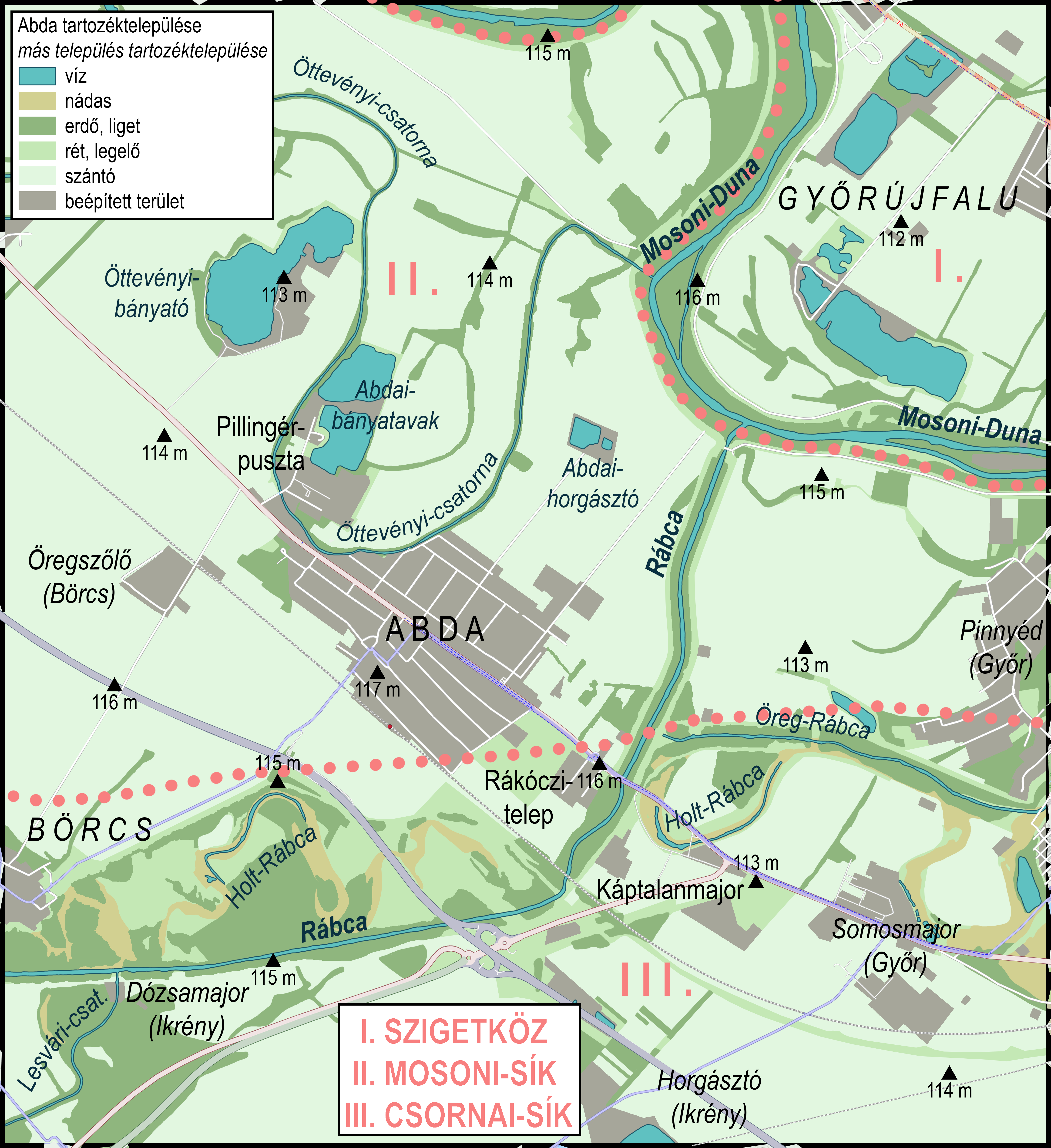
Abda földrajzi környezete

Abda a Kisalföldön, a Győri-medence legmélyebben fekvő keleti szegélyén, a Mosoni-sík délkeleti peremén fekszik, de külterületének déli része már a Csornai-sík földrajzi kistáj része. A településmag 117 méteres tengerszint feletti magasságban fekszik, közigazgatási területének – egyúttal a Mosoni-síknak – legalacsonyabb, 113 méteres pontja a település keleti határában, a soproni út elágazásánál található. A falukörnyék a Mosoni-Duna által kialakított hordalékkúp délkeleti esésű, déli peremlejtőjénél terül el, a Rába hordalékkúpjának támaszkodó nyugat–keleti irányú, ártéri helyzetű lapályon. A geológiai fúrások az aljzatban a Keleti-Alpokhoz tartozó alsó paleozoos metamorf kőzeteket harántoltak. A későbbi Kisalföld a Rába-vonal mentén a középső miocénban erőteljes süllyedésnek indult, majd a kialakult medencében miocén tengeri üledékes képződmények, pannóniai korú tavi üledékek halmozódtak fel. Az ezt követő időszakban már a folyóvízi üledékképződés dominált: a pleisztocén és a holocén során lerakódtak a Duna hatalmas hordalékkúpjai. A felszín közelében középső és felső pleisztocén korú folyóvízi kavics, homok jellemzi a község területét és annak déli határát a Rábca völgyéig. Északra és keletre, valamint délnyugaton foltokban a fiatalabb, holocén korú homok és kavics előfordulása jellemző. A folyóvízi rétegek vastagsága a Rábca völgyében meghaladja a 10, a falu északnyugati határában a 25 métert is; e durvatörmelékes képződményeknek a kavicsbányászat ad gazdasági jelentőséget. Ezt a felszínen a Mosoni-sík délkeleti tájaihoz hasonlóan öntésiszap, réti csernozjom borítja, amelyet délnyugaton, a Holt-Rábca Börcs felőli, gyenge lefolyású laposán agyagos öntéstalajok és lápos réti talajok foltjai váltanak fel.
A falu a Mosoni-Duna vízgyűjtő területén fekszik, amely egyúttal kb. 4 kilométeren keresztül a település északkeleti közigazgatási határát is alkotja, Abda északi határában pedig egykori holtágainak meanderező maradványai figyelhetőek meg. Árhullám az Alpok kora tavaszi hóolvadása (jeges ár), illetve a bőséges nyári esőzések (zöldár) idején vonul le a folyón. A település életében fontosabb szerepet játszik a Mosoni-Duna jobb oldali mellékvize, a Rábca, amelynek kb. 6,5 kilométeres torkolati szakasza esik Abda területére. A ma már szabályozott folyó a 19. századig a Mosoni-Duna és a Rába hordalékkúpjai közé eső vizenyős lapályon, a mai falu déli határában kanyargott. A meanderező ágak déli oldalain kisebb dűnék és ármentes szigetek alakultak ki. A Mosoni-Duna másik jobb oldali mellékvize, az Öttevényi-csatorna (helyi nevén Holt-Duna vagy Horcsi) a település északi és északnyugati határában, a Mosoni-Duna egykori holtágmaradványában kanyarog. Abda jelentősebb állóvizei a Rábca egykori medrei, keleten az Öreg-Rábca (38 ha), délen és délkeleten a Holt-Rábca (12 ha), valamint a mesterséges Abdai-kavicsbányatavak (mindkettő 13-13 ha) és az Abdai-horgásztó (3 ha). A pleisztocén kori vastag kavicsos altalajrétegekben tározott talajvíz felszíne jellemzően 4-6 méter mélyen helyezkedik el.

### Éghajlat
Mérsékelten meleg, száraz éghajlatú vidék. Az évenkénti napsütéses órák száma 1900 óra felett alakul, ebből a nyári évnegyed részesedése 770, a télié 180 óra. Az évi átlaghőmérséklet +10,0, a vegetációs időszakban +16,8 Celsius-fok, a hőmérséklet havi középértéke januárban –1,1, júliusban +21,0 Celsius-fok. A Mosoni-sík egészét tekintve évente 560 milliméternyi csapadék hullik a régióra, a keleti peremvidéket ennél valamivel kevesebb csapadék éri, sokéves átlagban az 550 millimétert sem éri el. Ebből a vegetációs időszakra 310-320 milliméter jut, a legcsapadékosabb időszak a május–július közötti évnegyed, a legszárazabb hónap a január. A hótakarós napok évenkénti száma 30 körül alakul. A Duna-völgy fekvése és a vidék északnyugati irányú nyitottsága határozza meg a Dévényi-kapun beáramló szelek uralkodó északnyugati irányát, 3-3,5 m/s-os átlagos szélsebességgel.

### Élővilág

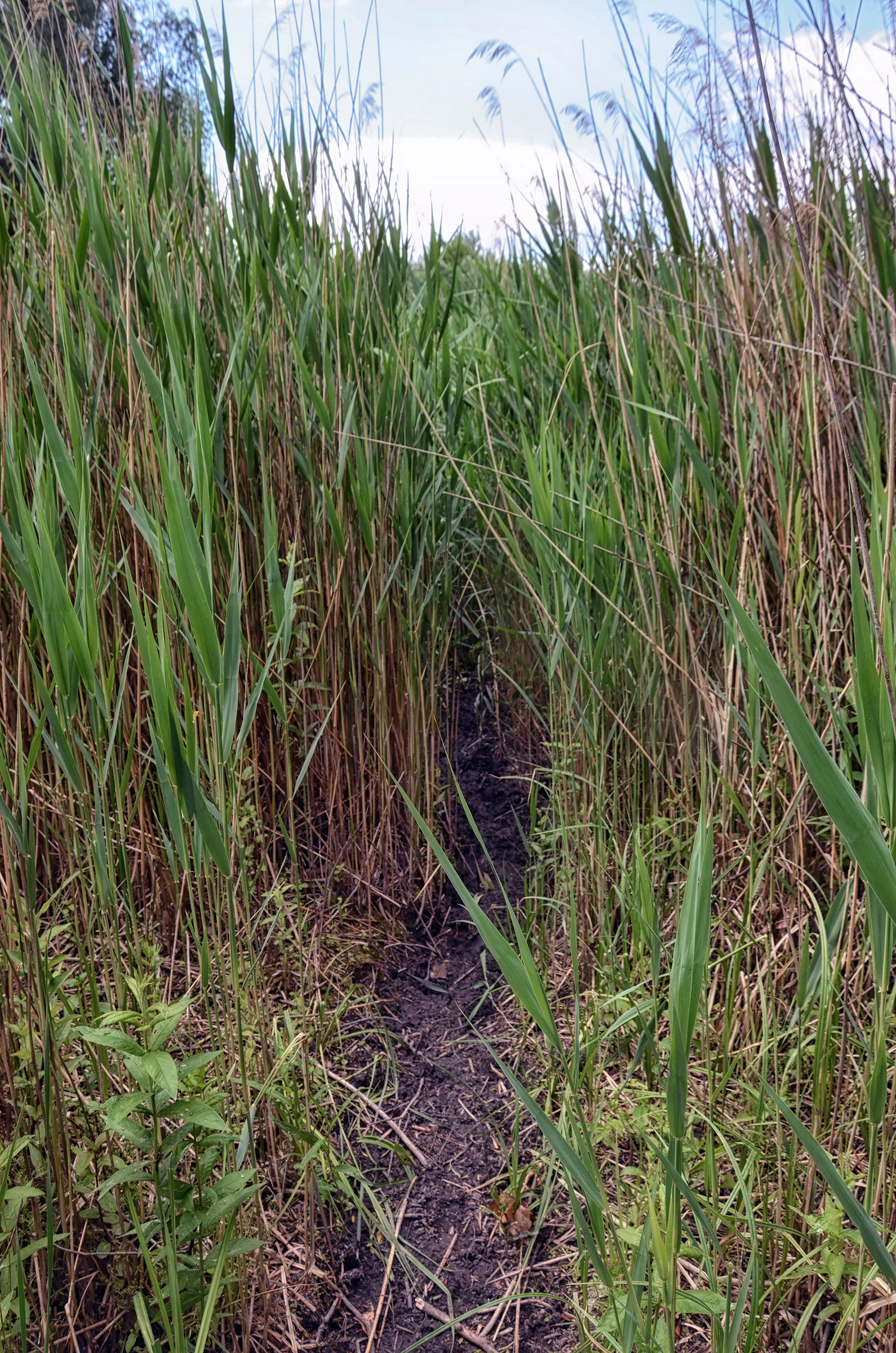
Vaddisznócsapás a Holt-Rábca vidékén

Növényföldrajzi szempontból Abda az Alföld flóravidékén (Pannonicum) belül hozzávetőlegesen a Kisalfölddel átfedett Arrabonicum flórajárás területéhez tartozik. Az intenzív szántóművelés alatt álló területen a természetes növénytakaró csak foltokban, a Rábca és a Mosoni-Duna árterében és holtágmaradványai környékén maradt fenn. Jellemző növénytársulások a magas sásrétek, a mocsárrétek, a bokorfüzesek és a fűz-nyár ligetek. Állományalkotó vízinövényfajok a vízi rucaöröm (Salvinia natans), az egyszerű békabuzogány (Sparganium emersum), a fésűs békaszőlő (Potamogeton pectinatus), a virágkáka (Butomus umbellatus), a kanadai átokhínár (Elodea canadensis), a sárga vízitök (Nuphar luteum), a vízjárta területek társulásaiban gyakori a karcsú bajuszfű (Heleochloa alopecuroides), a mocsári perje (Poa palustris), a csigolyafűz (Salix purpurea), a tavi lórom (Rumex hydrolapathum), a rozsdás rózsa (Rosa rubiginosa), az alacsony füzény (Lythrum hyssopifolia), a borzas lednek (Lathyrus hirsutus), a széleslevelű nőszőfű (Epipactis helleborine), a mocsári aggófű (Senecio paludosus), a nyílt gyepeken és töltéseken megtalálható a vetési zsellérke (Thesium dollineri), a nagylevelű kutyatej (Euphorbia platyphyllos) és a pusztai kutyatej (Euphorbia seguieriana), az illatos ibolya (Viola odorata), a nagy ördögbocskor (Caucalis latifolia), a magas kígyószisz (Echium italicum), a borostyánlevelű veronika (Veronica hederifolia), a mezei varfű (Knautia arvensis), a gyermekláncfű (Taraxacum officinale), az egynyári cicó (Thymelaea passerina), a pemete gyöngyajak (Leonurus marrubiastrum), a parlagi sömörje (Neslia paniculata), a szép zörgőfű (Crepis pulchra), a vetési konkoly (Agrostemma githago) és a ligeti csillagvirág (Scilla vindobonensis).

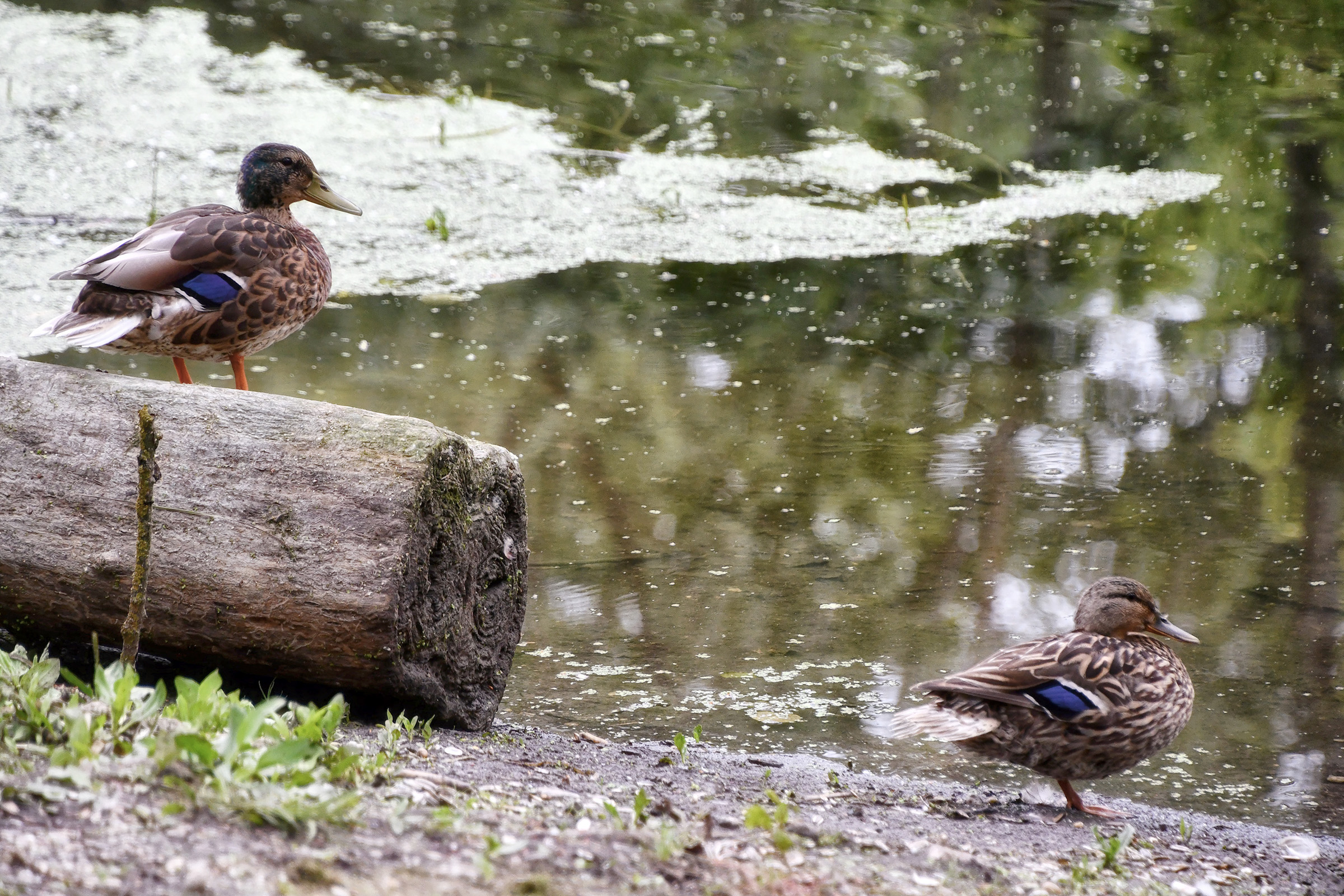
Tőkés récék a Rábca-toroknál

Állatföldrajzi szempontból a térség szintén a Pannonicum tartomány Arrabonicum faunajárásához tartozik. A falut környező ligeterdők és vizes élőhelyek védett emlősfajai közé tartozik a nyuszt (Martes martes), az európai vidra (Lutra lutra) és az eurázsiai hód (Castor fiber), de a magyarországi emlősfauna több más közönséges képviselője is megtalálható a területen. A fészkelő madárfajok közül kiemelendő a fekete harkály (Dryocopus martius), a nádirigó (Acrocephalus arundinaceus), a foltos nádiposzáta (Acrocephalus schoenobaenus), a szárcsa (Fulica atra), a vízityúk (Gallinula chloropus) és a különböző récefélék (Anatidae). A kétéltűfaunából az 1940-es években a barna ásóbékát (Pelobates fuscus), a mocsári békát (Rana arvalis) és a kecskebékát (Rana esculenta) írták le Abda környékéről. A falu körüli vízjárta mélyedésekben honos a vágó csík (Cobitis taenia).
A település északkeleti határában húzódó, a Mosoni-Dunát kísérő mozaikos ártéri erdők 1987 óta a Szigetközi Tájvédelmi Körzet védelme alatt állnak. Helyi jelentőségű természetvédelmi terület nem található Abdán. A település környéki természetes-vizes élőhelyek védelme, a helyi ökoturizmus fejlesztése, az illegális szemétlerakás elleni küzdelem céljából 2005-ben alakult meg a Holt-Rábcáért Egyesület elnevezésű civilszervezet.

### Történeti földrajz
A mai település környezetében a 19. századi folyamszabályozásig vízerek járta mocsaras vidék terült el, a tájon keresztülhúzódó homokdombsorok azonban a Rába–Kis-Duna-összefolyástól, Győrből nyugati irányba kiinduló természetes útvonalként kínálkoztak. A Rábca és a fő közlekedési út egyszerre volt áldás és átok az áradásokkal és átvonuló hadakkal sújtott lakosság életében, így a falu történelme során többször új helyeken települt újra. A régészeti bejárások és ásatások közép- és újkori településnyomokat tártak fel a Pityer-dombon (ami történetesen egybeesik az 1830-ban kialakult településmaggal), 2 kilométerre délkeletre, a Rábca jobb partján elterülő Hármas-dűlőben, a mai Káptalanmajor térségében, valamint a Rábca mentén feljebb két helyütt is: a bal parti Rosszfalu-dűlő és a jobb parti Rosszkert-dűlő területén. Betelepülésük idejében még mindkét terület a folyó bal partján feküdt, a mai helyrajzi térképeken Rosszfalu Nagy új gyepszegés, Rosszkert északi része Ötrendesi-érre dűlő, déli része pedig Káptalan-dűlő néven szerepel. A Rosszkertben fekvő, nádfedeles veremházakból álló, az ásatások alapján a késő középkortól a 18. századig fennálló falu az 1782–1785 közötti első katonai felmérés térképeiről is ismert. Az akkor még az abdai híd után keleti irányba elkanyarodó Rábca bal partján, kanyarulatának oltalmában, mintegy szigetszerűen helyezkedett el, északi és északnyugati irányból pedig a Duna vizenyős vidéke védte.

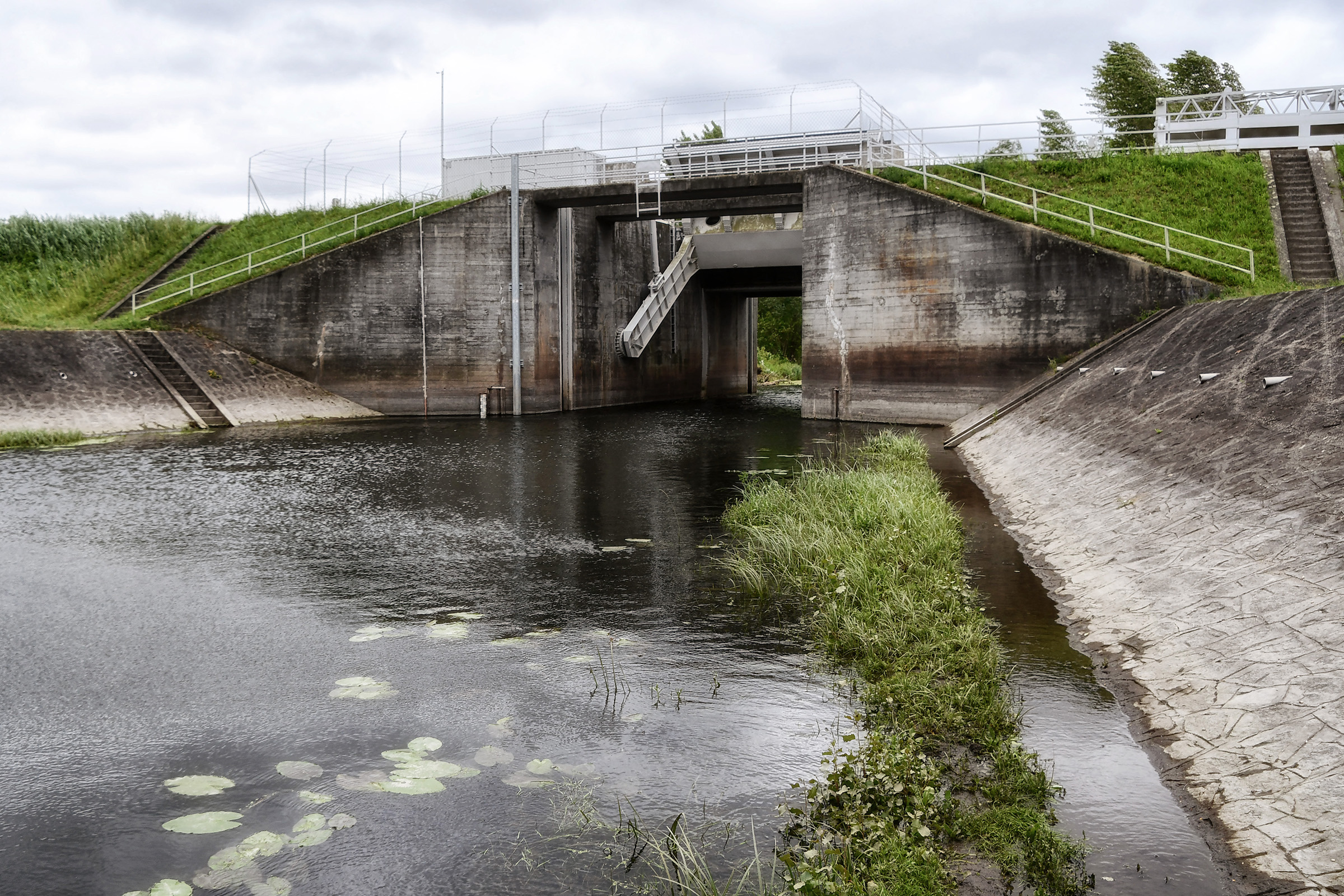
A Rábca-torok árvízkapuja

A 18. századig a Rábca a nyugatra elterülő lecsapolatlan mocsárvidék, a Hanság, illetve azon keresztül a Fertő magasvizét levezető, számtalan ágra bomló időszakos folyócska volt, amelynek vize a Rábába torkollott. A Hanság vízrendezése az 1770-es években indult meg a vizet a Rábca medrébe vezető kanálisok, és végül az 1813-ra elkészült, 29 kilométer hosszú Hegedűs-csatorna kialakításával. A rosszkerti régi Abda azonban a vidék legalacsonyabban fekvő laposán terült el, amelyet egyre gyakrabban öntött el az immár a mocsárvidék vizét levezető folyó, illetve a Rábca medrében felnyomuló Kis-Duna vize egyaránt. A helyi legenda szerint az abdai plébános ez idő tájt rendszeresen a paplak ablakából horgászott. Az 1829-es év kettős árvize után az abdaiak faluhelyüket elhagyva 1830-ban 2 kilométerre nyugatra, a Pityer-dombon alapították újra településüket. 1886 szeptembere és 1888 szeptembere között végezték el a Rábca szabályozását, amely ősi, több ágra szakadó medrében kanyargott Győr felé. A munka során a Répce és a Kis-Rába egyesüléséig a nagyobb kanyarulatokat átvágták, és csaknem egyenes vonalú mederbe terelték a folyót. Az árvizek azonban ezt követően sem szűntek meg, különösen súlyos volt az 1899. évi, amelynek során az Abdát elöntő Rábca 43 lakóházat döntött romba. Így 1907-ben új tervek készültek a Rábca fenékszintjének mélyítéséről és a töltések magasításáról. Az 1909-ben lezárult munkálatok helyenként a medervonal kisebb változásaival jártak, egyúttal ekkor vezették a folyó vizét a Rába helyett a Mosoni-Dunába. Ezzel a település helyzete árvízvédelmi szempontból rendeződött, jóllehet, az 1954. júliusi nagy árvíz idején a Rábca-töltések csurgása miatt a falut elővigyázatosságból kiürítették. A szabályozott Rábca ekkor még az abdai hídnál továbbra is keleti irányba kanyarodva Győr felé folyt tovább, ezen változtattak az 1985-ben megindult mederáthelyezési munkálatok. Ezek során a korábbi Völgyszigeti-csatorna völgyében, Abda külterületén alakították ki a Rábca új, észak-északkeleti irányba futó torkolati szakaszát. 1991 márciusától már az új mederben folyt a víz a Mosoni-Dunába, az új Rábca-torok kialakítása az árvízkapu 1991. decemberi üzembe helyezésével ért véget. A régi medret, mai nevén az Öreg-Rábcát, zsilippel vágták le a folyóról, amelyen keresztül kis mennyiségű (1 m³/s) frissítővizet továbbra is juttatnak a régi mederbe.

## A település neve
A település nevének pontos eredete nem ismert. Kniezsa István a legkorábbról ismert Obda alakot délszláv eredetűnek tartotta, Györffy György pedig analógiák alapján úgy vélte, hogy Abda is a magyarok honfoglalása előtti nyugat-dunántúli szlovének települése lehetett, és a letelepedők tőlük vették át a nevet. A név szláv eredetét valószínűsítheti az ószláv obvoda szó (jelentése ’vízzel körülvett terület, sziget’), és az ebből kialakult orosz Обода / Oboda helynév párhuzama. Velük ellentétben Németh Gyula a török oba (’apa’) szó becézőképzős alakjának tekintette, Váczy Péter pedig a település nevét a ’domb, földhányás’ jelentésű avar oba szótővel kötötte össze.
A falu német neveként több 18–19. századi forrásban felbukkan a Brückl (’hidacska’) alak és változatai, amelynek eredete a több évszázados abdai Rábca-híddal és az azt őrző németajkú katonasággal magyarázható. Noha a településnek számottevő németajkú népessége a 19–20. században nem volt (a legkiugróbb adat 1900-ból ismert, amikor az 1234 lakosból 7 fő, azaz a lakosság 0,6%-a vallotta magát német nemzetiségűnek), a Magyarországi Németek Országos Önkormányzata a németlakta települések között számon tartott Abda nemzetiségi neveként ezt a régi, és kifejezetten a Rábca-híd vámszedő helyéhez köthető Brückl alakot elevenítette fel.

## Történelem

### Őskor és ókor
A Mosoni-Duna és a Rábca közötti ártérből kiemelkedő Nagy-dombon már az újkőkorban, az i. e. 5. évezredben megtelepedett a vonaldíszes kerámia, majd a Hármas-dűlőben a lengyeli kultúra népessége, utóbbinak egy veremházát is feltárták a régészek. Az ásatások adatai szerint ezt követően csak a bronzkor korai szakaszában, az i. e. 2. évezred elején telepedett meg az ember újra a mai Abda helyén. Közösségük szelemenes, nádfedeles veremházakban élt. A szakértők valamivel későbbre, az i. e. 15. századra keltezték azt a feltehetően a mészbetétes edények műveltségéhez köthető bronzkincsleletet, amelyet 1910-ben találtak a falu Győr felőli határában. Egy nagyobb agyagedényben csaknem félezer bronzpitykére, valamint csüngőkre és egyéb ékszerekre bukkantak.
Az i. e. 1. évezredből nem ismertek állandó települések a környékről. Miután a terület az i. sz. 1. században a Római Birodalom része, egyúttal határvidéke lett, a birodalom védelmét biztosító limes Arrabona (Győr) és Quadrata (Lébény) közötti szakasza a mai Abda belterületének északi, Kunsziget felőli részén húzódott. Ennek vélhetően egyik őrtornyát, illetve annak maradványait tárták fel a falu északnyugati részén, az Öttevényi-csatorna közelében.

### Középkor
A Római Birodalom széthullását követően feltehetően germán törzsek uralták a vidéket, majd a 6. század második felében az Avar Kaganátus fennhatósága alá került a terület. 1992-ben gazdag leletanyagú 7. századi avar kori sírokat és késő avar kori településnyomokat tártak fel a 85-ös út abdai felüljárójának építésekor, kilenc avar sírt pedig a Rábca déli oldalán, a Lesvári-csatorna torkolatánál. Ezt követően az avarok hanyatlása és a helyükre benyomuló hódító népek pusztításai nyomán a vidék elnéptelenedett. Honfoglaláskori régészeti leletek ismertek a szomszédos Öttevényből, Abda kapcsán csak azt lehet tudni, hogy területe 955 és 970 között Apor fővezér szállásterületéhez tartozott.

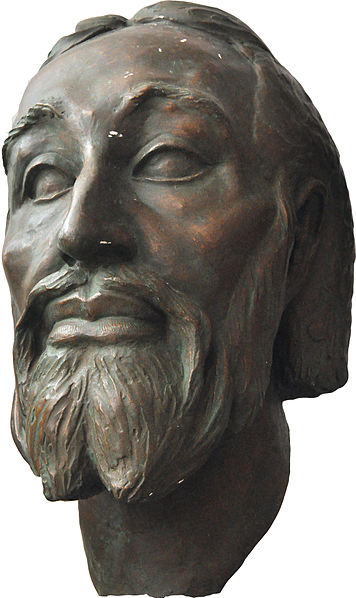
III. Béla uralkodása alatt lett az abdai híd vámszedő hely

A közeli Győr a 11. század első felében egyházas hely, püspökségi és ispánsági székhely lett, az innen északnyugati irányba, Magyaróváron át Bécsbe tartó „nagyút” pedig a mai Abda területénél érte el a Rábca vonalát. Az átkelőhely védelmét biztosító fegyveresek lehettek az első abdaiak, akik 1051-ben már a Rábcán épült hidat őrző kisebb erődítésben éltek. Ebben az évben III. Henrik német-római császár a magyarok ellen intézett vesztes hadjáratából visszavonulva bevette az abdai híd erődítését, a védőket felkoncolta, az erődöt és a hidat pedig felgyújtatta. Ez utóbbi elsietett lépés volt a részéről, a német-római sereg utóvédje ugyanis így már nem tudott átjutni a Rábcán, és a Béla herceg vezette magyar sereg legyilkolta a Rábca-parton rekedt ellenséget.
A település első írott említése insula Obda (’Obda-sziget’) formában ismert egy 1153 körülre keltezett végrendeletből, amelyben II. Géza szicíliai követe, Adalbert arról rendelkezett, hogy birtokai – köztük Obda – özvegye esetleges újbóli házasságkötése esetén a szentmártoni (ma pannonhalmi) monostorra szálljanak. IV. Béla 1255-ben kelt győri szabadalomlevelének egyik utalása szerint az abdai Rábca-híd vámszedő helyét III. Béla uralkodása idején, vagyis 1172 és 1196 között létesítették, de 1208-ban már bizonyosan szedtek vámot a hídon. IV. Béla említett oklevele értelmében a hídon való átjutás díja két német szekerenként 4, két ökör után pedig 1 dénár volt, a német gyalogosok ellenben ingyen használhatták a hidat.
1221-ben II. András megerősítette Abad falu birtokosainak, Leustachnak és feleségének, Hiltának birtokadományát, amely szerint tíz háznépnyi szabadost a Szent Márton-hegyi bencés barátok rendelkezésére bocsátottak. Az 1225 előtti esztendők valamelyikében Csák nembeli Demeter asztalnokmester erőszakkal ragadta el a települést a bencésektől. A későbbi években a szentmártoniak több pápai bullát is kijártak Obda, helyenként Odda nevű birtokuk visszaszerzése érdekében (1225, 1227–1228, 1238, 1244), de Csák Demeter megmakacsolta magát, és nem szolgáltatta vissza a falut. Abda csak Demeter halála után került vissza a szentmártoni bencések birtokába, de ezt követően IV. Béla 1260-ban a falu felét a győri székeskáptalannak adományozta. 1271-ben magyar győzelemmel záruló ütközetre került sor az abdai hídnál V. István magyar király és az országra törő II. Ottokár cseh király hadai között. 1291-ben a Bécs ellen vonuló III. András kelt át itt a Rábcán, megpihentében az abdai hídnál (iuxta pontem Abada) egy oklevelet is kibocsátott Apor pozsonyi főispán részére.
A 14. század elejére Abda már a környék nagyobb falvai közé tartozott. Ezt igazolja, hogy a győri káptalan birtokai közül Patona után Abda fizette a legtöbb, 25 márkányi földesúri adót. A két birtokos, a Szent Márton-hegyiek és a győriek közötti viszony nem volt zökkenőmentes, 1410-ben a káptalan perelte a bencés apátságot Abda tulajdonlásáért. A 14–15. századi forrásokban már következetesen Abda néven felbukkanó település birtoklásán a szentmártoni bencések és a győri székeskáptalan mellett 1481-től a Szentgyörgyi grófi család is osztozott. Egy 1513-as összeírás szerint a faluban tizenkilenc telkes jobbágy és hat szabados rendelkezett telekkel, egy 1521-es forrás pedig már arról tudósított, hogy a huszonegy abdai jobbágy szolgálatáért cserébe mentesült a dézsmafizetés kötelezettsége alól. A káptalannak már korábban, a 15. század végén malma működött Abdán, a 16. században pedig a saját borát kimérő kocsmát is létesített a hídnál. I. Ferdinánd 1528-ban nemzetiségtől függetlenül egységes vámtarifát írt elő az abdai hídon átkelő kereskedőknek. 1544-re a falu, ezzel együtt a hídvámjog kizárólagos birtokosa a székeskáptalan lett. Ebben az időben, a 16. század első felében Abdának már volt temploma. Egy 1526-os végrendeletből az is ismert, hogy a templomot az egyház vértanúinak egyike, a népi kultúrában pedig a segítőszentek között számontartott Szent Balázs tiszteletére szentelték fel. 1552-ben egy bizonyos István presbitert is említettek az abdai lakosok között.

### A török hódoltság időszaka

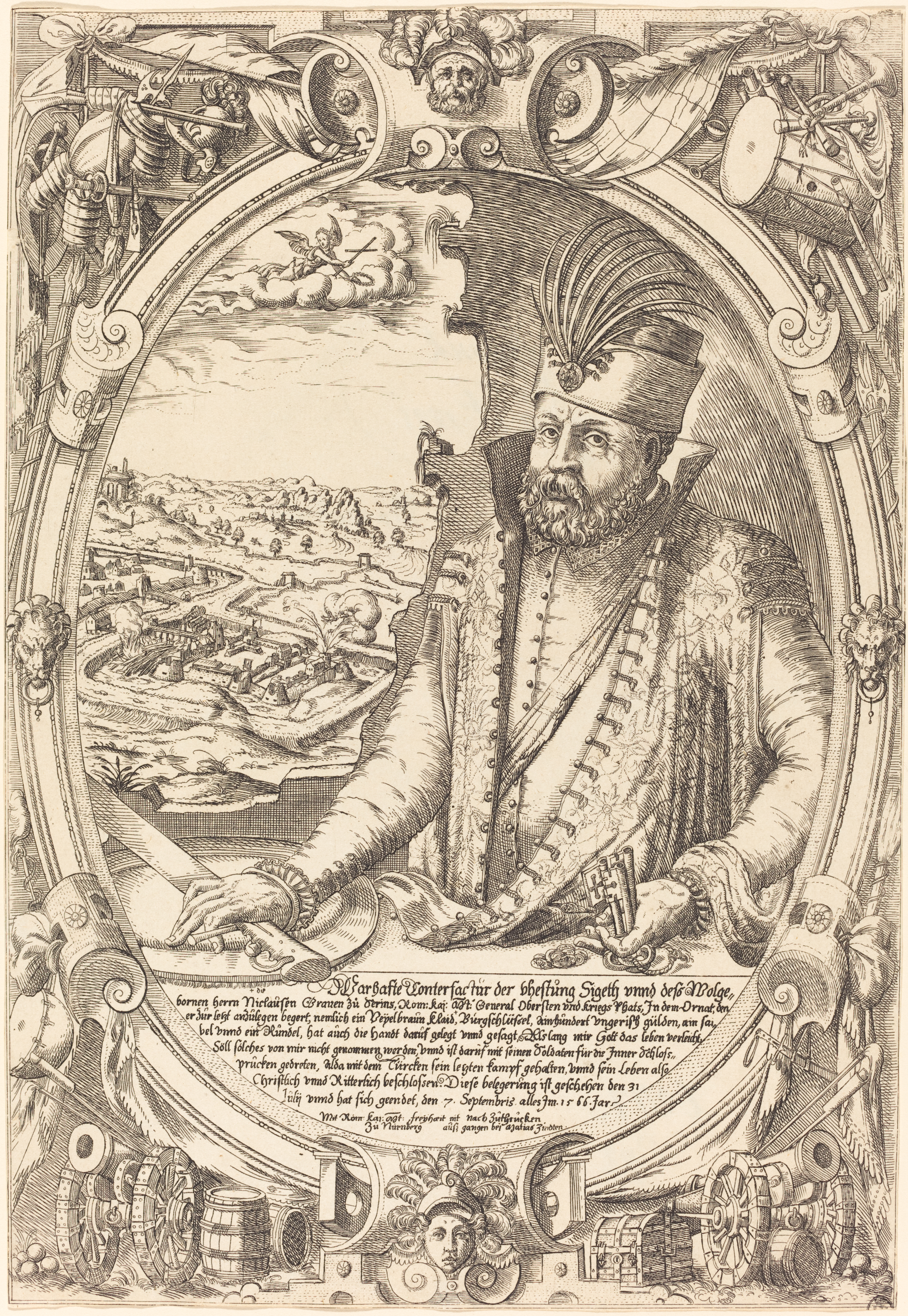
Zrínyi Miklós

A török hódoltság beköszöntével Abda a Magyar Királyság része maradt, de a határvidéken portyázó törökök fel-feldúlták a környéket. Egy 1544-es feljegyzés szerint a molnáron kívül mindössze két abdai telek gazdái maradtak a faluban. Bár 1549-ben már újra tizenöt jobbágytelket laktak, egy 1560-as határbejárási jegyzőkönyv szerint az abdaiak az újabb betörések ellen védekezve a Rábca túloldalán (bal partján) építették fel újra falujukat. Időközben a győri káptalan 1546-ban megerősítette az abdai hidat, amelyet sánc- és árokrendszer is védett. 1566-ban, miközben I. Szulejmán Szigetvárat ostromolta, Miksa magyar király 50 ezer lovasból és 80 ezer gyalogosból álló hadseregét összegyűjtve először Abda és Győr között vert tábort, hogy a törökkel való összecsapásra felkészüljön. Miután Szigetvár és védője, Zrínyi Miklós 1566. szeptember 7-én elesett, levágott fejét a családtagok az abdai Rábca-hídnál vették át, hogy végső nyugalomra helyezhessék. A történelmi epizód helyszínén 2022-ben emlékművet avattak (az eseményekről és az emlékműről bővebben).

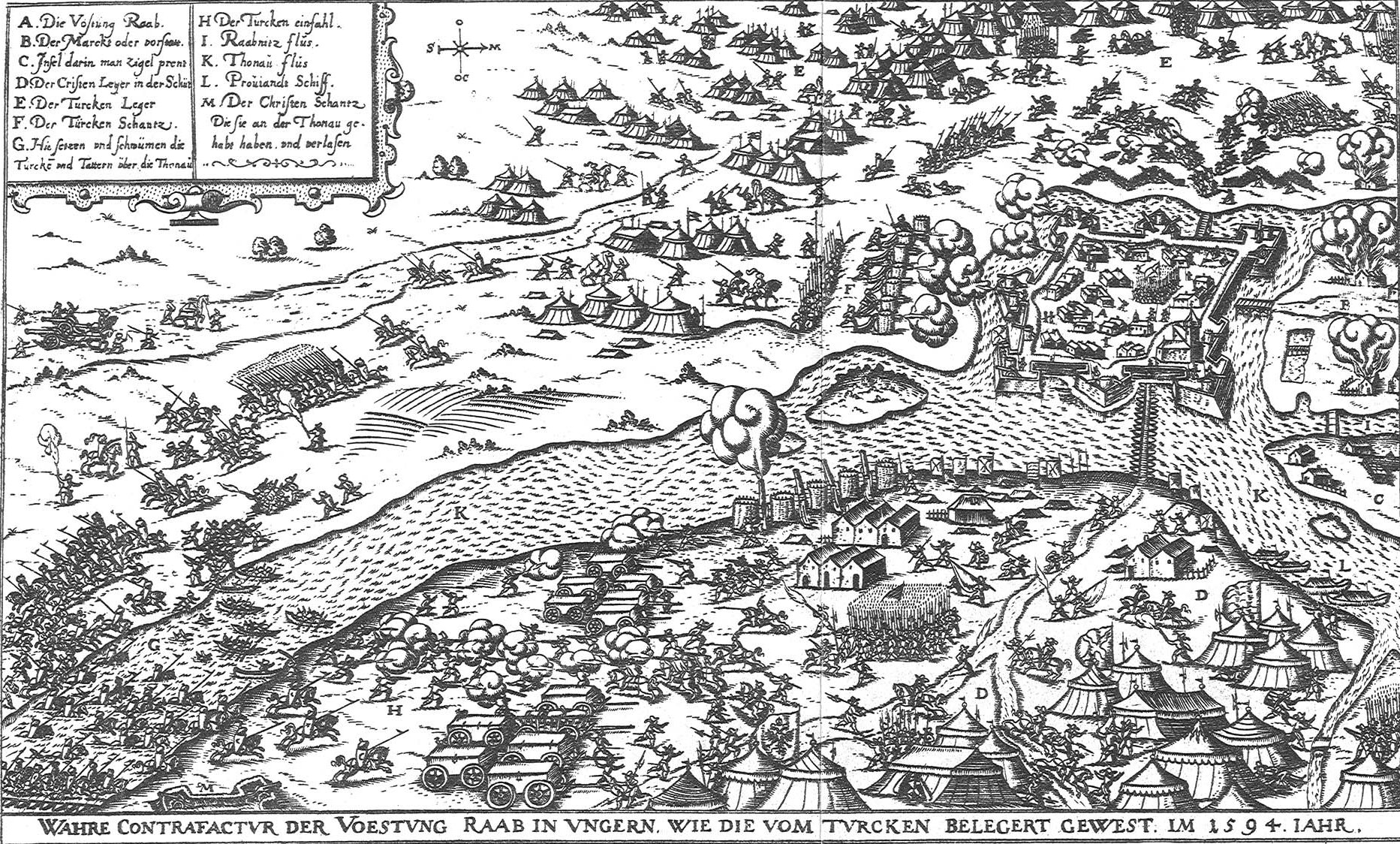
Győr 1594-es ostroma. Az északi nézetből felvett kép jobb szélén, I betűvel jelölve a Rábca torkolata

Az 1550-es évek második felében pusztult el a falu első temploma, amelynek köveit a győri vár egyik bástyájának építéséhez használták fel. Győr vármegye 1588-ban egy kisebb tarisznyavár építését rendelte el az abdai híd védelmére, egyszersmind a győri vár elővédjeként, amelyet két évtized múltán, 1608-ban meg is erősítettek. Az abdai váracska a feltételezések szerint a mai emlékkápolna és a gátőrház közötti területen állt, de nyomait a 19–20. századi folyamszabályozási munkálatok eltüntették. 1594-ben Abda ismét véres események helyszíne lett: miután a Győrt ostromló Kodzsa Szinán pasa szeptember 8-án a város mellett megütközött a Mátyás herceg vezette magyarokkal, a fejvesztett menekülésben az abdai Rábca-hídra felnyomuló magyar lovasság egy része a folyóba veszett, a török pedig 2000 katonát levágott. Miután Ferdinand Hardegg várkapitány szeptember 29-én szabad elvonulás fejében feladta a győri várat, a Bécs felé tartó, felső-ausztriai gyalogosokból, Győr-vidéki és olasz zsoldosokból álló hátvédjét a törökök a Rábca-hídnál megtámadták és kifosztották.
A híd stratégiai jelentősége és a tarisznyavár létesítése veszélyt és védelmet egyaránt jelentett az abdaiaknak. A káptalan kötelességükül rótta fel, hogy heti három szekérderéknyi tűzifával lássák el a várőrséget, amiért cserébe mentesültek adófizetési kötelezettségeik alól. Az abdaiak kiváltságát a 17. század folyamán több uralkodó is megerősítette: II. Mátyás 1613-ban, II. Ferdinánd 1629-ben, végül pedig I. Lipót 1681-ben. 1616-ban – miután a falu határában Miksa főherceg táborozott egy ideig – az abdai várat német őrségre bízták, ami később számos probléma forrásává vált. Az abdaiakat és a környékbeli települések lakóit gyakran sanyargatták, pénzüktől vagy jószágaiktól megfosztották. 1627-ben az abdaiak és az Öttevényt birtokló Héderváriak egyaránt hivatalos panasszal éltek a vármegyénél a várőrség túlkapásai miatt. Győr városának ennél nagyobb presztízsveszteséggel jártak az abdai hidat használó kereskedők panaszai, amelyek szerint a hídőrség a mentességet élvezőktől is erőszakkal behajtotta a hídvámot, az átkelőktől jogtalanul különféle szolgáltatásokat csikart ki. Félő volt, hogy az abdai atrocitások miatt a kereskedők a jövőben elkerülik Győrt, ezzel gazdasági nehézségeket okozva a városnak. Végül I. Lipót 1659. évi 23. törvénycikke akképpen rendezte a helyzetet, hogy eltörölte a győri városkapu és az abdai híd vámszedési jogát, amit 1679-ben újólag megerősített. Ez a kereskedők gondját megoldotta, a környékbeliekét azonban nem. Az abdai várőrség új jövedelemforrás felé nézett, és 1688-ban már arról érkeztek hírek, hogy 1200 forintot zsaroltak ki az abdaiaktól, a következő évben pedig Bezin, Börcsön és Öttevényen fosztogattak. Mindezt tetézték a császári hadsereg sorozatos dúlásai, amelyek következményeként egy 1698-as egyházlátogatási jegyzőkönyv arról számolt be, hogy Abda házai romokban álltak, a falu hatvan lakója pedig földbe ásott vermekben élt. A feldúlt falu nyugati oldalán ugyanebben az évben, négyesztendőnyi építkezés lezárásaként készült el Fábry Kovács Miklós volt győri kanonok és Telekessy István győri őrkanonok, csanádi püspök anyagi támogatásával a zsindelytetős, fatornyos Szent József-templom.

### Kuruc kor

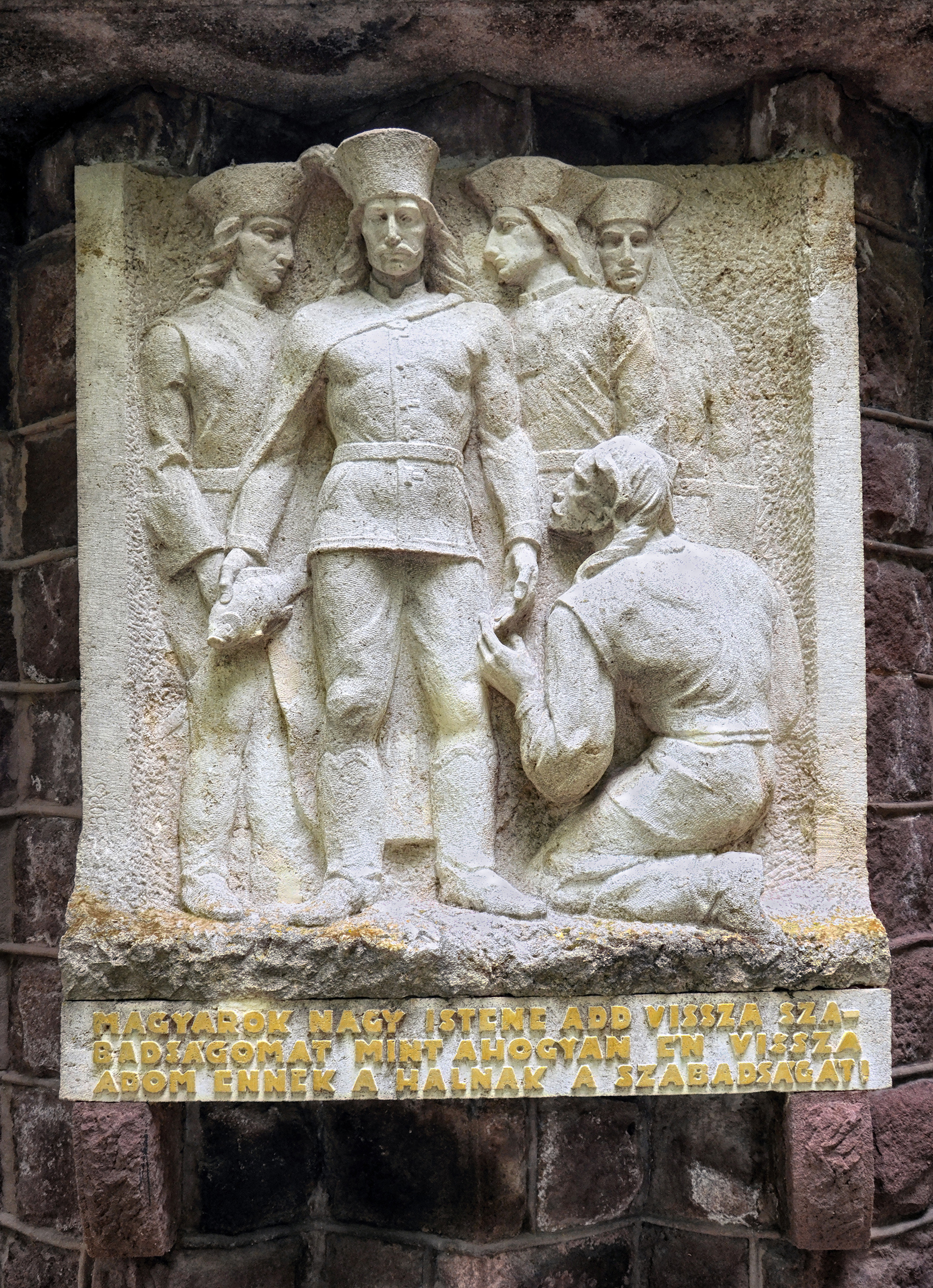
A Rákóczi-mondát megidéző Rábca-parti emlékmű

A 17. század végétől megsűrűsödtek az áradások a Rábcán, a győri székeskáptalan a híd folyamatos karbantartását és javítását az abdaiakkal végeztette, ezért a falu lakói 1700-ban Esterházy Pál nádorhoz folyamodtak régi kiváltságaik felújításáért és megerősítéséért. A nádor kérésüknek megfelelően meghagyta Győr vármegye elöljáróságának, hogy Abda jobbágyait szabadosokként tekintsék, adóval, fuvaroztatással és katonatartással ne terheljék őket. III. Károly 1718. június 2-án kelt oklevelében megerősítette I. Lipót 1681-es abdai kiváltságlevelét.
1701 májusában a fogságba került II. Rákóczi Ferencet Abdán át kísérték bécsújhelyi börtönébe, amelynek kapcsán a falu egyik legismertebb történeti hagyománya alakult ki a Rábcából kifogott halat a folyóba visszadobó leendő fejedelemről (bővebben Rákóczi-emlékmű). Miután Rákóczi fogságából kiszabadult, és 1703-ban kibontotta a szabadságharc zászlaját, Győr és az abdai híd erődítése labanc kézen maradt. A vidéken Károlyi Sándor kuruc és Hannibal Joseph Heister labanc seregei között több összecsapásra is sor került. A győri várparancsnokság 1704 tavaszán leromboltatta a hidat, hogy a Győrt támadó kuruc csapatok dolgát megnehezítse. 1707. június 22-én aztán a kurucok – Wolfart Ádám brigadéros vezette hajdúk – bevették és lerombolták a híd melletti tarisznyavárat, a német őrséget leöldösték, a falut pedig feldúlták. Kevéssel később, 1710-ben a győri káptalan újból felépíttette a hidat, de az erődítés romjaiból már nem kelt új életre.

### Az abszolutizmus időszaka

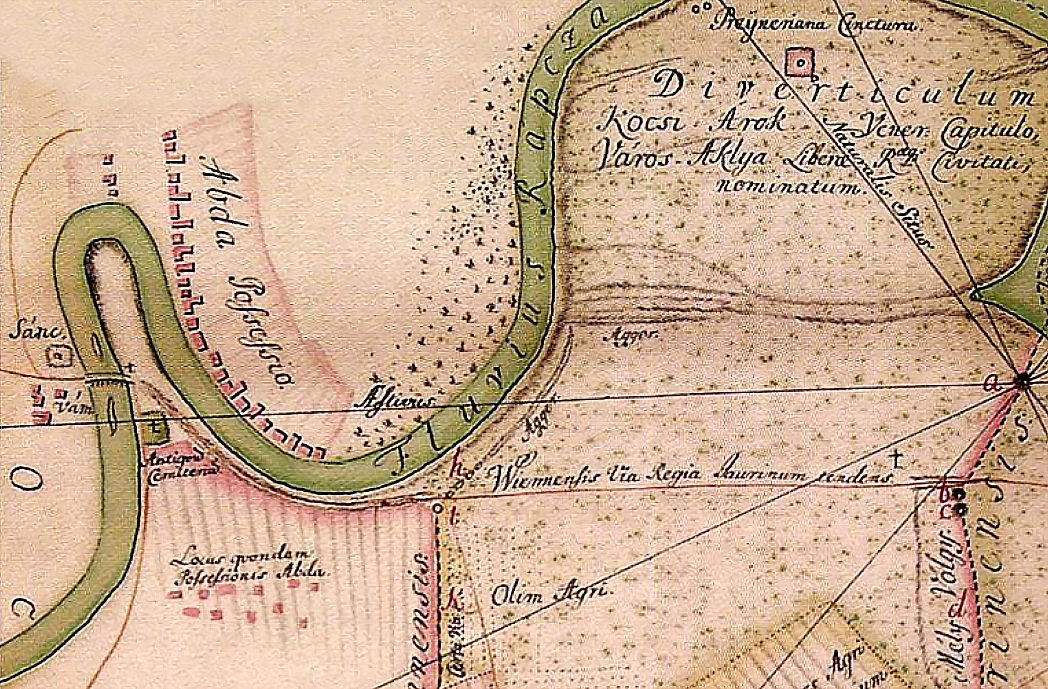
Abda egy 1750-es évekbeli úrbéri térképen. A térkép nyugati peremén jól kivehető a Rábca hídja, a bal parton a hídvám épületei és a sáncok, a jobb parti hídfő alatt a falu temetője; az egyutcás falu szintén a bal parton, a Rábca kanyarulatában, de a túlparton is kivehető egy kisebb házcsoport

A Rákóczi-szabadságharcot követő szűk évszázadban nyugalmasan telt Abda élete, a történelem lapjain legalábbis nem jegyeztek fel jelentősebb eseményt a falu kapcsán. 1715-ben negyven család élt a faluban, azaz a lakosság csaknem megduplázódott a 17. századi 20-22 telekkel szemben, az 1720-as években pedig már 29 jobbágycsaládot és 23 zsellért írtak össze Abdán. 1739-ben az addig egyházigazgatási szempontból Öttevényhez tartozó abdai fília önálló egyházközség lett, az 1690-es évek második felében épült Szent József-templom ekkor lett plébániatemplom. Egyúttal plébániaház, néhány évvel később pedig egyházi népiskola is épült a faluban. Az addig a bécsi kincstárban őrzött, 1790 februárjában ünnepélyes külsőségek között Budára visszaszállított magyar koronát február 19-én a délutáni órákban Abda határában vették át a Győr vármegyei nemesi bandérium vezetői, Esterházy János és Festetics Ignác.
1809 júniusában Győr védelmében Meskó József tábornok vezetése alatt négy gyalogos- és három lovashadosztály, zömmel bácskai, 3750 fős inszurgens csapat Abdánál, a Lesvár irányába épült sáncokból nézett farkasszemet a Jacques Lauriston vezette napóleoni sereggel. Közben egy másik francia sereg délről megkerülve a Rába védelmi vonalát Kismegyernél megütközött a Győrt védő fősereggel és megszállta a várost. Az abdai magyar sereg két tűz közé került, de déli irányban sikerült kitörnie a harapófogóból. Hasonlóképpen járt az abdai híd védelmére kirendelt Olgyay Boldizsár főhadnagy huszárszázada is, akik szintén déli irányban kísérelték meg a csatlakozást a fő hadtesthez. Olgyay és 51 embere e manőver során hajtotta végre fortélyos haditettét Abda és Koroncó között egy túlerőben lévő francia csapat ellen, akiket nem csak megfutamítottak, de foglyokat is ejtettek, továbbá az ellenség hadi pénztára és hadtápja is a kezükre került.
A 18. század végétől a falut egyre gyakrabban öntötte el a Rábca, és az abdaiak az 1829-es év kettős árvízének megpróbáltatásai után 1830-ban lakhelyüket elhagyva 2 kilométerre nyugatra, a győri káptalan által rendelkezésükre bocsátott Pityer-dombon építették fel új településüket, a mai Abda központi részét. A költözés elhúzódott, bár 1830-ban már harminckilenc ház épült fel a Pityer-dombon, a régi rosszkerti falu helyén még 1832 után is laktak néhány házat. Ezt a kis településmaradványt a helyi nép nyelvén Háromháznak, lakóit pedig háromháziaknak hívták. Emellett a hívek az ófalu templomába jártak továbbra is istentiszteletre, mígnem 1843 és 1845 között felépült az újfalu Szent József-temploma.
 Az 1848–1849-es szabadságharc során két csatára is sor került Abdánál. Ezek egyikében, 1849. június 8-án a magyar honvédség Abdánál és Újfalunál állította meg a császáriak addigi előrenyomulását Győr felé. Néhány héttel később, 1849. június 28-án a Poeltenberg Ernő hadtestéhez tartozó, Kossuth Sándor vezetése alatt álló honvédzászlóalj előőrsei, a Kompoty József ezredes és Sámbék József százados parancsnokolta Újházi-vadászszázadok és a Faváry József tüzér százados irányította üteg négy ágyúval védelmezte az abdai átkelőt az akkor már az abdai templom elől ágyúzó IV. osztrák hadtesttől. Az osztrák ulánusok nyomására azonban a hídfőt csak mintegy fél órán át voltak képesek tartani, visszaszorultak a hídon a Rábca jobb partjára. A csatában – amelyet I. Ferenc József a helyszínen követett végig – a honvédek vesztesége 33 halott, 77 sebesült és 273 eltűnt katona volt. Ezt követően a császári II. hadtest egyik dandárja tartotta megszállva Abdát és a rábcai átkelőt. Az 1886–1893. évi folyószabályozás során, a mederásásnál 1887-ben egy hevenyészett Rábca-parti tömegsírra leltek a kubikosok, amelyből tizenöt honvéd földi maradványai kerültek elő. A hősök tetemeit a régi falu emlékét őrző kápolna elé helyezték át, 1887 májusában pedig obeliszket emeltek hamvaik fölé.

### A 19. század közepétől napjainkig

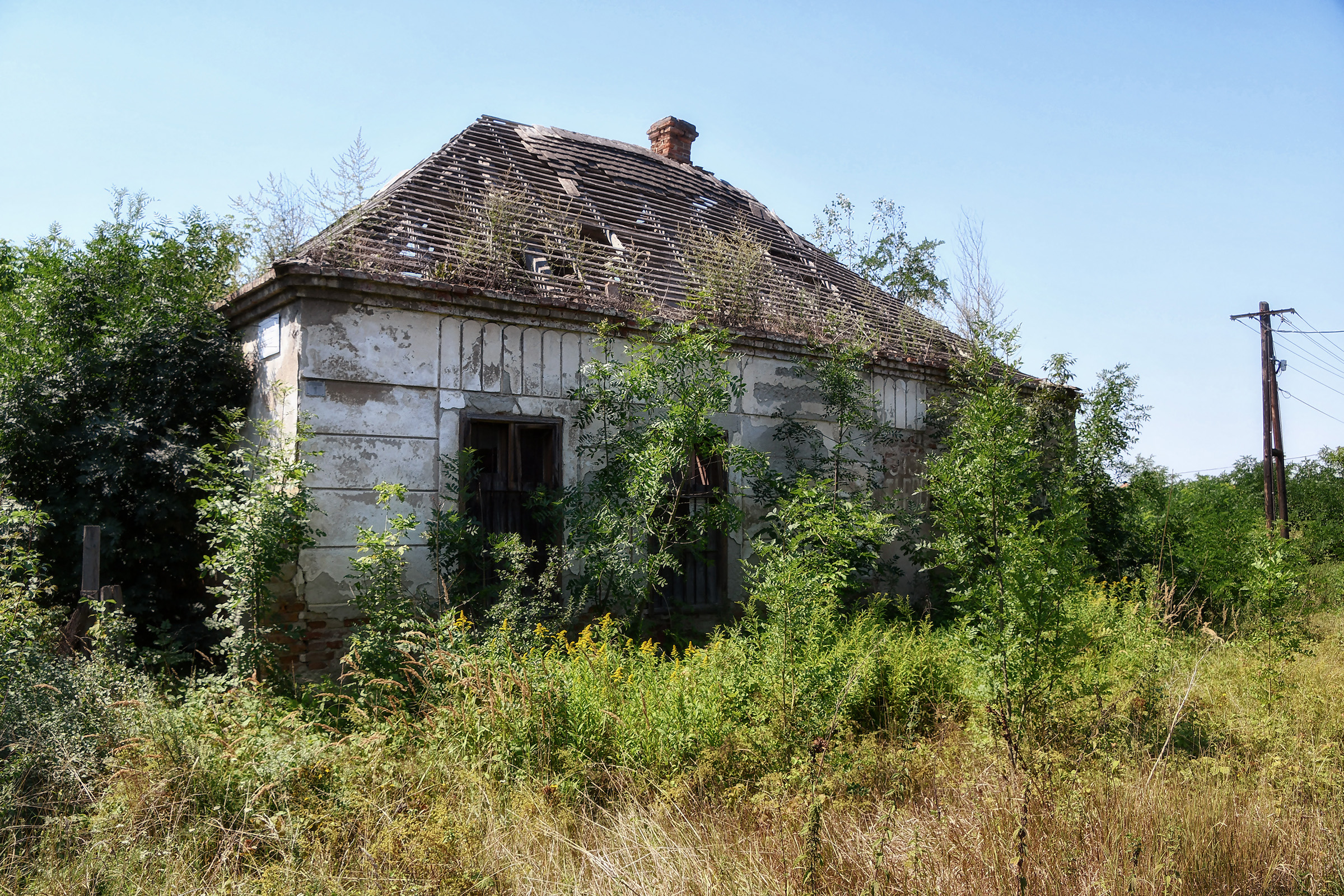
A Rábca-híd egykori vámháza 2020-ban, két évvel lebontása előtt

A falu mellett futó bécsi országút az 1850-es években állami kezelésbe került, 1855-ben a vasút is elérte Abdát, ezzel megteremtődtek a fejlődés lehetőségei. A rendszeres árvizek azonban továbbra is problémának bizonyultak: 1876-ban, majd 1883-ban a falut elárasztó Rábca épületeket döntött le és haszonállatokat sodort el. Az abdaiak kétségbeejtő helyzetét illusztrálja, hogy amikor 1883 őszén a vármegyei végrehajtó az elmaradt adók behajtása végett felkereste a falut, az abdaiak kocsiját kövekkel dobálták meg, és kiűzték őt a faluból. 1886 és 1888 között elvégezték a Rábca szabályozását, a meanderező ágakat átvágva új, töltéssel védett mederbe terelték a folyót. Jóllehet, ez sem bizonyult végleges megoldásnak, az 1889-es áradás során 43 abdai lakóház dőlt össze. Csak az 1907–1909 közötti medermélyítő és töltésmagasító munkálatok eredményeként szűnt meg a település állandó veszélyeztetettsége, az urasági majorságok és az egyéni parasztgazdaságok egyaránt megerősödhettek (lásd részletesen a gazdaságról szóló fejezetben).

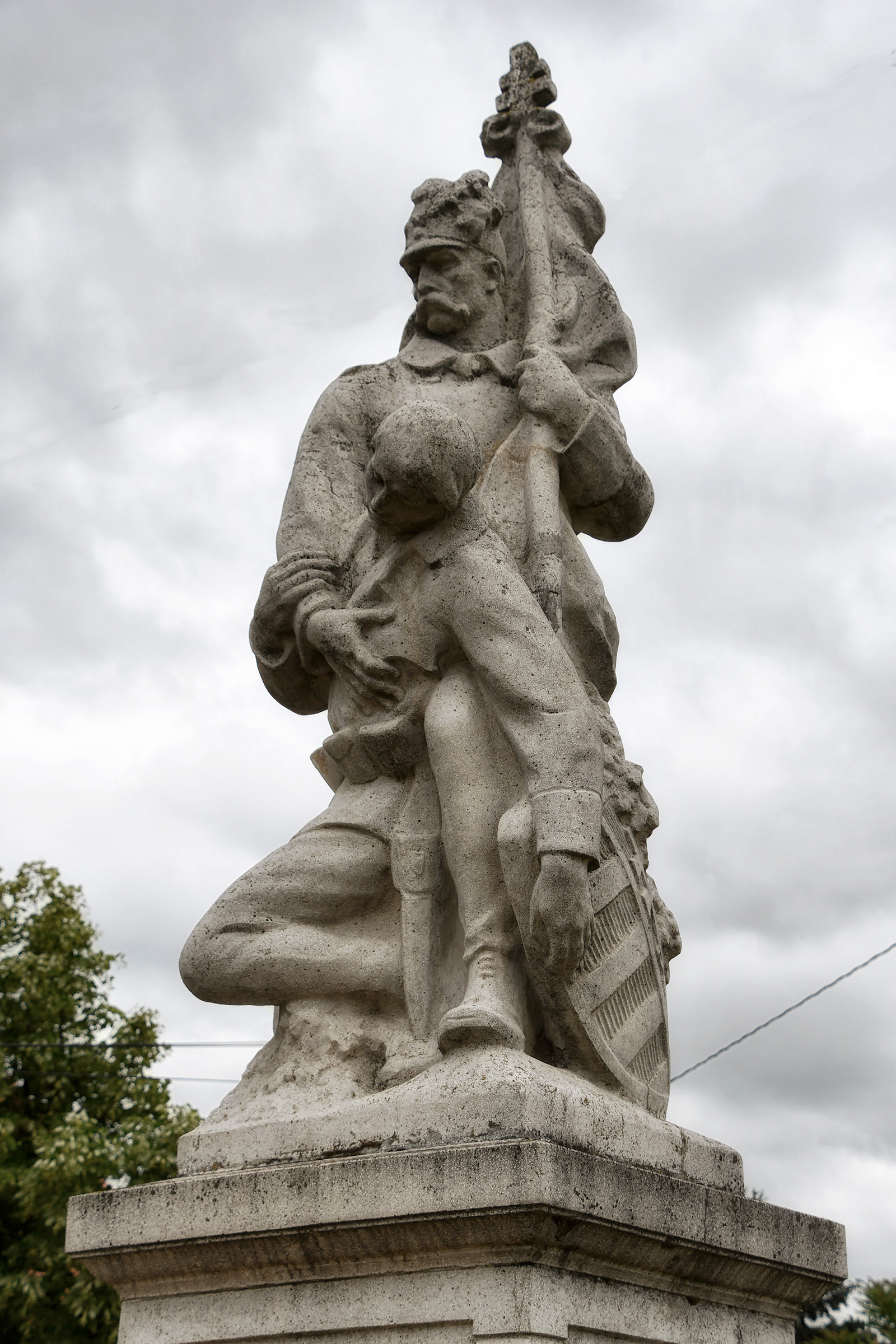
A világháborús hősi emlékmű

Az első világháborúban negyvenöt abdai esett el, de a korabeli veszteséglajstromok alapján mintegy kéttucatnyian kerültek oroszországi hadifogságba is. A tanácsköztársaság idején, 1919. március 23-án Tenk Márton vezetésével Abdán is alakult paraszttanács, de a kommün leverését követően a falu megmenekült a fehérterrortól, egyedül Nyári József tanítót távolították el állásából, majd az elöljáróság polgárőrséget hozott létre.
Abdán számottevő zsidó lakosság nem élt, de a zsidó birtokok felülvizsgálatáról rendelkező földbirtok-politikai törvény értelmében 1940-ben a település egyik régi birtokosával számoltak le: Laendler Antalt megfosztották 716 holdas pillingérpusztai uradalmától. A második világháború során harmincegy abdai vesztette életét, de az abdai ingatlanvagyonban és infrastruktúrában nem esett tetemes kár, Győr szőnyegbombázásai is elkerülték a falut. Némi izgalmat okozott 1942. július 30-án három, gyújtópalackokkal felszerelt szovjet ejtőernyős Abda melletti földet érése, akiket azonnal elfogtak és ártalmatlanná tettek. A háború későbbi szakaszában a falu keleti határában, a soproni út elágazásánál légvédelmi ütegeket állítottak fel, a külterület északi részére pedig aknamezőt telepítettek, amely még a háború után is szedte áldozatait. Szintén a világégés abdai kulisszái közé tartozott az 1944. március 19-én Magyarországot megszálló német hadoszlopok átvonulása, majd kevéssel később a nyugatra hajtott zsidó munkaszolgálatosok gyalogmenetei. Radnóti Miklós az egyik ilyen erőltetett menetben érte el Abda határát 1944. november 8-án vagy 9-én, amikor a Rábca-parti töltés oldalában a magyar keretlegények huszonegy munkaszolgálatos társával együtt meggyilkolták. Holttestét és egy négyzethálós füzetbe, a Bori noteszbe írott utolsó verseit a tömegsír 1946. június 26-ai feltárásakor találták meg (lásd még Radnóti-emlékmű). 1944 decemberében az abdai leventéket, tizenéves gyerekeket és huszonéves ifjakat, szintén nyugatra vezényelték, hogy kiképzésüket követően fegyverrel szálljanak szembe a Vörös Hadsereggel. Erre már nem került sor, a szovjet alakulatok 1945. március 29-én, nagycsütörtök napján kiűzték a németeket a faluból, és később a leventék is épségben hazatértek.
1945-ben a faluban sor került a régóta várt földosztásra, amelynek során 1334 katasztrális holdnyi területet osztottak szét 311 igénylő család között. Egyúttal ekkor került sor a bécsi országút északi oldalának, illetve a falu és a Pagony néven ismert házcsoport közötti területeknek a felparcellázására is. 170 család kapott egyenként 400-600 négyszögölös építési telket, amelyek az 1950-es évek során be is épültek. 1960-ra kiterebélyesedett az északi falurész (korabeli nevén az Újtelep), kiépültek a bitumenborítású Hunyadi, Diófa, Kossuth, Hársfa és Híd utcák. 1970-re a falu déli része a Vasút utca (vagy Vasút sor) megszületésével már a vasút vonaláig terjeszkedett, és az egykori Kertek alja, a mai Szent Imre utca is teljes hosszában benépesült. Az 1970-es évektől Abda egyre inkább csábította a közeli Győr jellemzően értelmiségi munkát végző lakóit a letelepedésre, 1975-ben indult meg és 1980-ban zárult le a falu északkeleti határában a kertvárosi jellegű, kilencvenöt kétszintes lakásból álló Radnóti lakótelep kialakítása. A rendszerváltást követően a falu északi és nyugati részén új utcák épültek be, 1994-ben pedig grandiózus tervek születtek egy 25 hektáros, 550 családnak otthont adó, kertvárosi jellegű lakópark kialakításáról a Rábca-parton. Ez utóbbi végül nem valósult meg, Abda azonban továbbra is dinamikusan terjeszkedett: a 2011-es népszámlálás adatai alapján – a 20,9%-os megyei átlagot meghaladóan – az abdai lakásállomány 26,1%-a az 1991 és 2011 közötti években épült.

## Címer és zászló
A település címerét és zászlaját 1995-ben terveztette újra és fogadta el Abda önkormányzati képviselőtestülete. Kialakításukkor figyelembe vették a település múltjának főbb eseményeit, valamint az évszázadokon át halászattal és szántóműveléssel foglalkozó abdaiak jelképeit. A hasított gótikus típusú háromszögű címerpajzs jobb oldali vörös mezejében az árvíz előtti régi falu helyét jelölő kápolna homlokzati ábrázolása látható. Előtte zöld mezőben három aranykeresztet helyeztek el. A középső az 1849-ben itt elesett honvédhősökre, a bal szélső a szigetvári hősre, Zrínyi Miklósra utal, akinek levágott fejét 1566-ban gyászpompával itt adták át családtagjainak, a harmadik kereszt pedig a falu határában meggyilkolt költőre, Radnóti Miklósra emlékeztet. A címer bal oldali mezejében a település múltjában fontos szerepet játszó vámszedőhely, az abdai Rábca-híd stilizált, lebegő ábrázolása kapott helyet. Alatta egy kékkel-ezüsttel sávozott lefelé eső hal, illetve két-két, változó magasságú ezüst, illetve zöld színű sáv látható, amelyek a Rábcát és a Mosoni-Dunát, illetve a köztük húzódó szántóterületeket szimbolizálják. A pajzstalp közepén található, búzamezőre utaló aranyszínű beékelésben a falu régi pecsétrajzairól is ismert, hegyével felfelé álló, lebegő ekevas látható. A pajzs élén háromlombos, ékkövekkel díszített nyílt aranykorona sisakdíszt helyeztek el, a címer alatti vörös szalagon mottóként a település neve olvasható.
A település zászlaja fekvő téglalap alakú, 2:3-as oldalaránnyal, javasolt mérete 120×180 centiméter. A fehér alap a zászlórúd mentén, 40 centiméteres szélességben tizenegy, váltakozva kék és fehér színű vízszintes sávot ábrázol. A fehéren hagyott mező középpontjában a település címerét helyezték el. A zászló hátlapján vörös szalagon aranyhímzéssel a település első ismert említésének dátuma, az 1153-as év olvasható. A zászló szegélyeit aranyzsinór és rojtok díszítik.

## Népesség
Abda, több más árvíz sújtotta Rábca-parti településhez hasonlóan, a 18. századtól a 19. század közepéig a Győrt nyugatról határoló térség kisebb népességszámú falvai közé tartozott. Ebben az időszakban egyedül Pinnyéd, Enese, Ikrény és Börcs számlált kevesebb lelket a 600-700 közötti lakosságszámú Abdánál, míg a közeli, de a Rábcától távolabb eső Öttevény és Mosonszentmiklós népessége csaknem kétszerese volt Abdáénak. A falu 1830 utáni újratelepülését és átmeneti lakosságszám-visszaesését, majd a 19. század végi Rábca-szabályozásokat követően Abda növekedésnek indult. Lakosságszámával 1900-ra maga mögé utasította Kunszigetet és megközelítette Öttevényt, az 1990-es népszámlálás idején pedig először előzte meg Öttevényt, Mosonszentmiklóst és Rábapatonát egyaránt, ezzel a Győr és Lébény közötti térség legnagyobb lakosságú települése lett. A 2011-es népszámlálás idején Abda lakossága meghaladta a 3000 főt, ezzel megközelítette a városi jogállású, 3149 fős Lébényt. Népességszáma a beköltözéseknek köszönhetően folyamatosan gyarapszik a Győr vonzáskörzetéhez tartozó további településekével együtt (Börcs, Ikrény, Öttevény), szemben a stagnáló vagy fogyatkozó lakosságú, távolabb eső településekkel (Kunsziget, Mosonszentmiklós, Rábapatona).
A lakosság életkor szerinti összetétele ugyanakkor visszaigazolja, hogy a népességnövekedés nem a természetes demográfiai folyamatoknak, hanem a beköltözéseknek köszönhető. A 2011-es népszámlálási adatok alapján összeállított abdai korfa típusát tekintve inkább stagnáló-fogyatkozó népességre utal: 100 gyermekkorú lakosra 137 idős korú, 100 aktív korúra 61 gyermekkorú jutott, az egy családra jutó gyermekkorúak száma 1,08. A környező települések hasonló mutatóit tekintve Ikrény (81, 51, ill. 1,21), Börcs (99, 60, ill. 1,22) és Kunsziget (114, 60, ill. 1,32) lakossága kedvezőbb demográfiai összetételű, míg Öttevény (136, 57, ill. 1,11) adatai hasonlóak. A nemek arányát tekintve ugyanezen települések közül Abda adatai a legkiegyensúlyozottabbak: 2011-ben a lakónépesség 49,7%-a férfi, 50,3%-a nő volt.

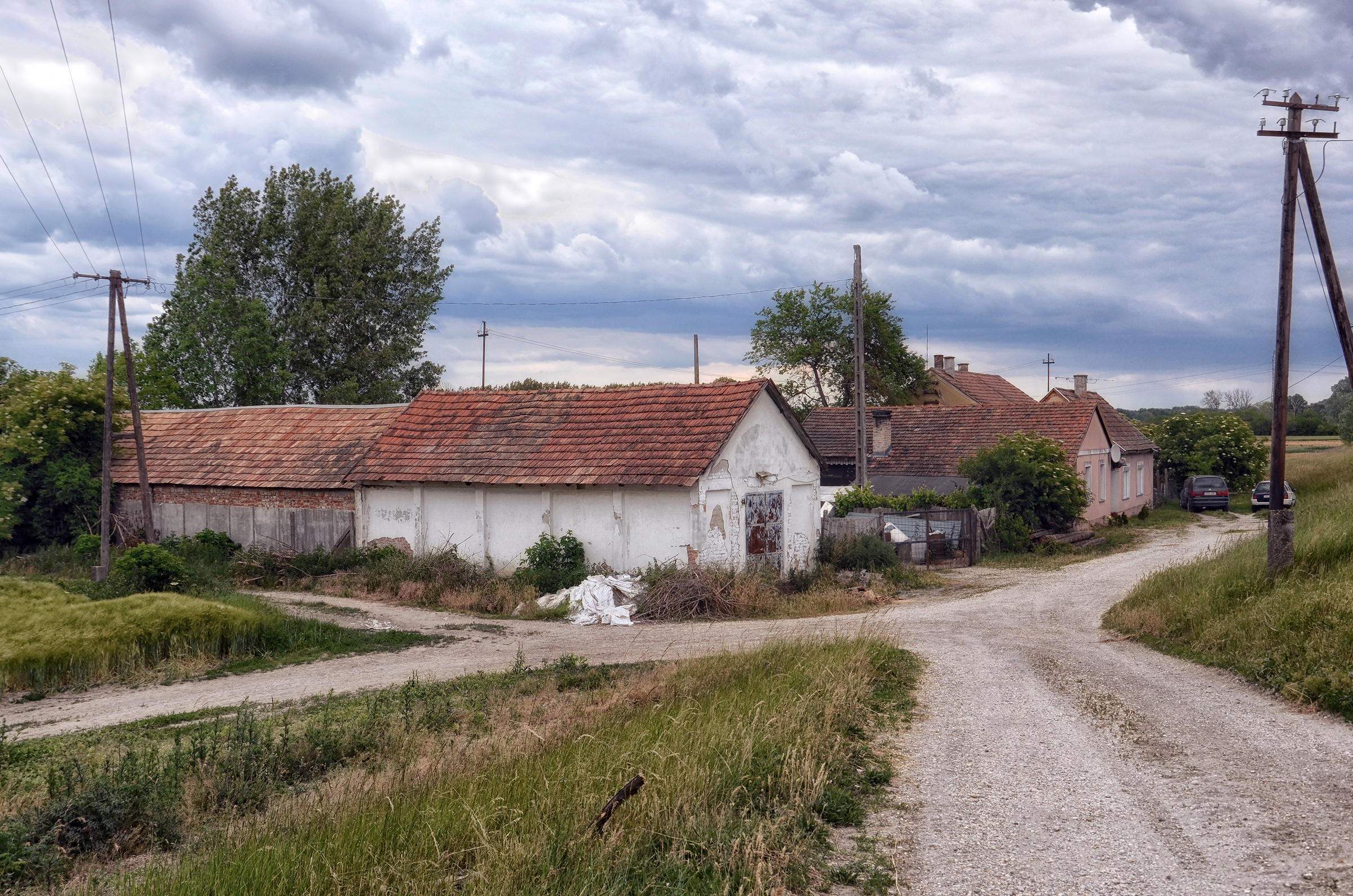
Abda egyik külterületi lakott helye, a Németh-gátőrház (innen 200 méterre ölték meg Radnóti Miklóst 1944-ben)

Az elmúlt századok során Abda számottevő külterületi lakossággal nem rendelkezett. 1895 óta külterületi lakott helyei közé tartozik az Öttevénytől Abdához csatolt Pillingér vagy Pillingérpuszta a falu északnyugati részén, amelynek lakónépessége 2011-ben 30 fő volt. Ugyancsak 1895-ben került a településhez az akkor még lakott, és korábban Öttevényszigethez (ma Kunsziget) tartozó Rendek vagy Rendekpuszta a külterület északi határában, a Mosoni-Dunához közel, amelyet lakói később elhagytak. 1907-től a külterület déli peremén jegyezték fel Szentkeresztpusztát, amelyet 1971-ben Dózsamajor néven, 51 állandó lakossal együtt Abdától Ikrényhez csatoltak, valamint a Rábca jobb partján, a hídtól délkeletre Káptalanmajort, amely mára állandó lakossággal nem rendelkezik. Az 1952-ben még külterületi helyként számon tartott Pagony és Rákóczitelep (vagy Újfalu) ma már a belterület részei.
Abda a statisztikai adatok tükrében történelme során mindvégig magyar nemzetiségű településnek számított. Az 1880-tól elérhető anyanyelvi statisztikákban a németajkúak száma 2 és 7 fő között mozgott, de soha nem haladta meg a 0,6%-ot, a 2011. évi cenzus során azonban már 54 fő (1,8%) vallotta magát a német nemzetiséghez kötődőnek. A német nemzetiségűeken kívül az 1880 utáni évek népszámlálásaiban csak alkalomszerűen bukkant fel 1-2 fő szlovák, horvát vagy szerb anyanyelvű lakos, illetve 1880-ban 51 főt soroltak az egyéb kategóriába. Az 1970-es évek második felében a káptalanmajori cigánytelepet a hatóságok felszámolták, az 1980-as évek elején négy cigány család élt a faluban, egy termelőszövetkezeti tulajdonú épületben. A 2011-es népszámlálás során a lakosok 91,2%-a magyarnak, 1,8%-a németnek mondta magát, 8,7% pedig nem nyilatkozott (a kettős identitások miatt a végösszeg nagyobb lehet 100%-nál).
2022-ben a lakosság 90,9%-a vallotta magát magyarnak, 2,1% németnek, 0,6% cigánynak, 0,3% románnak, 0,1-0,1% lengyelnek és ukránnak, 3,4% egyéb, nem hazai nemzetiségűnek (8,7% nem nyilatkozott; a kettős identitások miatt a végösszeg nagyobb lehet 100%-nál). 

## Közigazgatás

### Közigazgatási beosztás és önkormányzat

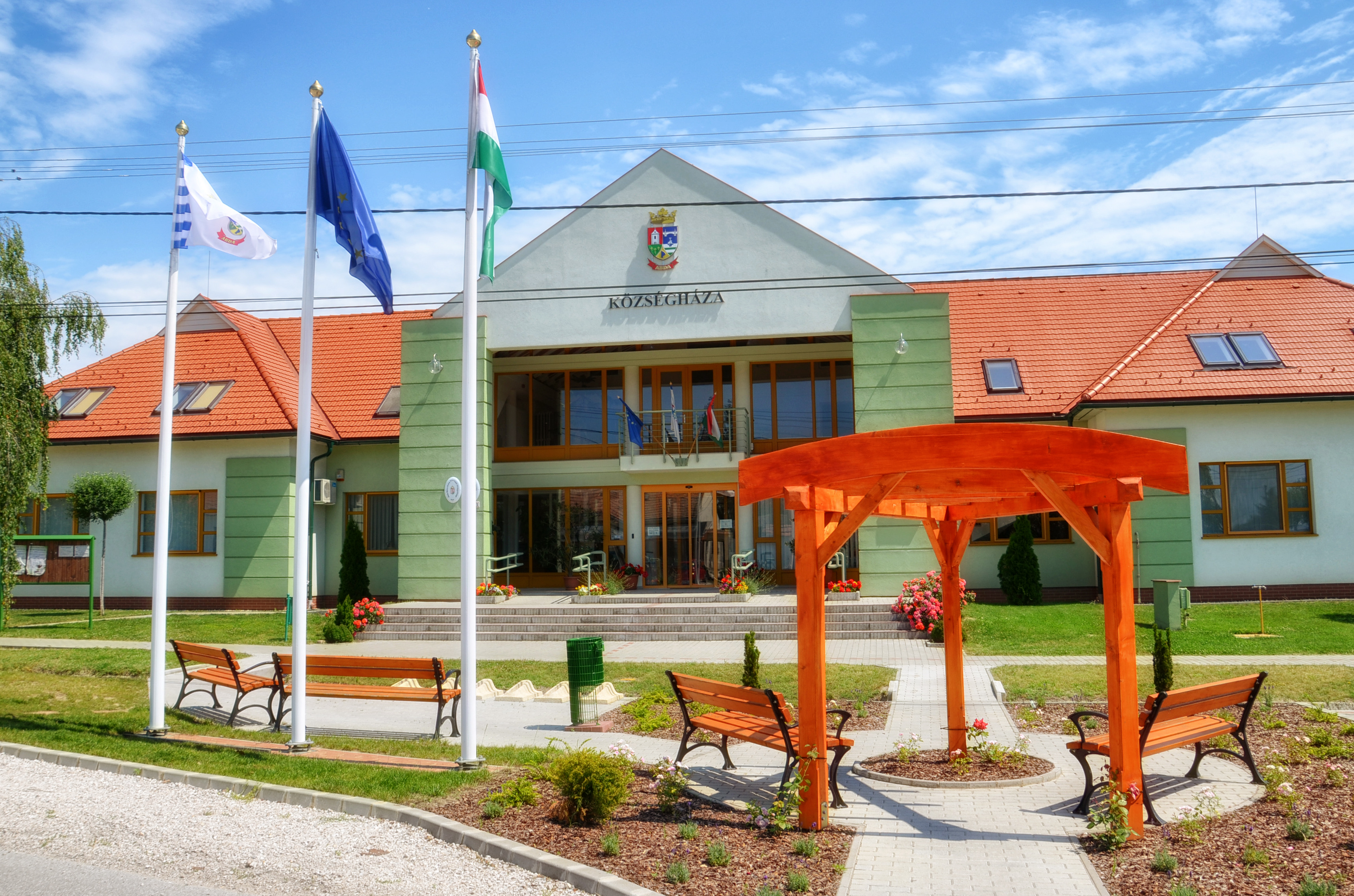
A községháza 2009-ben átadott épülete

Abda a 18. századtól Győr vármegye Tószigetcsilizközi járásának birtoki (possessio) státusú települése volt. A járás a Győrt nyugatról-északnyugatról övező, hagyományosan Tóköz, Szigetköz és Csilizköz néven ismert tájakat egyesítette. A történeti források említik még Tóközi járás, Szigetközi járás, illetve Abda vonatkozásában a Szigeti járás Tóközi kerületeként (districtus) is. A Tószigetcsilizközi járás névalak 1821-ben szilárdult meg.
Abda 1950-ig volt a Tószigetcsilizközi járás kisközsége, egyúttal 1895-től körjegyzőségi székhely, amelynek beosztott települései Börcs és Pinnyéd voltak. 1950-től az akkor megalakult Győr-Sopron megye Győri járásának önálló tanácsú kisközségeként továbbra is székhelye maradt a Börcsöt és Pinnyédet magában foglaló Abdai körjegyzőségnek (jóllehet, Pinnyédet még ugyanabban az évben Győrhöz csatolták). 1968. december 31-én alakult meg Abda községi közös tanácsa, amelynek székhelye Abda, társközsége pedig Börcs lett. A település közigazgatási szerepét tovább növelte, amikor 1971-ben négy évre székhelye lett a Győr-Sopron megyei 5. számú országgyűlési választókerületnek, amely huszonegy települést foglalt magában (1975-ben a választókerület székhelyét Tétre helyezték át). A járások 1984. január 1-jei megszűnésével Abda a Győri városkörnyék települése, egyúttal Börcs leválásával ismét önálló tanácsú község lett. 1990-ben, a rendszerváltás után Abdát községi rangra emelték, 1992-től pedig újra körjegyzőségi székhely, amelynek beosztott települései Abda és Börcs. Abda 1994. január 1-jétől a Győri kistérség települése lett, a járások 2013. január 1-jei hatályú visszaállítása óta pedig ismét a Győri járás községe, egyúttal az Abdát, Börcsöt és Ikrényt egyesítő Abdai Közös Önkormányzati Hivatal székhelye.
Az elöljáróság, majd a helyi tanács, önkormányzat épülete a 20. században a főutca felső részén állt. Ezt váltotta fel a 2009-ben a templommal átellenes telken – a korábbi cukrászda és Tüzép-telep helyén – felépült kétszintes, korszerű községháza. A régi polgármesteri hivatalban 2019-ben nyílt meg a Rábca Menti Szociális Szolgáltató Ház, amelyben az abdai önkormányzat szociális feladatai ellátásán (idősek napközi otthona, étkeztetés) túlmenően családsegítő és gyermekjóléti szolgálatot is működtet.
Abda és hat másik település (Börcs, Enese, Ikrény, Kunsziget, Öttevény, Rábapatona) 1994-ben Rábcatorok néven megalapította kistérségi társulását, amelynek keretében a falvak egymással összefogva pályáznak infrastrukturális erőforrásokért, összehangolják településfejlesztési terveiket, valamint közösen lépnek fel a természeti és épített értékek, a helyi vállalkozások védelméért. 2013-ban tizenegy további település csatlakozásával ebből a kezdeményezésből nőtt ki a Rábcatorok Regionális Partnerség.

### Politikai közélet
Az 1920-as évektől a keresztény kurzust támogató Katolikus Népszövetség, majd az Actio Catholica, illetve a velük szövetséges Keresztény Gazdasági és Szociális Párt mutatkozott aktívnak az abdai közélet szervezésében: képviselői vissza-visszatérően gyűléseket, értekezleteket tartottak a faluban, tevékenységük fő támogatói a helyi plébánosok, Németh Lajos és Takács János voltak. 1941-ben megalakult a faluban a Magyar Nemzeti Szocialista Párt helyi szervezete, a háború utolsó szakaszában, 1944 decemberében és 1945 januárjában Szálasi Ferenc nemzetvezető országjárása során két ízben is ellátogatott az abdaiakhoz. A második világháborút követően, 1947-ben a Polgári Demokrata Párt szervezkedett a faluban, a párt azonban gyengén szerepelt az 1947-es kékcédulás választáson. Az ország más hasonló szervezeteihez hasonlóan 1948 decemberében belügyminisztériumi rendeletre feloszlatták az Abdai Katolikus Kört is. A forradalom alatt, 1956. október 28-án Abdán is alakult ideiglenes nemzeti tanács, de véres események nem történtek a faluban. Egy 1976-os sajtóhír szerint az állampárt, a Magyar Szocialista Munkáspárt (MSZMP) abdai tagszervezetének 33 tagja volt, de a faluban további kb. 90 párttag élt, akik győri munkahelyeik tagszervezetéhez tartoztak.
A rendszerváltás időszakában 30 taggal már 1989 decemberében megalakult a Kereszténydemokrata Néppárt (KDNP) abdai tagszervezete. A párt részéről a későbbi polgármester, Somogyi György személyében abdai lett a megyei 1. számú egyéni választókerület képviselőjelöltje is, de a szavazatok 9,67%-ának begyűjtése után nem jutott tovább a második fordulóba (ugyanakkor az abdai szavazókörök érvényes szavazatainak 47,1%-át rá adták le). A demokratikus Magyarország országgyűlési választásainak történetében az abdai polgárok választási részvétele – a szavazási kedv 1990-es évek második felében megfigyelhető erőteljes visszaesését kivéve – mindig az országos átlag felett alakult, három alkalommal (1990, 2014, 2018) pedig a Győr-Moson-Sopron megyei százalékos adatokat is meghaladta.
Ami a területi, majd az országos pártlistákra leadott szavazatok arányait illeti, az 1990-es évtized útkeresése óta Abdán a magukat konzervatív-nemzeti pártként pozicionáló szervezetek bizonyulnak erős támogatottságúnak. 1990-ben az országosan 6,46%-ot szerzett Kereszténydemokrata Néppártra szavazott az abdaiak 34,01%-a. Ezt követően a szavazók nagy része elfordult a jobboldali kormánykoalíciót alkotó pártoktól, a közülük 1994-ben legtöbb listás voksot begyűjtő KDNP is csupán 11,90%-os eredményt ért el az abdai szavazókörökben. A lakosság 30,15%-a ezúttal az országos folyamatokat követve a Magyar Szocialista Pártra (MSZP) szavazott, 1998-ban pedig a párt országos és megyei listás eredményeit is jóval túlszárnyalva az abdaiak 38,36%-a szavazott a pártra. Ugyanezen az 1998-as választáson azonban már erős, de az országos eredményektől elmaradó 29,00%-os támogatottsága volt a Fidesznek is körükben. A mérleg serpenyője 2002-ben billent át, bár az erőviszonyok kiegyensúlyozottak maradtak: az abdai választópolgárok relatív többsége, 44,33%-a ekkor már a Fidesz listájára szavazott, jóllehet, a 40,54%-os eredményt elért MSZP csak kevéssel szorult vissza a második legnépszerűbb párt szerepébe. Ez a versengés csak élesebbé vált 2006-ban, amikor a Fidesz–KDNP pártszövetség az abdai listás szavazatok 43,46%-át, az MSZP pedig 42,69%-át gyűjtötte be (a különbség mindössze 7 szavazattöbbletet takart). A 2010-es országgyűlési választás óta a Fidesz és koalíciós partnere, a KDNP fölénye meggyőző Abdán: az országos eredményeket követve a pártszövetségi listára leadott szavazatok aránya rendre 47–54% között alakult, míg a második helyre szorult MSZP és alkalmi szövetségesei legjobb, 2014-ben elért eredménye is több mint 25%-kal leszakadva került a második helyre. Ugyancsak 2010 óta országos eredményeinél jobb listás szavazatarányokat ért el Abdán a Lehet Más a Politika is, jóllehet, 7,7–11,2%-os eredményeik itt sem mondhatóak kiugrónak. A Fidesz mögötti második helyet az abdaiak pártpreferencia-listáján 2018-ban vette át a Jobbik Magyarországért Mozgalom, amely országos eredményeinél valamelyest jobban szerepelve gyűjtötte be a helyi listás szavazatok 19,93%-át.
A településen 2006. október 1-jén megtartott önkormányzati választás érdekessége volt, hogy az országos átlagot jóval meghaladó számban, kilenc jelölt indult a polgármesteri posztért. Ilyen nagy számú jelöltre abban az évben az egész országban csak három másik település (Bőcs, Buják és Mezőfalva) lakói szavazhattak, ennél több, 10 aspiránsra pedig egyedül Csonkahegyháton akadt példa.

### Rend- és tűzvédelem

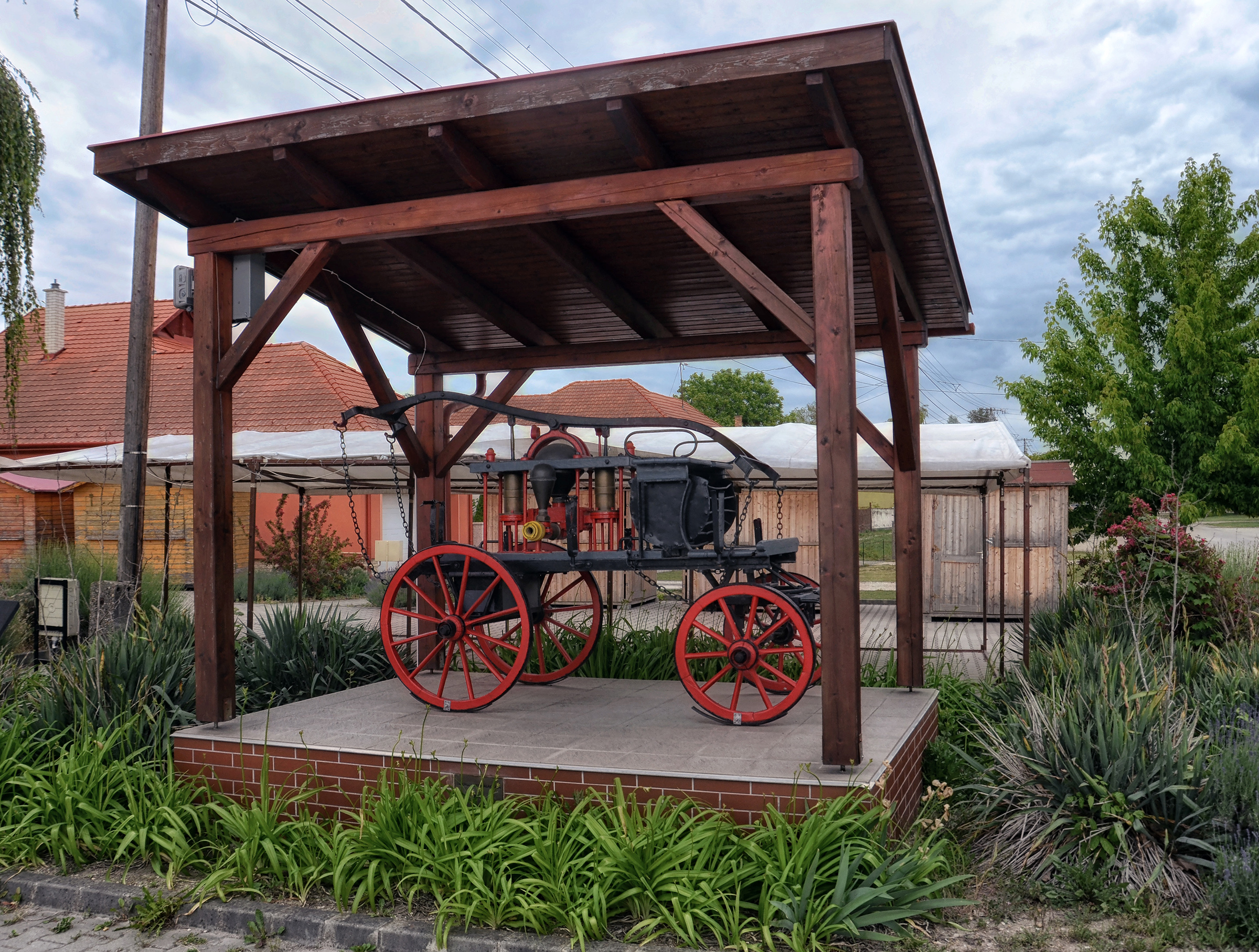
Régi lóvontatású tűzoltófecskendő Abda központjában

Abda a győri rendőrkapitányság illetékességi területéhez tartozik, a falu és Börcs területén kijelölt körzeti megbízott végzi és segíti a rendőri munkát, 1996 óta pedig helyi önkéntesekből szerveződő polgárőrség is ügyel a falu rendjére.
Az Abdai Önkéntes Tűzoltó Egyesületet 1889-ben alapították meg a faluban. Az egy időben 20-25 abdai férfiból álló önkéntes szervezet a tűzvédelem mellett a falu közösségi életében is jelentős szerepet játszott történelme során. 1938-ban az egyesületnek saját tűzoltószertára épült, amelyben eleinte a lóvontatású fecskendőkocsit, majd az utánfutóra szerelt motorfecskendőket tárolták, illetve a tűzoltók klubhelyiségét rendezték be.

### Egészségügy
A rövidebb-hosszabb ideig posványos árvízzel vagy belvízzel borított területek szomszédságában az abdaiaknak többször szembe kellett nézniük különféle járványokkal: 1866-ban kolerajárvány sújtotta Abdát, amelynek során negyvenen estek a kór áldozatául, 1926 nyarán pedig tizenkét hastífuszos megbetegedést regisztráltak a faluban. 1921-től az öttevényi körorvosok látták el az abdai betegeket is. A védőnői szolgálat 1950-ben kezdte meg működését a faluban, 1956-ban pedig a Bécsi út északi oldalán felépült Abda első orvosi rendelője is. Ezt 1970-ben betegváróval, öltözővel, gyermekorvosi és terhesgondozói rendelővel bővítettek ki. 1993 márciusától már két háziorvos rendelt a településen, azonban miután a szomszédos Börcs egészségügyi ellátása is az abdai körzeti orvosra hárult, a rendelő épülete szűkösnek bizonyult. 1997. szeptember 26-án a faluközpontban avatták fel az új abdai egészségházat, amelyben két körzeti orvos, egy-egy asszisztens, ápolónő és védőnő kezdhette meg a munkát, valamint itt nyílt meg a település első gyógyszertára is.
1993-tól 1995-ig a soproni útelágazásnál a Dolgozó Szamaritánusok önkéntes mentőegyesületet hívtak életre, amely hétvégenként egy ügyeleti kocsival vállalta a mentőtevékenységet és a betegszállítást. 1960-as és 1990-es évekbeli előzmények után 2016-ban alakult újra a Magyar Vöröskereszt abdai alapszervezete, amely főként a helyi véradásokat szervezi.

## Gazdaság

### Mezőgazdaság és ipar
| Az aktív népesség megoszlása termelési ágazat alapján | Az aktív népesség megoszlása termelési ágazat alapján | Az aktív népesség megoszlása termelési ágazat alapján |
| Év                                                    | Mező- gazdaság                                        | Ipar                                                  |
| ----------------------------------------------------- | ----------------------------------------------------- | ----------------------------------------------------- |
| 1941                                                  | 55,7%                                                 | 23,9%                                                 |
| 1960                                                  | 12,9%                                                 | 17,7%                                                 |
| 1980                                                  | 8,2%                                                  | 43,9%                                                 |
| 1990                                                  | 1,9%                                                  | 42,8%                                                 |

A régmúlt évszázadokban elsősorban a környező élővizek nyújtottak megélhetést a halászattal, nádaratással és ártéri fakitermeléssel foglalkozó abdaiaknak. Egy 1274-es forrás már négy halászmansiót, azaz csapatban dolgozó halászbokrot említett Abda kapcsán. Korabeli forrásokból ismert, hogy a falu határában az 1720-as években 582 mérő (kb. 220 katasztrális hold) jó minőségű földterületet műveltek meg, ebből 15 hold közvetlenül az abdaiak részes művelése alatt állt, a többi a káptalan kezelésében volt. Ezen felül mintegy 13 holdon termesztettek kendert és fejes káposztát, valamint „272 kaszára való” legelő szolgálta az állattartást.
A Rábca 19. századi szabályozásával egyre nagyobb földterületeket lehetett a mezőgazdaság szolgálatába állítani, a kertészet (elsősorban a zöldségtermesztés), a szántóföldi növénytermesztés és a legelőgazdálkodás biztosította az abdaiak nagy részének a megélhetését egészen az 1930-as évekig. A mezőgazdaság központjai hagyományosan elsősorban a majorok voltak. A már régóta létező egyházi birtoklású Káptalanmajor (640 hold), a hédervári uradalom után az egymást követő mágnáscsaládok kezén lévő pillingér- és rendekpusztai uradalmak (960 hold) mellett az 1890-es években Szodfridt József a falutól délre, a Rábca jobb partján alakította ki és irányította szentkeresztpusztai birtokát (ez ma az Ikrényhez tartozó Dózsamajor). A 460 (később 360) holdas birtokon lovat, szarvasmarhát és hízósertést tartottak, napi 350 liter tejjel látták el Győr lakosságát. A szántókon takarmányt és vetőmagot, az uradalmi szőlőtelepen rizling és saszla borszőlőt termesztettek. A káptalan birtokában lévő, 680 holdnyi vízjárta területen vadászat is folyt, főként nyúlra, fogolyra és vízimadarakra.

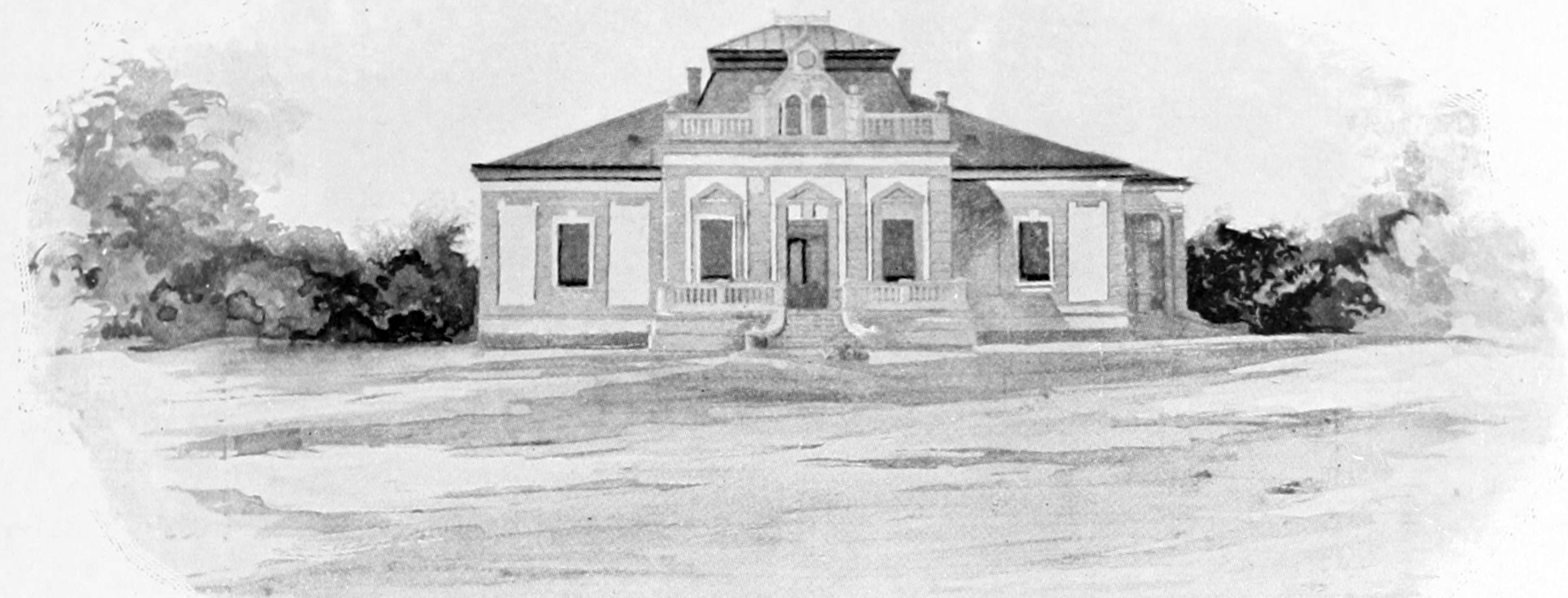
A szentkeresztpusztai Szodfridt-uradalom kúriája a 20. század elején (a század végén lebontották)

Ez a három uradalom határozta meg az 1920-as évekig Abda birtokszerkezetét is, jóllehet, a jobbágyfelszabadítással a 19. század második felében a víztől elhódított területeken megszaporodtak a paraszti kis- és törpebirtokok is. 1881-ben számuk elérte a 216-ot, de átlagosan alig haladták meg a 7 katasztrális holdat. 1920-ban a győri káptalan 52 holdnyi földet adott bérbe a gazdálkodóknak, az 1926-os földmegváltási törvény szellemében pedig a káptalani majorból újabb 92, a pillingérpusztai birtokból pedig 70 hektárt választottak le a falusiak számára. Ezzel az abdai birtokosok száma 1935-ben már 305-re rúgott. A parasztgazdák földjeiken elsősorban búzát, illetve takarmányként kukoricát termesztettek, tejhasznú tehenet és hízósertést tartottak, 1933-ban pedig megalapították közbirtokosi legeltetési társulatukat is.
A hagyományos kézművesszakmák mellett a 18. századtól ha kis mértékben is, de az ipari tevékenység is jelen volt a faluban. A győri káptalan abdai uradalmában 1743-tól téglavető kemence üzemelt, a 19. század végétől Szentkeresztpusztán tégla- és tetőcserépgyár működött, Pillingérpusztán pedig az 1910-es évektől egy diffúziós eljárással üzemelő szeszgyár kezdte meg a termelést. Az 1930-as–1940-es években a kukoricaháncs szatyrok kisüzemi előállítása mellett a helyi seprűkötő üzemben napi ezer seprűt készítettek.
A korszerű mezőgazdasági termelés kibontakozásának legfőbb akadálya a birtokok elaprózódása, a gazdasági válsággal sújtott időkben a mezőgazdasági gépállomány és a tőke hiánya volt. A birtokstruktúra állapotát jelzi, hogy a második világháborút követően a kulákság felszámolására indított politikai kampány irányítói egyetlen nagygazdát sem találtak Abdán. Emellett az 1930-as évektől a megerősödő hadi gazdaság, a vas-, gép- és textilipari konjunktúra több abdait a közeli nagyváros, Győr ipari létesítményeibe csábított. A nők leginkább a faluhoz közel eső csipkegyárban, a férfiak pedig a vagongyárban találtak munkát. A második világháború további súlyos csapást mért az abdai mezőgazdaságra: az állatállomány nagy része elpusztult, a lovakat pedig a német megszállók hadtápszállítási célokkal elrekvirálták. Bár 1945-ben sor került a földosztásra, 1945. december 21-én pedig megalakult az Abdai Földmívesszövetkezet, eszközöknek és vetőmagnak egyaránt szűkében álltak. Emellett a magas belvíz, a hullámtéri szántókon pedig az árvíz is folyamatosan nehezítette a mezei munkát. Az 1949-ben országosan meghirdetett begyűjtési versenyben ugyanakkor az abdai gazdálkodók megyei szinten is kiemelkedő eredményeket értek el, az előírt 191 mázsa helyett 537 mázsa gabonát szolgáltattak be. A mezőgazdaság azonban egyre kisebb perspektívát nyújtott, egyre több abdai fiatal keresett munkát a közeli nagyváros ipari termelőüzemeiben. 1960-ban már 800 abdai, a lakosság egyharmada járt be Győrbe dolgozni.

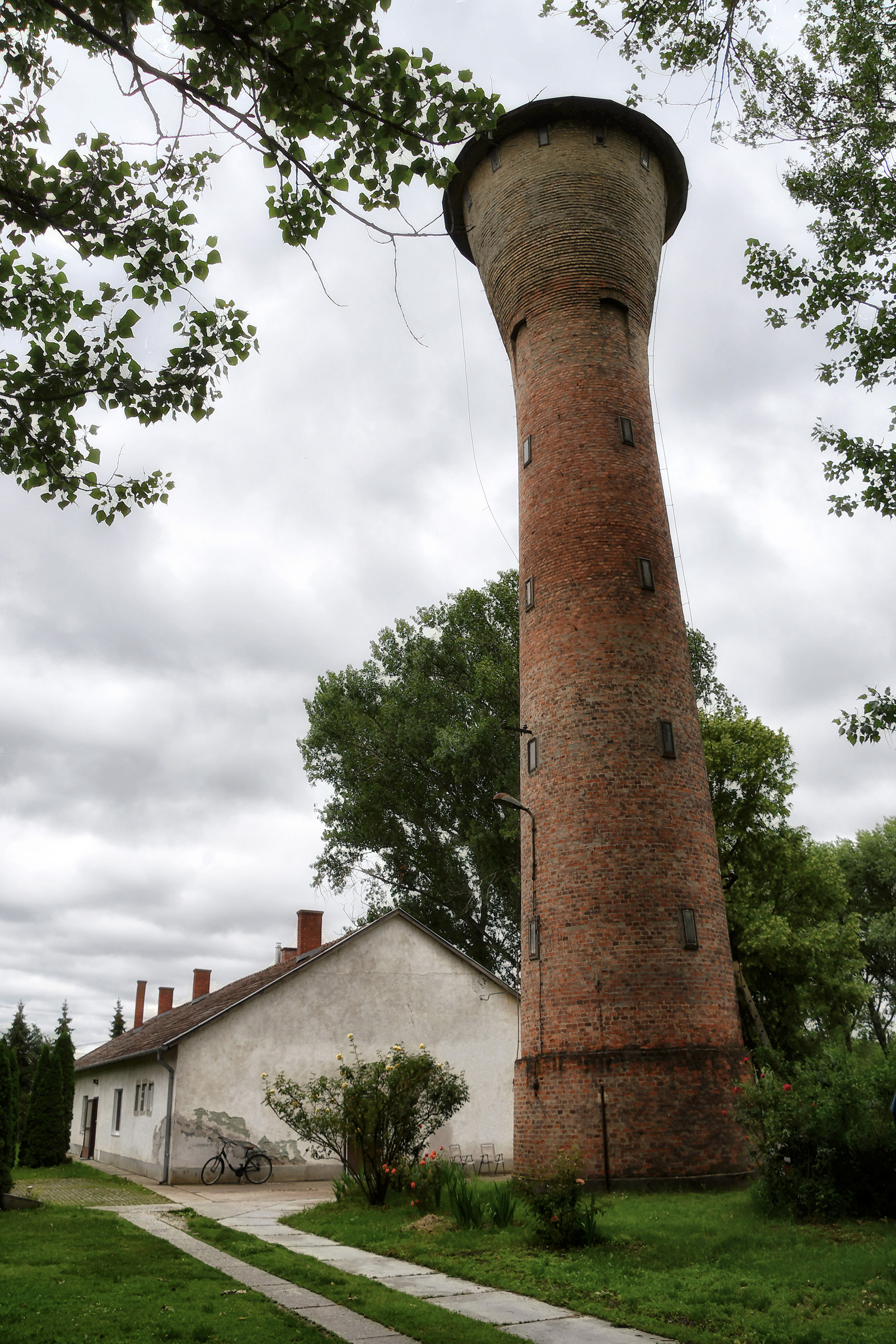
Ami a pillingérpusztai Mezőgépből a 21. századra megmaradt: a víztorony és a munkáslakások egy része

A település gazdasági és lakosságmegtartó erejéhez hozzájárult a pillingérpusztai állami mezőgazdasági gépállomás 1955. évi létrehozása, amely az év nyarától egyre bővülő mezőgazdaságigép-parkjával segítette a környék tizenhat településének termelőit. 1958-tól a bőnyrétalapi gépállomás területét is átvéve öt további település gazdálkodóit szolgálta ki munkagépekkel, öt évvel az indulás után már 120 traktor és 30 kombájn állt a kezelésében. Az 1955-ben ugyanitt megindult tanfolyamon évente átlagosan harmincöt ember szerezte meg a traktorosi képesítést, az állomáson dolgozó mérnökök pedig saját fejlesztésű munkagépeket is munkába állítottak (1961-ben például gyökérzöldség-kiemelő ekét, amelynek 1964-ben a gyártása is megindult). 1963. augusztus 1-jével – a keletnémet RS09-es traktorok szervizelésével – megindult a gépállomás Győr-Sopron megyei illetékességű mezőgazdaságigép-javító állomássá történő átszervezése. A kapacitásokat felszabadítandó 1964 augusztusáig a gépállományt fokozatosan átadták a környék termelőszövetkezeteinek. 1968 szeptemberétől a hivatalos nevén immár Mezőgazdasági Gépgyártó és Szolgáltató Vállalat, röviden Mezőgép abdai telephelye 350 embert – 1977-ben már csak 270-et – alkalmazott, ezek közel fele az abdaiak közül került ki. Gyártottak itt többek között traktormotor-alkatrészeket, burgonyaszedő, szecskázó- és keverőgépeket, forgóboronákat, autóbusz-fenékvázakat, markolókanalakat, gödörfúrókat, nemegyszer exportra, 1978-ban pedig a Rába erőgépek szervizelésére, javítására alkalmas szerelőcsarnokot is építettek.

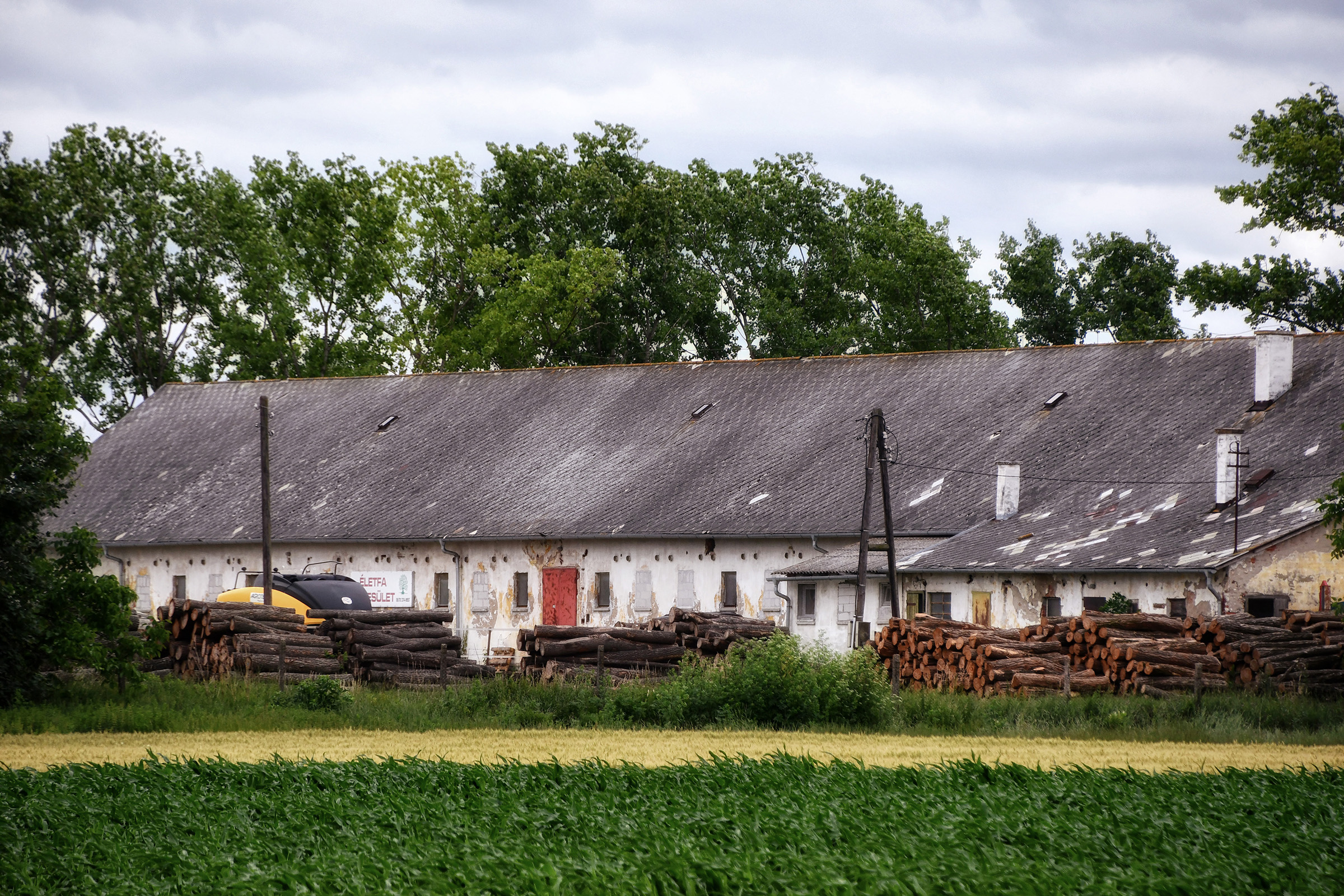
Az egykori termelőszövetkezet istállóépülete

Időközben 1959. február 10-én 220 taggal megalakult az abdai Rákóczi Mezőgazdasági Termelőszövetkezet, amely kezdetben 1761 katasztrális hold földterületen gazdálkodott, emellett állatállománya is számottevő volt (75 ló, 145 szarvasmarha, 153 sertés). A téeszmajorban még ugyanabban az évben felépült a száz férőhelyes tehénistálló, 1961-ben pedig egy 1500 férőhelyes baromfinevelő telep. Az abdai sertéshizlalda 1962-ben már 360 vágóállatot szállított le az Állatforgalmi Vállalatnak, 1965-ben 9300 csibét és 1200 pulykát, 1966-ban 5500 csibét és 3000 pulykát neveltek. A szántókon a gabonafélék és a kukorica mellett főként lucernát, cukorrépát és burgonyát termesztettek. A termelőszövetkezet azonban veszteségesnek bizonyult, eladósodott, az 1964-es évet egymillió forintos mérleghiánnyal zárta. A folyamatos munkaerő-hiány mellett – az 1960-as években megművelt 1460 holdra mindössze 117 aktív és 57 nyugdíjas téesztag jutott –, a magas belvíz is visszavetette a termelékenységet. Bár 1965-től a téeszvezetőség több melléküzemet is létesített (kavicsbánya, 1965; gyeptéglagyártás, 1966; szegkovács- és lakatosműhely, 1966; tekercselő, akkumulátortöltő és -javító telep, 1967; betonterméküzem, 1967; téglaégető, 1968; stb.), a gazdaságosság lényegében nem javult. 1969-ben ráadásul egy büntetőper tépázta meg a termelőszövetkezeti vezetőség tekintélyét, a téesz lakatosműhelyében folyó gazdasági visszaélések miatt tizenhat ember ellen emeltek vádat bűnszövetkezetben elkövetett lopás, csalás és vesztegetés vádjával (az elsőfokú ítélet végül három vádlott esetében letöltendő börtönbüntetéssel zárult). Ezzel csaknem egy időben, 1969 nyarán a gazdasági nehézségeket megoldandó az abdai Rákóczi, a börcsi Aranykalász és a győri Új Élet Mezőgazdasági Termelőszövetkezetek egyesültek és közös gazdaságot hoztak létre Új Élet Termelőszövetkezet név alatt.

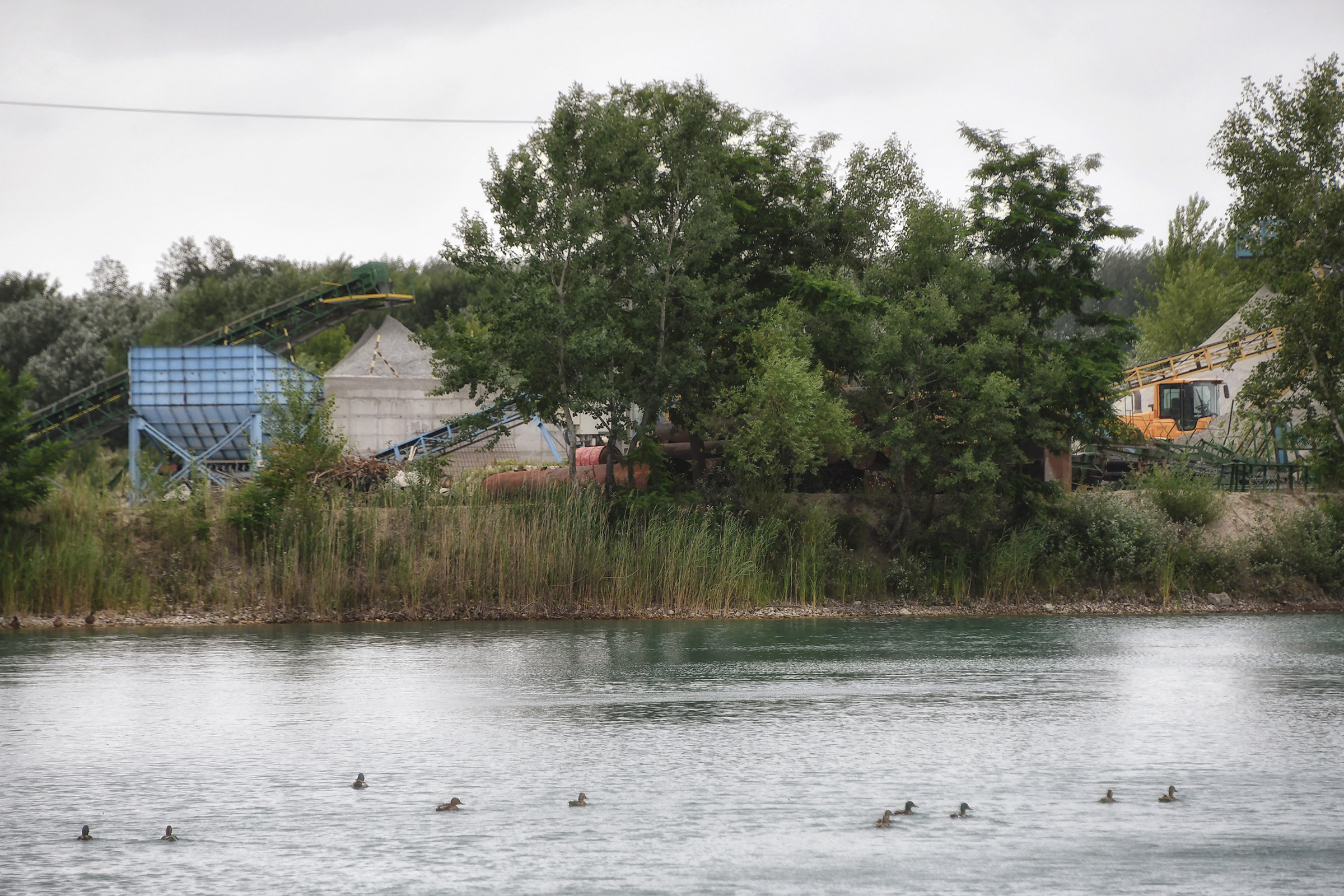
A pillingéri kavicsbányatavak egyike

A közeli Győr munkaerő-elszívó hatása azonban továbbra is hátráltatta a település mezőgazdasági és ipari fejlődését, az 1970-es évek közepére már a lakosság 80%-a Győrben vállalt munkát (jóllehet, ugyanakkor a börcsiek egy része meg éppen Abdán helyezkedett el). A helyzeten végül az abdai és a kunszigeti termelőszövetkezetek 1973. januári egyesülése, az Abda–Kunsziget Mezőgazdasági Termelőszövetkezet megalakulása segített (neve 1978-ban Zöld Mező Mezőgazdasági Termelőszövetkezet lett). 1977-es adatok alapján a gépesítés fokozásával növelték a vetésterület 80%-án megművelt búza (49 q/ha), árpa (48 q/ha), kukorica (53 q/ha) és cukorrépa (280 q/ha) terméshozamát. Javult a szarvasmarha-állomány tejhaszna (3210 liter tej/tehén/év a korábbi 1910 literről). Gazdaságossá tették a téesz kunszigeti húsfeldolgozó üzemét is kiszolgáló hízósertés-tenyésztést, hústermékeiket az abdai hentesboltban is árulták. A melléküzemágak közül a már korábban megnyitott pillingérpusztai kavicsbánya és gépállomási lakatosműhely az évtized második felére szintén nyereséget termeltek. A szövetkezeti munkán túlmenően takarmánnyal segítették az abdaiak háztáji gazdaságait, amelynek eredményeként 1975-től 1978-ig megduplázták a háztájiból fakadó bevételeket. Az egyesült gazdaság a hagyományos mezőgazdasági művelés és a melléküzemi tevékenységek mellett a fakitermelésre is nagyobb hangsúlyt helyezett. A főként a Rábca és a Mosoni-Duna árterében elterülő 400 hektárnyi, elsősorban nyárfaállományú erdőkből 1975-ben már 500 köbméternyi papírfát termeltek ki olaszországi exportra. 1976-ban az egyesült termelőszövetkezet nyeresége elérte a 11, 1977-ben a 16 millió forintot, 1977-ben és 1978-ban is elnyerték a „Kiváló termelőszövetkezet”-kitüntetést.
A mezőgazdasági termelőszövetkezet mellett az 1960-as évek elejétől a község élővizein halgazdálkodás is folyt a győri Előre Halászati Termelőszövetkezet égisze alatt. A falu keleti határában elterülő, gyakran Abdai-halastó néven emlegetett Holt-Rábcába telepítettek főként növényevő halakat, amelyeket ősszel halásztak le. 1964-ben a tó hozama 6 mázsa ponty és 2 mázsa egyéb halfaj volt, 1970-ben az abdai holtág pedig már 130 mázsa halat adott. 1963-tól angolnatelepítéssel is megpróbálkoztak a holtágban, az ivadékok azonban rendszerint nem érték meg a halászati szezont, 1968-ban pedig több ezer pekingi kacsát telepítettek a Holt-Rábcába, illetve a kavicsbányatóba, aminek a következménye tetemes halpusztulás lett. Az 1960-as évektől az ártéri erdők vadállományát az Észak-dunántúli Vízügyi Vadásztársaság kezelte, elsősorban fácán- és fogolyneveléssel, illetve a nyúl- és őzállomány tervszerű gondozásával.
A Mezőgép és a termelőszövetkezetek mellett a településen otthonra talált más üzemegységek is felvirágoztak az 1970-es évektől. A Győri Kertészeti Vállalatnak – illetve utódjának, a Győri Városgazdálkodási Vállalatnak – 1964-től működtek melegházai, 1965-től fa- és dísznövényiskolája a soproni 85-ös főút keleti oldalán. 1979–1980-ban grandiózus beruházással felépítettek egy 3200 négyzetméteres, termálvízzel fűtött üvegházat, amely 1981-ig 10 ezer négyzetméteresre bővült. Ezt követően indult be elsősorban a nagy tömegű vágottvirág (elsősorban évi 1,3-1,4 millió szál szegfű, valamint gerbera), közparkok díszévé váló virágok (100 ezer tőnyi árvácska, nefelejcs és százszorszép), cserepes dísznövények (évi 40-50 ezer ibolya, aszparágusz, orchidea stb.), faiskolai csemeték és cserjék termesztése és árusítása a Bécsi úti dísznövénytermesztő telepen (mai nevén Virágkertészet). A Győr és Vidéke Áfész 1974-ben vágóhidat és húsüzemet létesített a káptalanmajori határban (a korábbi Paprika csárda helyén), amely 1981-ben 40, 1985-ben 44 ezer sertést dolgozott fel tőkehúsnak és töltelékárunak, és hat mintaboltjában árulta termékeit a Győr és Mosonmagyaróvár közötti területen. Ugyancsak az Áfész 1982-ben sütőüzemet is létesített Abdán, amelynek kapacitása napi 80-90 mázsa pékáru előállítása volt.
A rendszerváltást követően a mezőgazdasági nagyüzemként tovább működő Zöld Mező Mgtsz. földkiadó bizottsága 1993–1994 során több száz hektárnyi üzemi táblát bocsátott árverésre, majd az ily módon csökkent művelési területen folytatta tevékenységét. Az elárverezett földeken megjelentek a mezőgazdasági kisüzemek és a farmgazdaságok. Az egykori Mezőgép telephelyén az önállósodott üzemegységek egyfajta ipari parkot hoztak létre, az eladósodott és felszámolt gépgyártó vállalat 1993-ban a német Fliegl cég tulajdonába került. A területen 15 ezer négyzetméteres gyártócsarnokot húztak fel, amelyben megindult a közúti és mezőgazdasági pótkocsik, talajművelő gépek és keverőgépek összeszerelése. Az üzem 2013-ban mintegy hetven embert foglalkoztatott. A káptalanmajori húsüzem a privatizálást követően, gyakori tulajdonosváltásokkal működött tovább. 2012-ben bezárt, de 2013-ban a török Hizmet-csoport tulajdonába került, ahol 2014 óta mintegy nyolcvan alkalmazottal az iszlám előírásainak is megfelelő hústermékeket állítanak elő, elsősorban nyugat-európai exportra. Némi fennakadást követően az 1993-ban megalakult Abda-Kavics Kft. újra folyamatossá tette a bányatavakon a kavicskitermelést.

### Kereskedelem és vendéglátás

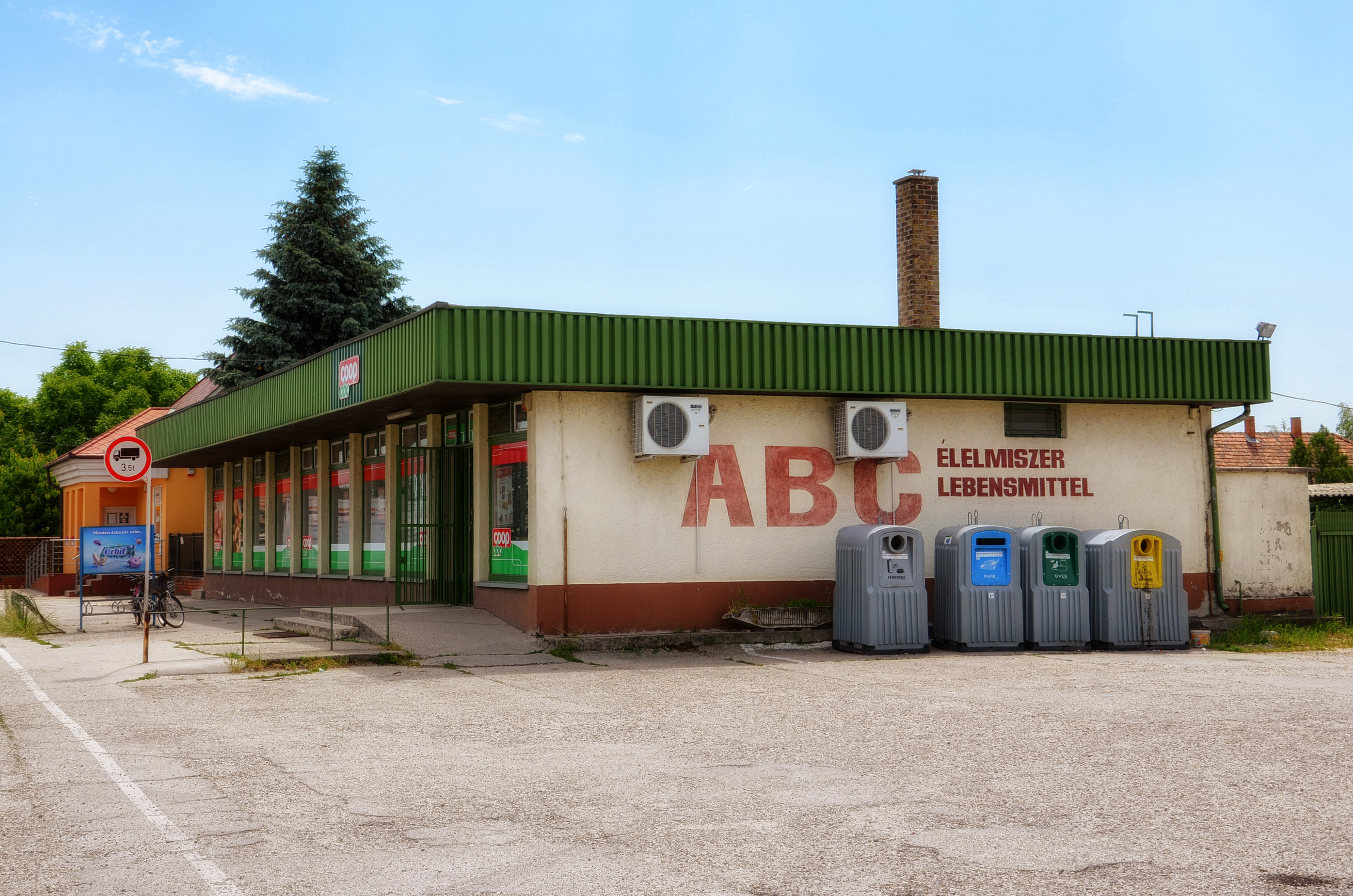
Az 1973-ban megnyílt ABC-áruház

1919. december 8-án Abdán is megalakult, majd háztartási-gazdasági vegyesboltot nyitott a Hangya Fogyasztási és Értékesítő Szövetkezet. 1929-ben, a Hangya Szövetkezet felszámolása idején, a településen már három vegyeskereskedés, egy pékség és négy kocsma működött. 1959-ben a Győri Földművesszövetkezet nyitott kisvendéglőt és cukrászdát a Bécsi út északi oldalán. 1961-ben abdai italmérésüket, a Dühöngőt is kisvendéglővé alakították át, a cukrászdát pedig sütőipari üzemegységgé fejlesztették. A falu keleti határában, az 1-es főút Győr felőli szakaszán, a soproni út leágazásánál 1963-ban kezdték meg egy autóspihenő kialakítását, a 200 vendéget kiszolgáló Paprikás (később Paprika) autóscsárdát végül 1964 júniusában nyitották meg. Az 1970-es évek elején a Győr és Vidéke Áfész építő- és tüzelőanyag-telepet nyitott Abdán, 1973 novemberében pedig a Bécsi út déli oldalán megnyílt az Áfész első korszerű, 195 négyzetméteres eladóterű ABC-boltja is. 1983 júliusában megnyílt a település első szálláshelye, a Bécsi út pillingérpusztai oldalán felépült, étteremmel is felszerelt tízszobás magánpanzió, a Fekete Rigó fogadó. 1987 decemberében a Radnóti lakótelepnél felépült az Áfész második abdai, hűtőkamrával is felszerelt, 300 négyzetméteres ABC-áruháza. A panzió mellett nyílt meg 1989 decemberében Abda első, éjjel-nappal nyitva tartó benzinkútja, amelyet a soproni útelágazásnál a második üzemanyagtöltő állomás 1992. őszi megnyitása követett.

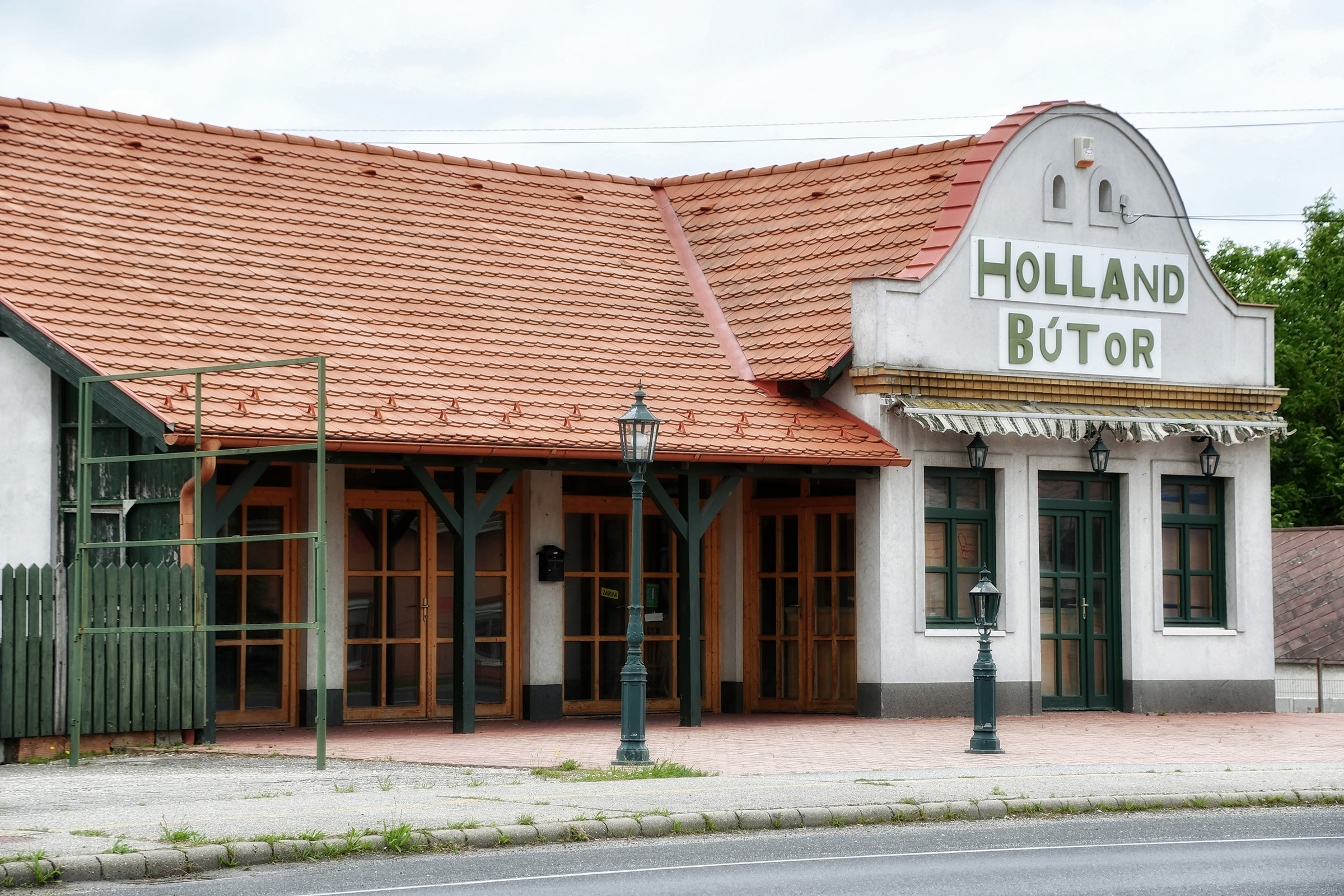
Az abdai bazársorból visszamaradt üzletek egyike, a helyi építészeti hagyományokat felelevenítő parasztbarokkos homlokzattal

Az Abdán áthaladó nagy nemzetközi közúti forgalmat az 1960-as évektől kezdték kihasználni az élelmesebb abdaiak. A Bécsi út mentén ekkor jelentek meg az első zöldségesek, az 1980-as években pedig egy lángossütöde. 1987-től a „maszekvilág” jeleként a Bécsi út északi oldalán sorra jelentek meg a zöldségesstandok, majd 1990 után a vadkapitalizmus elszabadulásával kiépült a híres-hírhedt abdai bazársor. A különösen a győri piac átszervezése után Abdára sereglő vállalkozók az útra szolgáló előkerteket kibérelve felépítették többnyire ideiglenes bódéikat, pavilonjaikat, amelyekben a cigarettától, szeszes italoktól kezdve a zöldségen, savanyúságon, pirospaprikán és szalámin át a vesszőkosarakig és egyéb „népművészeti termékekig” mindent árultak, amire igény mutatkozott. Az éjjel-nappal nyitva tartó, csaknem 2 kilométeres bazársor az 1990-es évek közepén 60-90 árusítóhelyből állt (ezek 20%-a abdaiak kezén volt), és sok gondot okozott a falunak. A kereskedők közötti, gyakran heves konkurenciaharc mellett a bazársor magával hozta a bűnözést (zsebtolvajlás, autófeltörések stb.), a faluban megjelent a prostitúció. A profitorientált kereskedelmi tevékenység sem a jövedéki, adó- és munkaügyi, sem az élelmiszer-biztonsági vagy éppen az építésügyi törvényi elvárásoknak nem felelt meg. Az illegálisan elejtett, kitömött és itt árusított védett madarak ürügyén természetvédelmi bírságok kiszabására is sor került. Közlekedésbiztonsági szempontból szintén elfogadhatatlan volt a falut átszelő út padkáján parkoló autó- és autóbuszsor, ahogy a járdát és a bicikliutat eltorlaszoló árusokaság is. Ugyanakkor a bazársor mintegy száz abdainak biztosított megélhetést, nem beszélve az előkertjeiket kiadók bevételeiről. Az M1-es autópálya utolsó szakaszának 1996. januári átadását és ezzel együtt az abdai átmenőforgalom csökkenését, majd a helyi önkormányzat építésügyi rendelkezését követően a bazársor a 2000-es évek végéig fokozatosan megszűnt.

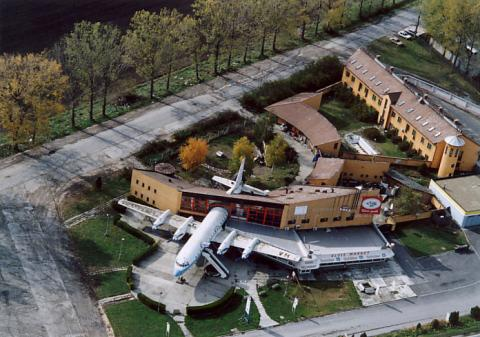
Az Elvis park 2008-ban

A bazársor kialakulása a vendéglátásra és a szálláshely-szolgáltatásra is jótékonyan hatott. A zöldséges- és egyéb pavilonok között szállást is biztosító vendéglők nyíltak, a soproni elágazásnál pedig 1989-től fokozatosan kiépült az Elvis park néven ismert kereskedelmi-vendéglátó létesítmény. Fő attrakciója a Malévtól kiselejtezett Il–18-as repülőgép volt, amelynek fedélzetén étterem és bár működött. 1990-ben szórakoztatócentrumot emeltek a repülőgép köré, később pedig mögötte megnyílt a Repülőgép hotel. Az autópálya kiépülésével a nemzetközi átmenőforgalom jelentősen csökkent, 2000-ben a veszteségessé vált Elvis park bezárt. Bár 2007-ben felújítva és újragondolva a repülőgépnél megnyílt a Club Sky étterem-büfé-táncterem komplexum, a szórakoztatócentrum nem sokkal később végleg bezárt, 2014-ben pedig az elárvult repülőgépet is elszállították a helyszínről. A kereskedelmi aktivitás a visszaesést, a bazársor és az Elvis park hanyatlását követően is relatíve magas maradt. 2000 és 2018 között az Abdán működő kereskedelmi egységek és javítóműhelyek száma 60-80 között mozgott. A településen bejegyzett vendéglátó- és szálláshelyek száma a 2000. évi 17-ről a visszaesést követően, a 2006-tól 2018-ig terjedő időszakban 6 és 12 között alakult.

### Szolgáltatások

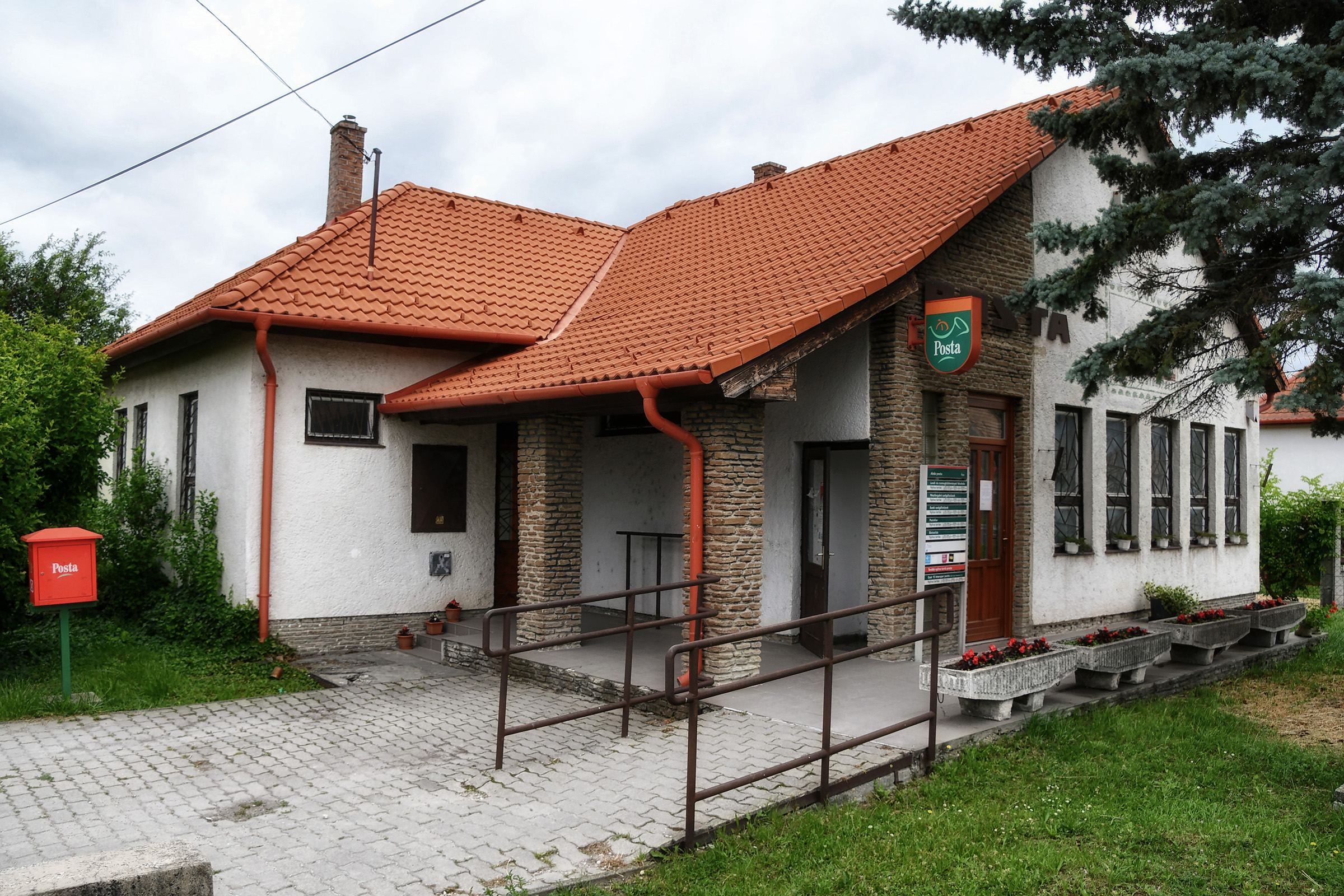
A postahivatal

Abdán 1882. október 1-jén nyílt meg az első postahivatal, amelynek kézbesítőkerülete Abda mellett Börcsre és Pinnyédre is kiterjedt. Távirati szolgáltatásokat hosszú ideig csak a közeli Győr és Öttevény nyújtott, 1927-ben azonban Győr és Abda között lefektették a távkábelvonalat, ezzel Abda bekapcsolódott a távbeszélő-, avagy telefonhálózatba. Az első nyilvános abdai telefont a postaépületben szerelték fel 1948. szeptember 15-én. A kényszerből gyakran költöző posta 1969 áprilisában nyílt meg a Bécsi út északi oldalán újonnan felépült hivatalban, valamint ekkor adták át a falu első nyilvános telefonfülkéjét is.
A pénzügyi szolgáltatások viszonylag korán megjelentek a faluban: 1912-ben az Abda és Vidéke Takarékpénztár működött a faluban, 1920. április 18-án pedig a helyi plébános elnökletével és az Országos Központi Hitelszövetkezet fiókjaként megalakult az Abda Községi Hitelszövetkezet, amely elsősorban a parasztgazdák tőkehiányát volt hivatott orvosolni. E téren jelentős előrelépés volt az 1957-ben megalakult Kunsziget és Vidéke Takarékszövetkezet abdai fiókjának 1961-es megnyitása, amely a lakosságnak nyújtott betétszámla- és kölcsönszolgáltatásokat. 1980-ra az abdaiak betétállománya megközelítette a 6, 1996-ra pedig a 66 millió forintot.
Az infrastrukturális és kommunális szolgáltatások terén 1981-ben megszervezték a szemétszállítást, az évtized végéig pedig valamennyi lakóhelyet rákapcsolták a 21 kilométer hosszú kisfeszültségű villamosenergia-hálózatra. 1998-ban a háztartások 95%-ában földgázzal fűtöttek. Az 1990-es évek közepére 21,5 kilométernyi vízvezeték hálózta be a falut, 2011-ben a lakások 98,1%-a rá volt kötve a vízhálózatra, 97,2%-uk pedig rendelkezett vízöblítéses vécével. A hálózati szennyvízelvezetést ugyancsak 2011-ben a lakásállomány 94,1%-ában oldották meg a 22,4 kilométer hosszan futó közcsatorna-hálózat segítségével, további 5,1%-uk saját emésztőgödörrel rendelkezett. 2010-ben közösségi hulladékudvar nyílt a település pillingérpusztai részén.

### Közlekedés

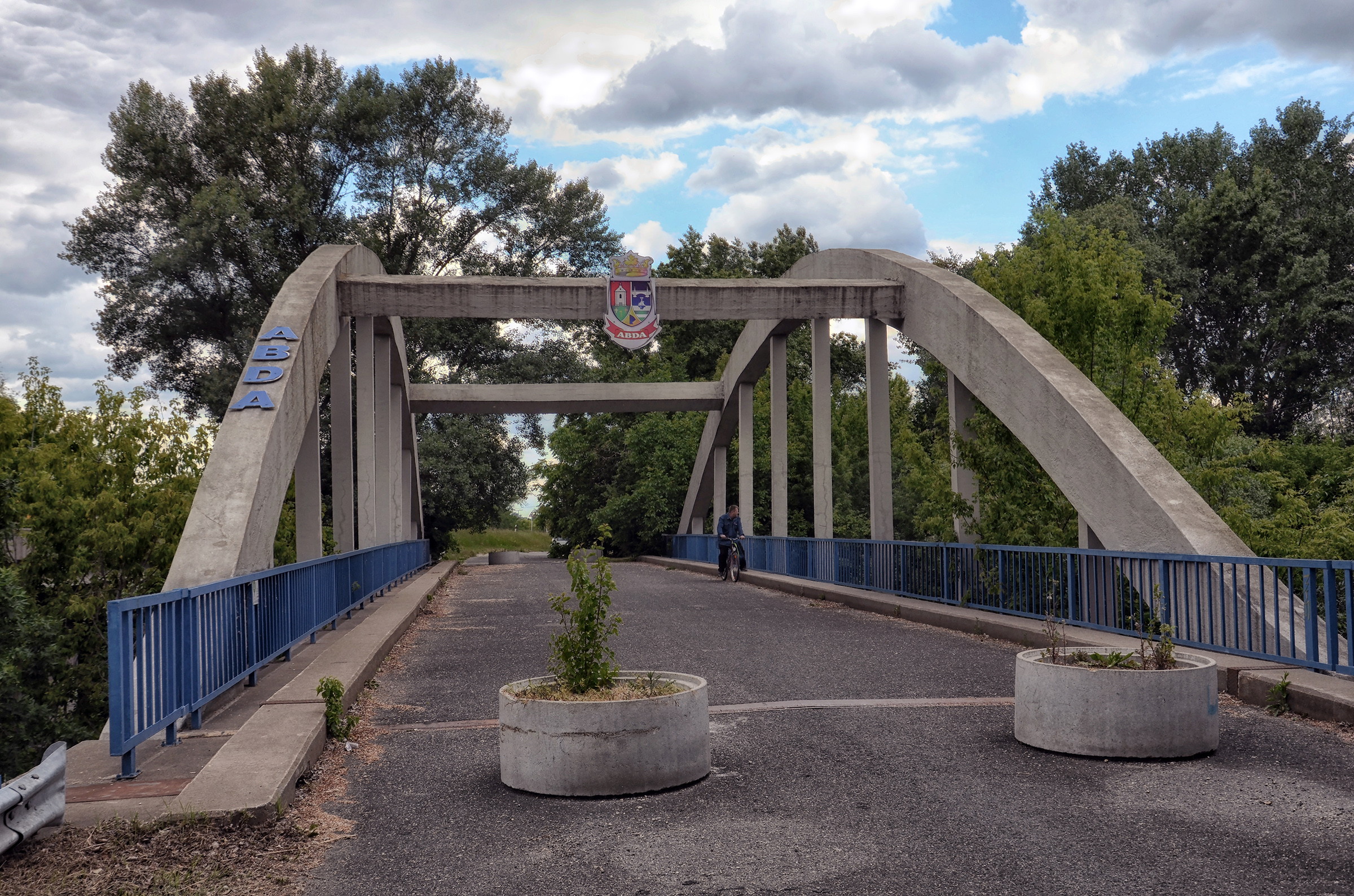
Az 1952-ben átadott közúti Rábca-hidat ma gyalogosok és kerékpárosok használják

A település évszázadokon át a Budát Győrön át Béccsel összekötő országút vagy „nagyút” mentén feküdt. Ez már a 18. században a két székesfőváros közötti postaútként funkcionált, amelyen Abda a postakocsi-állomások egyike volt. Az országút az 1850-es évektől a kisszámú állami kezelésű utak közé tartozott. Ennek helyén adták át 1930. október 4-én az állami költségvetésből teljes hosszában megújult, 6 méter széles 1. számú budapest–bécsi országutat (a későbbi 1-es főutat), amely 142. kilométerénél haladt el a falu mellett (a Bécsi út mindkét oldalán csak a későbbi évtizedekben épült ki a lakóövezet). Az országút abdai szakasza ekkor még bitumenborítású makadámút volt, de Abda és Öttevény között mintegy 1,5 kilométeren ún. topekaburkolat, vagyis korszerűbbnek és tartósabbnak ígérkező hengerelt aszfalt került az útpályára. A Rábca áthidalására már ezt megelőzően, 1926 augusztusában átadták a korszerű, 40 méteres nyílású abdai vashidat, amely a második világháború során a vasúti híddal együtt elpusztult. 1945–1946-ban a műszaki hadosztály gyorsított tempóban dolgozott a roncsok kiemelésén és az új abdai hidak megépítésén. Az ideiglenes közúti fahíd helyére 1952 februárjában került új vasbeton híd. Az 1-es főút Győr és Mosonmagyaróvár közötti szakasza 1968-ban teljes hosszában aszfaltburkolatot kapott, 1978 novemberében pedig az 1952-ben épült vasbeton híd déli oldalán új, a kamionforgalomnak is megfelelő teherbírású, 72 méter hosszú és 12 méter széles közúti betonhidat adtak át. 1994 októberére – a Győr körüli gyűrű elkészültével – már csaknem Abdáig ért az M1-es autópálya, 1996 januárjában pedig átadták a sztráda utolsó, Győr és Hegyeshalom közötti szakaszát is. Bár ez utóbbi szakasz kezdetben fizetős volt, Abdán már 1996 februárjában érezhető volt a közúti forgalom csökkenése. 2013. június 25-én avatták fel az Abda és Győr közötti, 2,6 méter széles kerékpárutat. A település belső utcahálózatát az 1960-as évek elejétől fokozatosan porttalanították, az 1970-es évek elejére a Bécsi úttól északra futó újtelepi utcákat is bitumen borította. Ezzel párhuzamosan a járda- és a vízelvezetőárok-hálózat is kiépült a településen.

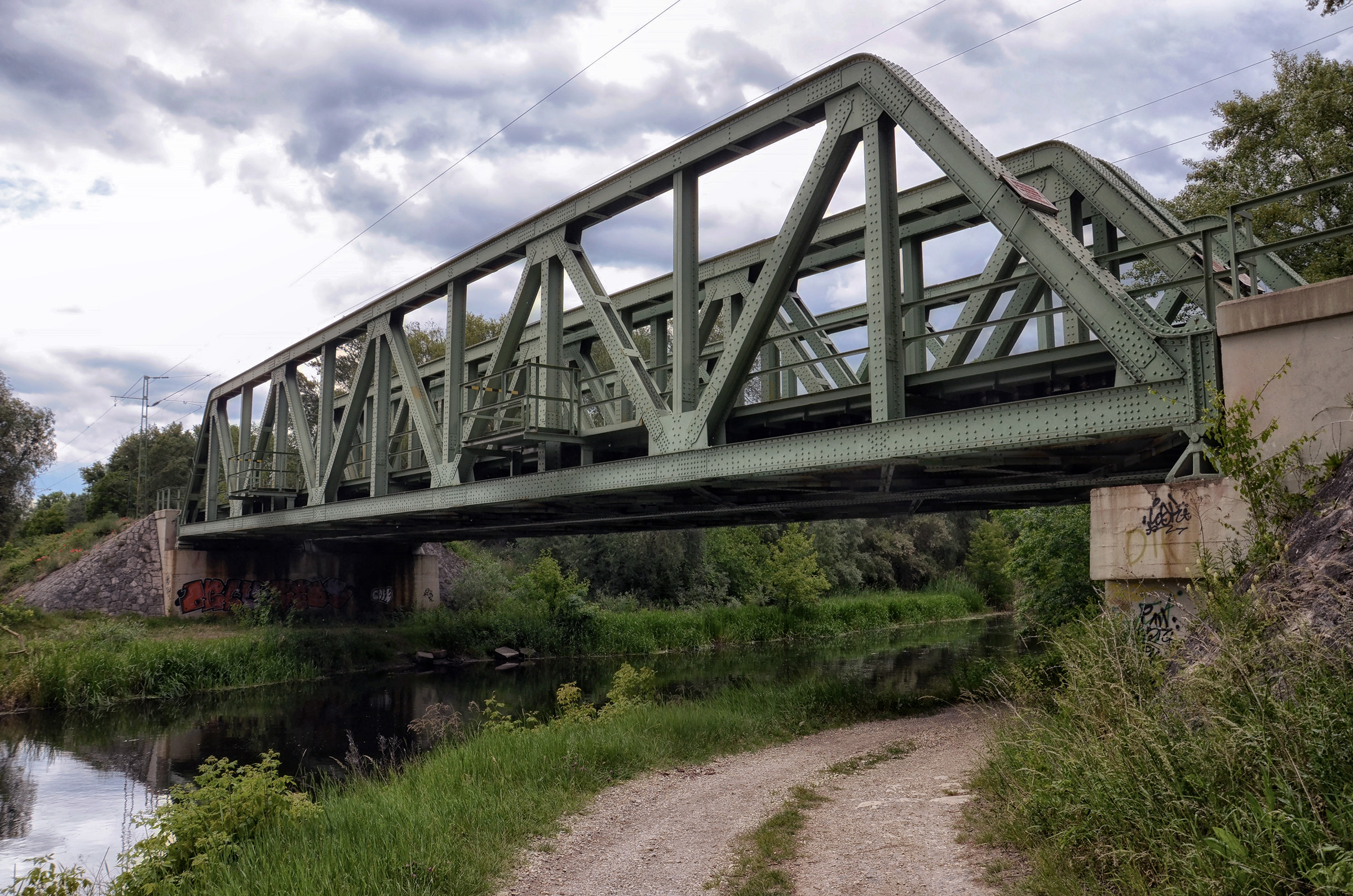
A Rábca feletti vasúti híd Abdán

A vasút 1855 decemberében, a Győr és Bruck közötti pályaszakasz átadásával érte el a települést, de a Budapesttel való vasúti összeköttetés megteremtéséig 1884 júliusáig kellett várni. A korábbi személyforgalmi megállóhely szolgálati lakásokat, jegypénztárat és várótermet magában foglaló állomásépületének kivitelezése 1921-ben indult meg, ezt követően áruforgalom is zajlott az állomáson. A kezdetben egyvágányú vonalon működő vasút Győr és Hegyeshalom közötti szakaszát – a vasúti híd újjáépítésével párhuzamosan – 1926 januárjában bővítették kettős vágányúra, 1932-ben pedig az országban elsőként villamosították ugyanezt a szakaszt. A jegypénztár és az utasváró 1989-ben bezárt, később az áruforgalom is megszűnt, és bár az állomás személyforgalmat továbbra is lebonyolít, az elhagyatott állomásépület és a forgalmi építmények rossz állapotban vannak. Ami a további tömegközlekedési lehetőségeket illeti, a település területén található öt autóbusz-megállóból 2020-ban munkanapokon napi tíznél több járaton juthattak el az abdaiak Győr mellett Börcsre, Öttevényre, Kunszigetre, Lébényre, Mosonszentmiklósra, Mecsérre és Tárnokrétire, de átszállás nélkül elérhetőek Csorna, Mosonmagyaróvár, Rábcakapi, Bősárkány, Acsalag és Földsziget is (37 km-rel az Abdától legtávolabbi autóbuszos desztináció).

## Kultúra

### Népi kultúra
A hagyományos tájszemléletben Abdát a Mosoni-Duna, a Rábca és a Fertő-vidék által közrezárt Tóköz területéhez szokás sorolni, de néprajzi szempontból ez a megállapítás már nem állja meg a helyét. A Tóköz tipikus folyóközi települései nyugatabbra helyezkednek el, Abda pedig átmeneti néprajzi tájon fekszik, amelynek hagyományos kultúrájára a Szigetköz, a Rábaköz és a közeli polgárváros, Győr műveltsége egyaránt hatott. Ennek következményeként néprajzi sajátosságai vegyes képet mutatnak. Népi építészeti szempontból a kiterjedt kisalföldi házterülethez, a népszokások és a népzene terén az ugyancsak nagy vidéket lefedő északnyugat-dunántúli dialektusterülethez tartozik, de tárgyi néprajz, díszítőművészet, néptánc vonatkozásában a környező néprajzi tájak megannyi eleme megjelenik népi kultúrájában. Nyelvjárási szempontból a Balaton déli partvidékétől északi irányba húzódó közép-dunántúli–kisalföldi dialektusterületen, a csallóköz–szigetközi és az északnyugat-dunántúli nyelvjárási kisrégiók határán fekszik. Abda szellemi folklórkincseinek egy szeletét, népszokásokat, népi játékokat és népdalokat (utóbbiak szöveg- és dallamtipológiájával együtt) Barsi Ernő gyűjtötte össze és adta közre.

### Közművelődés

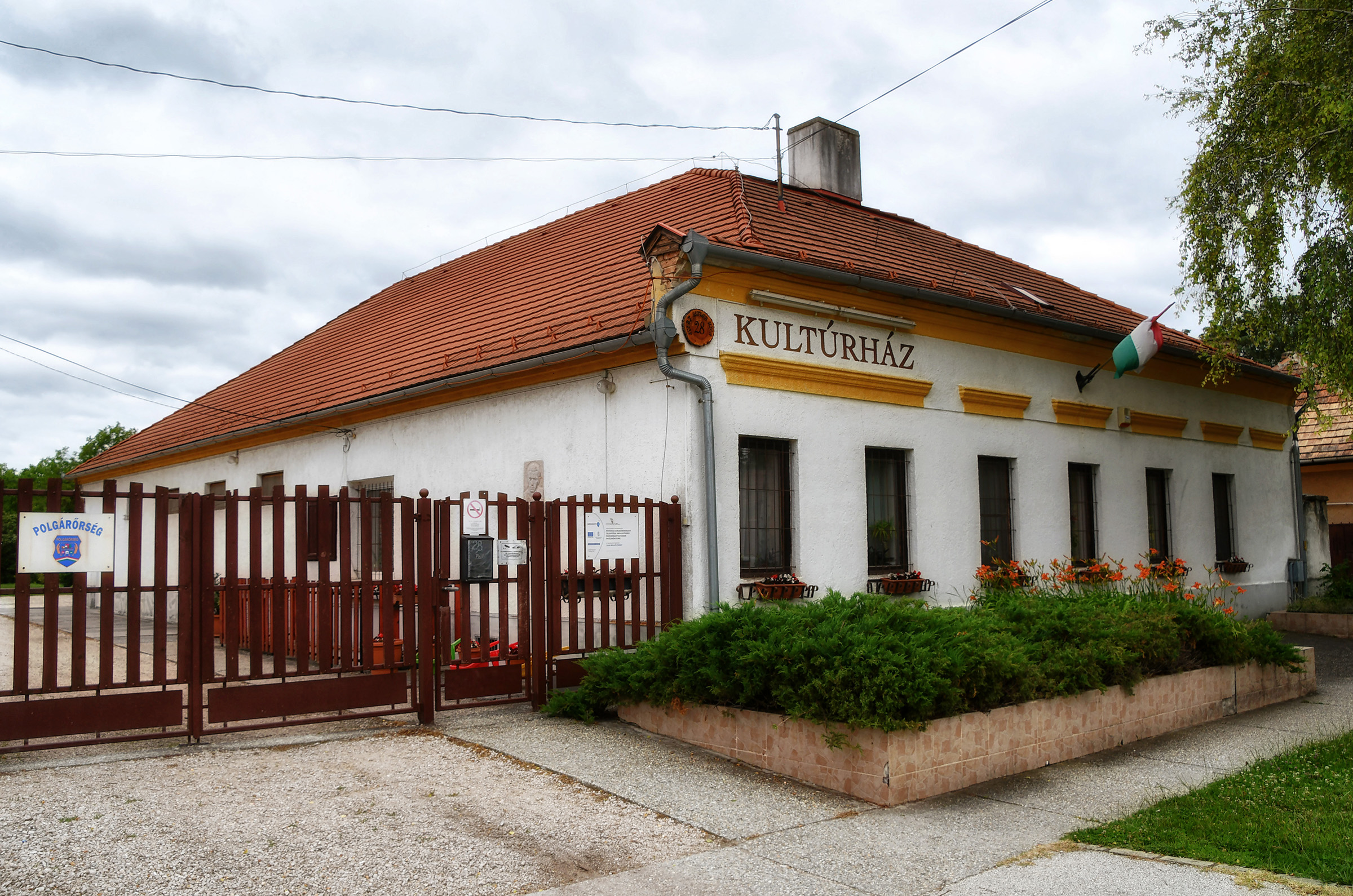
Az egykori Somogyi-ház, ma kultúrház

A két világháború között a kocsmaként és mészárszékként is működő főutcai Somogyi-ház lett a helyi művelődési élet központja, különösen miután az 1930-as években egy nagy táncteremmel bővítették ki. A terem – jó idő esetén a pajta – a zenés mulatságokon túl az abdai dalárda és tánccsoport, az eleinte a plébános és az iskola szervezte, később a helyi iparoskörhöz kötődő színjátszó csoport próbáinak és előadásainak is helyet biztosított. Utóbbiak elsősorban népszínművekkel, Szigeti József, Tóth Ede, Herczeg Ferenc és mások darabjaival szórakoztatták az abdai közönséget. Az 1950-es évek végétől ténylegesen ez az épület lett Abda művelődési háza, egyszerű színpaddal felszerelt nagyterme – az egykori táncterem – falu- és pártszervezeti gyűlések, községi és iskolai ünnepségek, pinceklubrendezvények, haknikoncertek és -előadások, bálok, népfőiskolai előadások helyszíne volt, de 1983-ig moziteremként is működött. Az 1950-es években élénkült fel ismét a közművelődési élet, a faluban rövid ideig színjátszó kör, hosszabban énekkar és néptánccsoport is működött. A táncosok több környező településen és Csehszlovákiában is nagy sikerrel adták elő Abdai lakodalmas (1960) és Szüreti kézfogó (1961) című, népszokásokat, népi játékokat is felelevenítő táncjátékaikat. 1991-től átmenetileg ismét mozi is működött a falak között, 1992-ben pedig ifjúsági és nyugdíjasklub alakult a Radnóti Miklós Művelődési Otthonban.

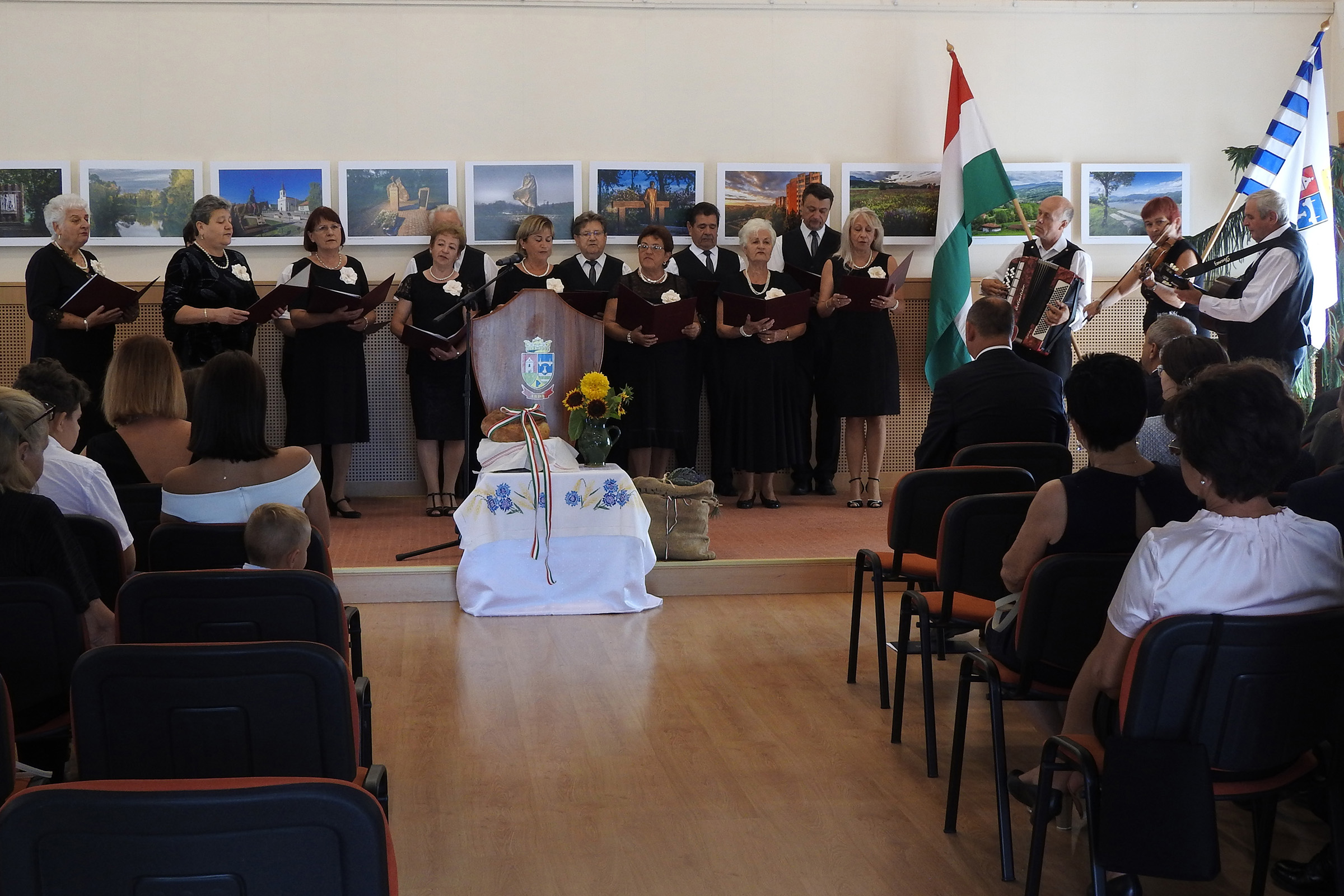
A Rábca Dalkör fellépése az abdai községházán (2021)

Az 1950-es években 150 könyvvel megalakított falukönyvtár 1962 augusztusában költözött be a művelődési otthonba, állománya az 1960-as évek közepére 2500 kötetre rúgott. A könyvtár – rövid átmeneti elhelyezés után – 1992-ben költözött a megújult iskolaépületbe. 1989 nyarán a közös abdai–kunszigeti termelőszövetkezet indította útjára üzemi lapját Kunszigeti Hírmondó címen, amely a két község életében bekövetkezett jelesebb fejleményekről, programokról is tájékoztatta olvasóit. 1991-ben az abdai önkormányzat gondozásában útjára indult a település első, 2020-ban harmincadik évfolyamába lépett folyóirata, az Abdai Hír-lapok című havilap. A közérdekű eseményekről szóló beszámolók mellett a szerzők rendszeresen jelentkeznek helytörténeti írásokkal is a lap oldalain.
A 21. században a település közművelődését szervező legfontosabb helyi szervezet az önkormányzati támogatású II. Rákóczi Ferenc Kulturális Alapítvány (1992-től), a település két, megye- és országszerte fellépő kórusa az Abdai Dalárda és a Rábca Dalkör. Hagyományosan augusztus 20-án rendezik meg az abdai búcsút, amelynek a 20. század közepéig hangsúlyos eleme volt a szentmise, a királyfaállítás szokása, majd a két napig tartó táncos mulatság, azóta inkább lacikonyha, kirakodóvásár, vurstli, sportversenyek, bemutatók és utcabál színesítik az eseményt. 1991 szeptemberében indult útjára az 1997-től júniusban megrendezett abdai falunap, amelyen a búcsú vásári forgatagával szemben hagyományőrző foglalkozások, játszóház, bemutatók, vetélkedők, sport- és főzőversenyek, zenés-táncos műsorok és utcabál várják az érdeklődőket. A település további rendszeresen visszatérő eseményei a szeptember elején megrendezett hagyományőrző szüreti és bornap, október elején pedig az Abdai Lovas Egyesület tart szüreti felvonulást.

### Oktatás
A régi, Rábca melletti faluban a 17. század végétől működött iskola, akkor még Öttevényben lakó iskolamesterrel. Az abdai újfaluban 1833-ban épült fel a település első, osztatlan elemi iskolája, egy nádfedelű téglaépület, amelyben ha zsúfoltan is, de nyolcvan diák egyidejű tanítását lehetett megszervezni. A későbbi évtizedekben a lakónépesség és az iskoláskorúak gyarapodásával az iskolaépületet kinőtték, és váltott oktatásra rendezkedtek be. 1888-ban az iskola leégett, elhelyezése ezt követően sokáig ideiglenes és elégtelen volt. 1903-ban vásárolták meg az egykori tisztilakot iskola céljaira, amelyhez 1910-ben kisebb szárnyat építettek egy új tanteremmel és az 1920-ig továbbra is osztatlan rendszerben oktató két tanító lakásával. Az új, három tantermes iskolaépület elkészültére 1941 végéig kellett várni. 1955-ben elkészült egy másik – 1975 után tornateremként és gyakorlati műhelyként használt –, két tantermes épület is, 1962-ben pedig az iskolától 500 méterre, az Imre (ma Szent Imre) utcában egy újabb két tantermes iskolaház. 1976-ban megkezdődött az iskolai sportpálya kialakítása, 1975 és 1981 között pedig fokozatosan felépült a nyolc osztálytermet, tanári és igazgatói szobákat magában foglaló új szárny. Erre nagy szükség is volt, miután a körzetesítés következtében 1975-től Abdára iskolázták be a szomszédos Börcs felső évfolyamos diákjait is. 1990 őszén aulával és négy újabb tanteremmel bővült az épület, ezt követően költözött ide a falu könyvtára is. A körzetesítés megszűnésével és a börcsi diákok elkerülésével ugyanakkor jelentősen, csaknem harmadával csökkent a tanulók száma. Az iskola 2000-ben vette fel Zrínyi Ilona nevét. A 2011. évi népszámlálás alapján a 7 éves kor feletti abdaiak iskolai végzettség szerinti megoszlása a megyei átlagnál némiképp kedvezőbben alakult, ekkor a lakosság 29,5%-a rendelkezett érettségivel, 14,5%-a pedig felsőfokú végzettséggel. A környező községekkel való összehasonlításban ezek az adatok kiemelkedőek (Börcs: 27,2% és 10,0%; Kunsziget: 26,0% és 10,5%; Öttevény: 30,3% és 11,1%; stb.).
Az abdai napköziotthonos óvoda 1975 májusában nyílt meg az Imre utcai iskolaépületben. Az első évek folyamatos bővítési munkálatait követően 1979-re 75 férőhelyesre bővült az intézmény, 1983-ra pedig elkészült a korszerű, 150 kisgyermek foglalkoztatását biztosító épület. A folyamatosan fogyó gyerekszám miatt az 1995/1996-os tanévben már csak 95 gyermek járt az óvodába. 2010-ben teljes körű felújításon és bővítésen esett át a Mézeskalács Napközi Otthonos Óvoda épülete, ekkor alakították ki falai között a bölcsődét és ideiglenesen az idősek napközi otthonát is.

### Vallás

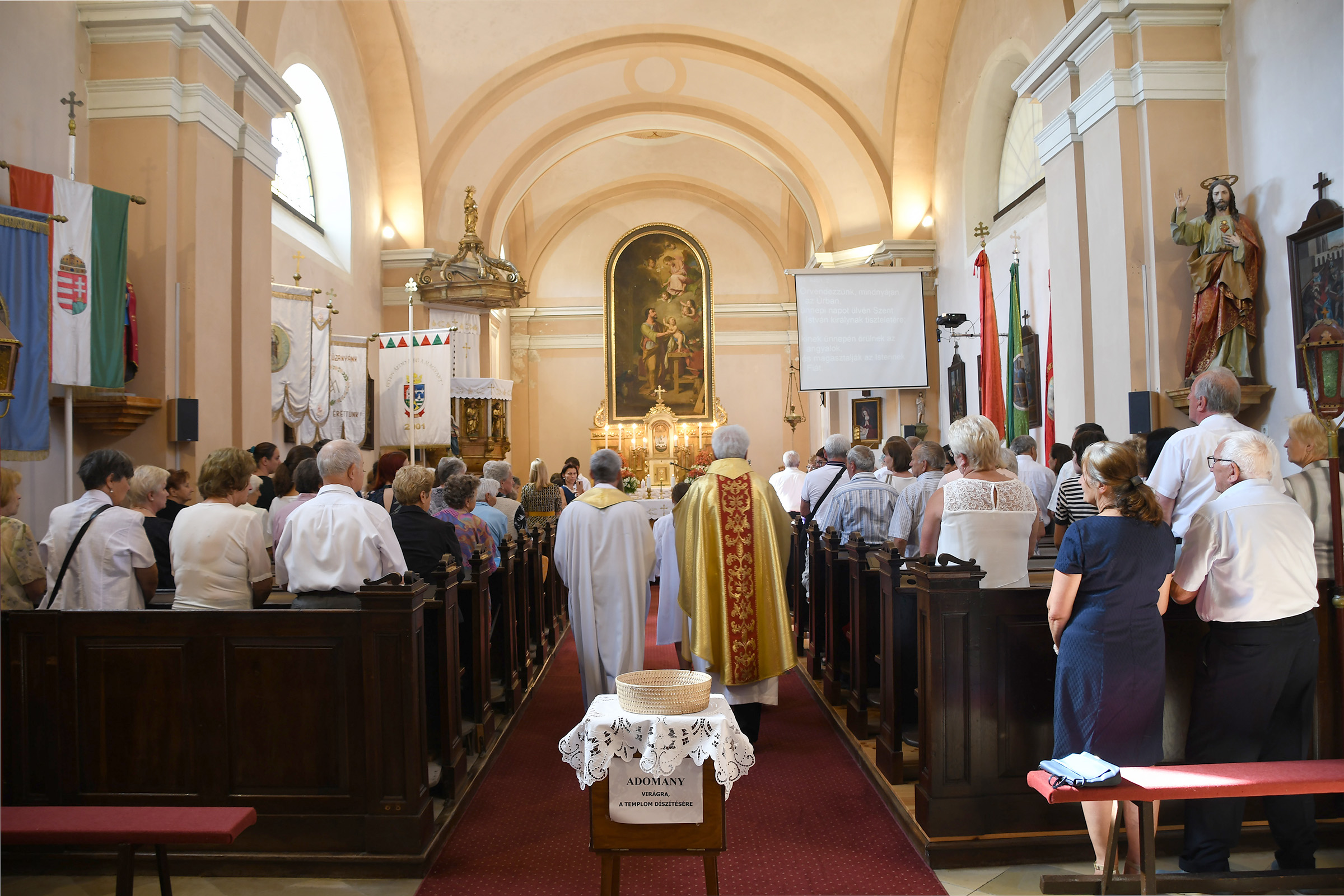
Kenyérmegáldó Szent István-napi ünnepi szentmise a római katolikus templomban (2020. augusztus 20.)

A falu első temploma a 16. század első felében épült, de ez egy évszázadot sem ért meg, köveit a győri vár megerősítéséhez használták fel. Egy 1636-os feljegyzés szerint a győri székeskáptalan diákokat küldött vasárnaponként Abdára prédikálni. 1681 után Telekessy István és Matusek András győri kanonokok egy, a püspökség és a káptalan között folyt területvita rendezése után egy Páduai Szent Antal-szobrot állíttattak a faluban (nem maradt fenn). A győri őrkanonok, Telekessy anyagi hozzájárulásával 1694 és 1698 között épült fel a római katolikusok első, zsindelyfedésű, fatornyos, kőoltárral felszerelt Szent József-temploma a régi faluban, a mai emlékkápolna helyén, amelyben vasárnaponként ekkor még az öttevényi plébános misézett. Az 1698-as egyházlátogatási jegyzőkönyv a falu felnőttlakosságát 26 katolikus és 10-12 lutheránus főben adta meg. Családtagokkal együtt a katolikus abdaiak lélekszáma 60 főre rúgott. A falu 1713-ban a győri esperességhez tartozó öttevényi plébánia fíliája lett (ekkor nyitották meg az egyházi anyakönyveket is Abdán), 1739. szeptember 5-én pedig önálló egyházközség lett, plébániatemploma 1748-ban épült fel. Miután az abdaiak az áradások elől 1830-ban nyugatabbra költöztették falujukat, az új falu templomának 1845-ös felszenteléséig a régi templomban tartották az istentiszteleteket, de ezt követően magtárként hasznosították, majd a szentélyt meghagyva lebontották az épületet. 1980 után Börcs, 1990 után pedig Ikrény is Abda fíliája volt. 2017 óta Abda, Börcs, Ikrény és Kunsziget egyházközségeit a Győri egyházmegyéhez és a Győr környéki esperesi kerülethez tartozó öttevényi plébánia és annak lelkipásztora látja el. 2009 óta a magyarországi Szent Jakab-zarándokút vagy „magyar Camino” Győr és Lébény közötti szakasza átvezet a településen.
A 2011-es népszámlálás során az abdai lakosok vallási megoszlása a következő volt: római katolikus 57,7%, evangélikus 4,0%, református 2,7%, görögkatolikus 0,4%, egyéb katolikus 0,2%, egyéb felekezetű 0,6%, felekezeten kívüli 9,6%, ateista 1,3%, nem nyilatkozott 23,4%. Az evangélikusok és reformátusok a győri egyházközséghez tartoznak.
2022-ben az abdaiak 36,6%-a volt római katolikus, 3,4% evangélikus, 2,8% református, 0,4% görög katolikus, 0,1% izraelita, 1,3% egyéb keresztény, 0,6% egyéb katolikus, 10% felekezeten kívüli (44,5% nem válaszolt).

## Sport és szabadidő

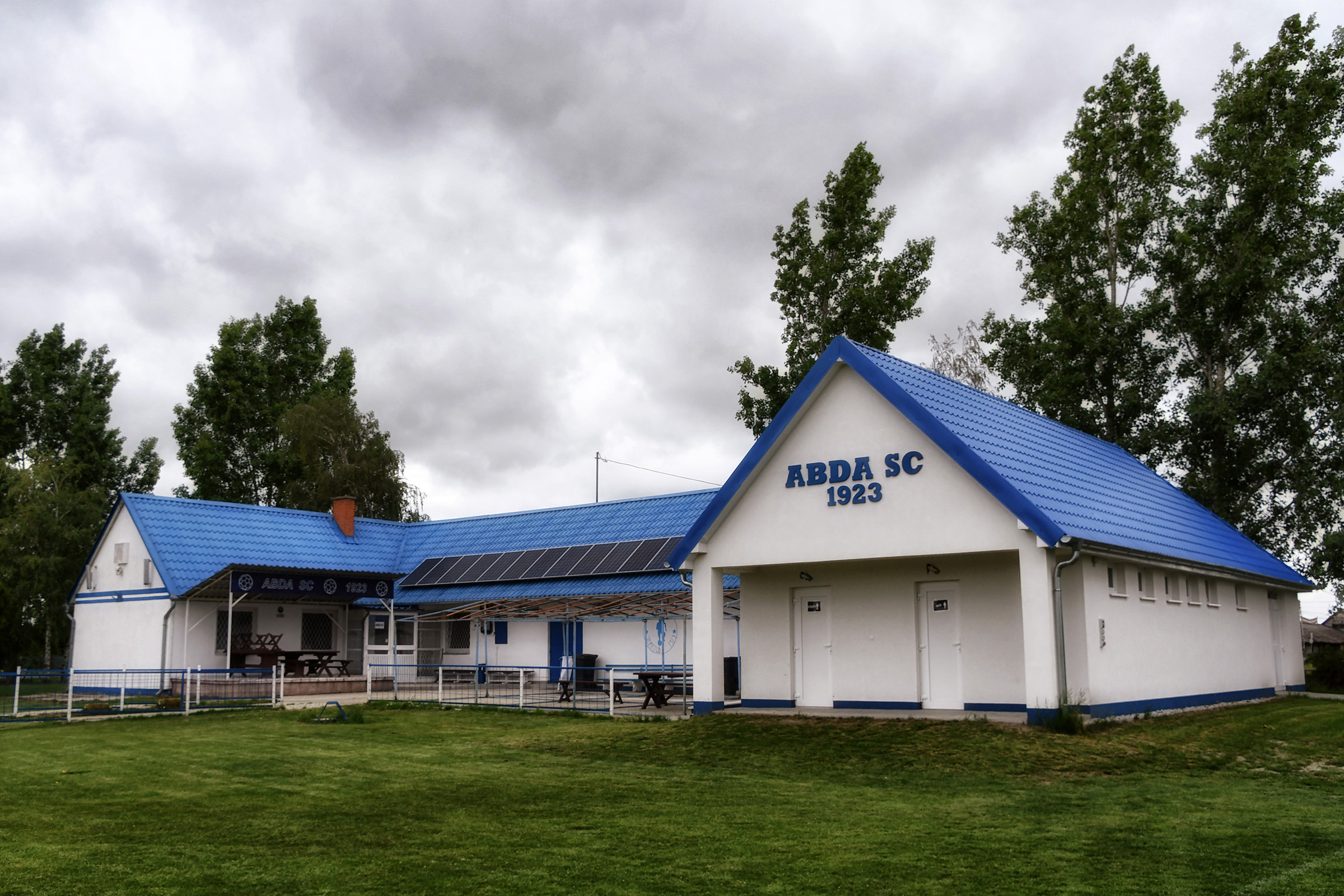
Az Abda SC sporttelepe

Abdán a sportélet a két világháború között, a leventemozgalom kibontakozásával párhuzamosan jelent meg, az abdai ifjak sportversenyeken mérték össze erejüket és gyorsaságukat a környező települések leventéivel. A leventemozgalom keretén belül alakult meg 1923-ban a falu labdarúgócsapata, mai nevén Abda Sportclub, röviden Abda SC, valamint 1936-ban az Abdai Polgári Lövész Egyesület. A focicsapat 1942-ben lett a Magyar Labdarúgó-szövetség tagja, akkor még Abdai Levente Egyesület vagy Abdai LE néven, egyúttal 1943-ban megkezdte a küzdelmeket az országos levente labdarúgó-bajnokság egyik II. kerületi csoportjában. Története során a kék-fehér csapat nagy sikerei közé tartozott 1946-ban az országos MADISZ-bajnokságban elért hatodik helyezés (a csapat neve ekkor Abdai MADISZ volt), az 1955-ös VIT-kupa megyei döntőjén kivívott győzelem, majd a járási bajnokság két egymást követő megnyerését követően az 1960. évi felkerülés a megyei első osztályba. Története során a klub több ízben visszaesett a másodosztályba, majd ismét feljebb lépett az első osztályba. 2011 után a megyei másodosztályban játszott, majd miután a 2018/2019-es szezonban a tabella élén végzett, ismét jogot szerzett a megyei első osztályban való szereplésre. Az abdai focicsapatban bontogatta szárnyait két későbbi profi labdarúgó, Magyar Lajos és a válogatottságig is eljutó Csertői Aurél. Az ideiglenes lődombi pálya helyett 1960-ban alakították ki a falu keleti szélén elterülő focipályát. A pálya melletti öltöző 1983-ban épült fel, ennek felújításával és egy klubhelyiség hozzátoldásával készült el 1998 májusára az Abda SC korszerű sporttelepe.
A labdarúgás mellett népszerű a lósport. Az első országos sík- és fogatversenyt 1953-ban látta vendégül a falu, napjainkban elsősorban az Abdai Lovas Egyesület szervezi a lovassportot. Története során értékes helyezéseket elért fogathajtói közé tartoztak Varga Zoltán, Saru Zsolt, Borbély Ákos és mások. Az 1960-as években élénk volt a kézilabdaélet is, a falu csapata többször megnyerte a kunszigeti kézilabdakupát. Sportcsarnok nincs a faluban, 1989-ben az iskola által is használt tornatermet alakítottak ki a kultúrotthonban. Ugyanitt 1990-ben testépítő termet rendeztek be, majd a rákövetkező években Abda-kupa néven több erőemelő-viadalt is rendeztek a településen.
A horgászsport mindig jelentős volt a folyó- és állóvizekben bővelkedő falu életében, hagyományosan a Rábcának a vasúti híd és a pinnyédi híd közé eső szakaszán. Miután 1965-ben a termelőszövetkezet Pillingérpusztán megkezdte a kavicskitermelést, 1967-től a Győri Vagongyár horgászegyesülete vette kezelésébe a vízzel megtelt bányagödör halállományát, eleinte dévérkeszeg és ponty telepítésével, illetve az ártéri kiöntésekből a halak átmentésével. A rendszerváltást követően a szintén győri Szigetköz Horgász Egyesület vette át a bányató kezelését, 2014 szeptembere óta pedig az akkor alakult Abdai Horgász Egyesület szervezi a horgászéletet, egyszersmind gondoskodik a halállomány telepítéséről és utánpótlásáról a falu északi határában kialakított Abdai-horgásztavon.
Más vízisportok is fontos szerepet játszottak a falu életében, az abdai Rábca-szakasz már az 1930-as években győri csónakkirándulások és sportevezősök célpontja volt, a folyón fürdő is működött. A mély és hideg vizű pillingéri kavicsbányatavakat az 1980-as–1990-es években a horgászás mellett fürdőzésre és vízisportokra is használták a helyiek. A bekövetkezett tragédiák és a kavicskitermelés intenzívebbé válásával a fürdést azonban betiltották. A 2000-es években születtek tervek a rendeki határban egy mesterséges tóstrand létesítéséről, az e célból kiásott bányagödör azonban végül az Abdai Horgász Egyesület kezelésébe került horgásztó lett. A közeli Ikrényi-tó – az 1996-ban lezárult autópálya-építés során keletkezett, kb. 15 hektáros kubikgödör – nyújt fürdési lehetőséget az abdaiaknak is, ahol a strandoláson kívül a vízisíelésre, wakeboardozásra is mód van.

## Látnivalók

### Népi építészet
A falu 1830 utáni Pityer-dombi újratelepülésének első negyedszázadában, ahogy azt a második katonai felmérés 1856-os abdai térképszelvénye tanúsítja, tipikus síkvidéki sorfaluként a mindkét oldalán 900 méteres hosszúságban beépült Fő utcából (ma Szent István utca) állt. Ennek felvégi részén, a templomnál két kisebb keresztutca kezdett kialakulni, a mai Dózsa és Honvéd utcák elődei, de az utcácskák házai ekkor még nem értek el a bécsi országútig. A kiparcellázott téglatelkekre soros elrendezésű udvarok települtek, a laza házsorok utcavonalas beépítésűek voltak (és azok ma is) a helyenként 35-40 méter széles főutca két oldalán.
A 19. század végéig hagyományosan sárral-agyaggal tapasztott sövényből épült az abdai házak fala (paticsfal). A jellemzően soros elrendezésű háromosztatú (szoba–konyha–szoba) házba a bejárat az oldaltornácról (más néven gádorról) nyílt, a lakóhelyiségek meghosszabbításaként épült fel az istálló és a kocsiszín. A főutcában néhány lakóház megőrződött közel eredeti formájában. A Szent István utca 27. szám alatti, helyileg védett lakóépület egyik mestergerendája még 1830-ban, a másik 1908-ban készült, szabadkéményes konyhájában pedig hasábkemence áll. A szomszédos, műemléki védelmet élvező 29. szám és az utca másik oldalán álló, 24. szám alatti lakóházak szintén megőrizték félköríves záródású parasztbarokk falazott oromzatukat, kis ablakszemes homlokzatukat, amelyek ajtaja az oldaltornácra szolgál. A 24. számú ház oromzatának szegélye a másik kettőtől eltérően ívelt, valamint ezen még a kis oromfalfülkék nyoma is látható.
A főutca keleti végén álló Alvégi kereszt a falu egyik legrégebbi emléke. Eredetileg 1741-ben készült, és vélhetően a régi faluban állt, majd 1843-ban került mai helyére, tíz évvel később, 1853. szeptember 12-én, Mária-napon pedig fel is szentelték. A keresztet 2007-ben felújították, környezete megszépült. Az Alvégi kereszt felszentelésével egy időben, 1852-ben állították fel a falu felvégi részén – a mai Dózsa utca és Bécsi út kereszteződésében – a Felvégi keresztet, donátora Somogyi István volt.

### Szent József-templom
A műemlék jellegű, klasszicista stílusú római katolikus Szent József-templom a falu központjában áll, az 1830-ban új helyen újraalapított faluban 1843 és 1845 között épült fel. A 31 méteres hossztengelyű, 11 méter széles templom belső tere a hosszanti főhajóra és a diadalívvel elhatárolt szentélyre tagolódik. A karzatot a bejárat felőli oldalon alakították ki. A 31 méter magas, kecses toronyban három harang kapott helyet, az 1920-as évekbeli Szent József- és Szent István-bronzharangok mellé 1990-ben került egy alumíniumharang.
Az eredeti falfestés az idők során elenyészett, ma látható legrégebbi freskóit az 1930-as években Borsa Antal készítette (az ő alkotása a falu határában álló Rákóczi-emlékmű is). Ezek a szentélyben és a hajó hátsó részében ma is látható ornamentális díszek, ezek mellett az ő alkotása volt a főhajó mennyezetének korábbi festménye az emmauszi vacsora jelenetével. Újabb falfestmények – ezúttal már szekkók – kerültek a templomba az 1983–1985-ös felújítás során, Samodai József keze munkáját dicséri a szentélymennyezet Szentháromság-ábrázolása, a főhajóban a tizenkét éves Jézus jelenete, a hajó hátsó részében pedig a Szent Családnak hódoló Árpád-házi szentek seregszemléje. Ez utóbbit Samodai 1984-ben bekövetkezett halála után Hertay Mária fejezte be. Az eredeti főoltárt és oltárképét 1900-ban cserélték le díszes faragású faoltárra, a Szent Józsefet és a kisded Jézust ábrázoló festményre. A további berendezés az 1840 körüli mellékoltárokból, szószékből, egy rézfedelű vörösmárvány keresztelőkútból és padokból áll. A szószék fedelén a Szentlélek szimbóluma, a galamb, az oszlopokkal négy mezőre osztott szószékpaláston pedig az evangélisták ábrázolása látható. A klenódiumok sorában figyelemre méltó a tabernákulum ajtajának pelikánábrázolása, valamint a kínai aranyból készült örökmécs. A templom az 1930-as évek közepén, majd 1983 és 1985 között teljes felújításon esett át.

### A templom és a községháza körüli látnivalók
1991-ben parkosították a templomot körülvevő teret, ekkor nyerte el itt végleges elhelyezését több emlékmű és helyi jelentőségű történeti emlék is. A templom előtt álló, durva mészkőből faragott, 466 centiméter magas, ideiglenes műemléki védelemben részesült Szeplőtelen Szűz Mária (Immaculata)-oszlop eredetileg a régi faluban, a Rábca-parton állt. A földben lévő alapkőre vésett német nyelvű felirat szerint egy német közkatona, Georg Nuber emeltette 1700 tavaszán; az évszám alapján a szobor elterjedt helyi elnevezése kuruc Mária. 1852-ben emelték ki helyéről és vitték át az új-abdai templomhoz, ekkor került az oszlopra a felfedezett német szöveg latin fordítása, valamint egy magyar nyelvű fohász. A Mária-oszlopot 2008-ban restaurálták, 2011 óta műemléki védelemben részesül. A világháborús emlékmű, vagy helyi nevén a Hősök szobra eredetileg az első világháborúban elesett negyvenöt abdainak állított emléket, de 1991. október 23-án a második világháborúban meghalt harmincegy abdai nevét felsoroló emléklapot is itt helyezték el. A sebesült bajtársát a földről felemelő honvédet ábrázoló emlékművet, Pásztor János szobrászművész alkotását 1925. május 17-én avatták fel ünnepélyes keretek között. Ugyanitt található az a régi határkő, amely a 18., esetleg már a 17. században jelölte a Győr, Abda és Ikrény közötti hármashatárt. A templom mögötti kis parkban a 18. század közepéről származó Nepomuki Szent János-szobor áll. Eredetileg az 1954-es töltésmegerősítési munkálatokig a bécsi országút mentén állt, mintegy 200 méterre a Rábca-hídtól, majd sokáig Káptalanmajoron hányódott, mielőtt 1992 augusztusában a templom mögött felavatták a restaurált szobrot, 2012-ben pedig műemlékké nyilvánították.
Az abdai kultúrház udvarán 2006-ban avattak kopjafát az 1956-os forradalom emlékezetére, amelyet 2012-ben a templommal átellenben, a községháza mellett állítottak fel. A községháza körüli terület parkosításával és térkövezésével párhuzamosan ugyanitt helyeztek el 2011-ben egy akrilfestésű, műgyantából készült életnagyságú lovas huszárszobrot, a korábban budapesti köztereken kiállított tizennyolc alkotás egyikét. A 9. Miklós (vagy Nádasdy) huszárezred egyenruháját viselő Miklós-huszár emlékeztet az 1849. június 28-án a falu határában lezajlott csatára. Egy védőtető alatt ugyanekkor nyerte el végleges elhelyezését a községháza másik oldalán az önkéntes tűzoltó-egyesület felújított lóvontatású, kézi pumpás tűzoltókocsija is. A községháza Civilház elnevezésű termében helytörténeti kiállítás látható, amely 2020-ban egy-egy vitrin fényképein és dokumentummásolatain keresztül villantotta fel a falu közművelődés- és sporttörténetének epizódjait, Radnóti Miklós abdai halálának és exhumálásának körülményeit, Rábca-parti emlékművének múltját, valamint egy külön tárlóban sorakoztatta fel a faluban felcseperedett Kende Judit kerámiaművész munkáit.

### Emlékkápolna
A falu keleti határában áll a település régi, 1845 előtti templomának helyét őrző emlékkápolna, a Szeplőtelen Szűz Mária-kápolna. A régi templom épületét 1845 után magtárként használták, majd 1883-ban lebontották és meghagyott szentélyét 1884-ben alakították át a ma is látható kápolnává. 1885. május 3-ai felszentelésekor került a kápolnába a Lourdes-i Szűzanya szobra. Az épület előtt 3,6 méter magas, aranyozott vasfeszülettel és -koszorúval díszített gránitmárvány emlékoszlop áll, Birkmayer János győri kőfaragó munkája, amelyet az 1849. június 28-án az abdai átkelő védelmében elesett honvédok tiszteletére emeltek (a csatáról bővebben). A honvédokat Rábca-parti tömegsírjuk feltárása után, 1887. március 13-án temették el ezen a helyen, az emlékoszlop közadakozásból néhány héttel később, május 8-án készült el. A kápolna és az obeliszk 2009-ben teljes körű felújításon esett át. Hagyományosan itt, az emlékkápolnánál tartják az abdaiak a március 15-ei hivatalos megemlékezéseket.

### Rákóczi-emlékmű
A régi Rábca-híd Abda felőli hídfőjénél, a töltés lábánál magasodó ligetben áll II. Rákóczi Ferenc emlékműve. Amikor az 1701. április 18-án felségárulásért lefogott Rákóczit bécsújhelyi börtönébe kísérték, rabkocsija május 26-án, nagycsütörtök napján az abdai hídnál pihenőt tartott. A feltehetően a 19. században keletkezett hagyomány szerint a hídnál szorgoskodó halászok – más változatokban a hidat őrző katonák – egyike éppen akkor fogott ki egy halat (változatoktól függően harcsát, pontyot vagy sügért), amelyet a láncra vert Rákóczinak ajánlott fel. A herceg a következő szavak kíséretében dobta vissza a halat a vízbe: „Magyarok nagy Istene, add vissza szabadságomat, mint ahogyan én visszaadom ennek a halnak a szabadságát!” Az emlékműre felvésett, Rákóczinak tulajdonított szavaknak több más változata is ismert, így például „Bárcsak a most raboskodó Rákóczi, ki tégedet szabaddá teszen, hamar követőd lehetne s megszabadulhatna”, „Menj és örülj szabadságodnak! A gondviselés bárcsak énhozzám is olyan kegyelmes volna, mint én vagyok most tehozzád és visszaadná szabadságomat!” vagy a már leendő szabadságharcost profetikusan megidéző „Úgy adom vissza a nép szabadságát, mint ezét a halét.” A fogoly (1856) című versében Tompa Mihály költői eszközökkel formálta mesebeli történetté az abdai mondát.
A legendás esemény megörökítését 1935-ben határozta el a vármegyei elöljáróság. A permkori vöröshomokkő keretbe foglalt, fehér mészkő dombormű, Borsa Antal győri művész alkotása végül 1943 szeptemberében készült el. A háborús események miatt azonban ünnepélyes átadása és felavatása elmaradt, és arra csak évtizedekkel később, 2000. november 10-én került sor. Egyes források szerint az emlékművet csak 1952-ben állították fel, de ez ellen szól, hogy 2010-es felújítása során világháborús géppuskalövedékeket tártak fel a dombormű belsejében.

### Zrínyi-emlékmű
Miután a török ellen vívott háborúkban Szigetvár és védője, Zrínyi Miklós 1566. szeptember 7-én elesett, Szokoli Mehmed nagyvezír katonai pompával eltemettette a hőst, Zrínyi levágott fejét azonban bársonnyal borítva gróf Salm Egon győri főkapitánynak juttatta el a következő üzenettel: „Fogadd szíves hajlamom jeléül legmerészebb vezértek fejét, melyre ezentúl is nagy szükségtök volna; a törzsököt eltemettettem, mert szégyen gyalázat lenne, ha ily bátor férfiú holt tetemei a tarlóban feküdnének, az ég madarainak étkül.” A gyászkocsi szomorú terhét, a szigetvári hős fejét Zrínyi sógora, Tahy Ferenc és veje, Batthyány Boldizsár az abdai hídnál vették át Salmtól. A hagyomány szerint a Rábca-hídnál misét tartottak az elesett hős lelki üdvéért, majd Csáktornyára szállították és végső nyugalomra helyezték a földi maradványokat.
2022. május 21-én a Rábca-híd Abda felőli oldalán, a Rákóczi-emlékmű közelében, parkosított területen felavatták a történelmi eseményt megidéző Zrínyi-emlékművet, egy feliratos, a Zrínyi-család címerével díszített vörös mészkő obeliszket, Böcskei György enesei kőfaragó munkáját.

### Radnóti Miklós-emlékmű

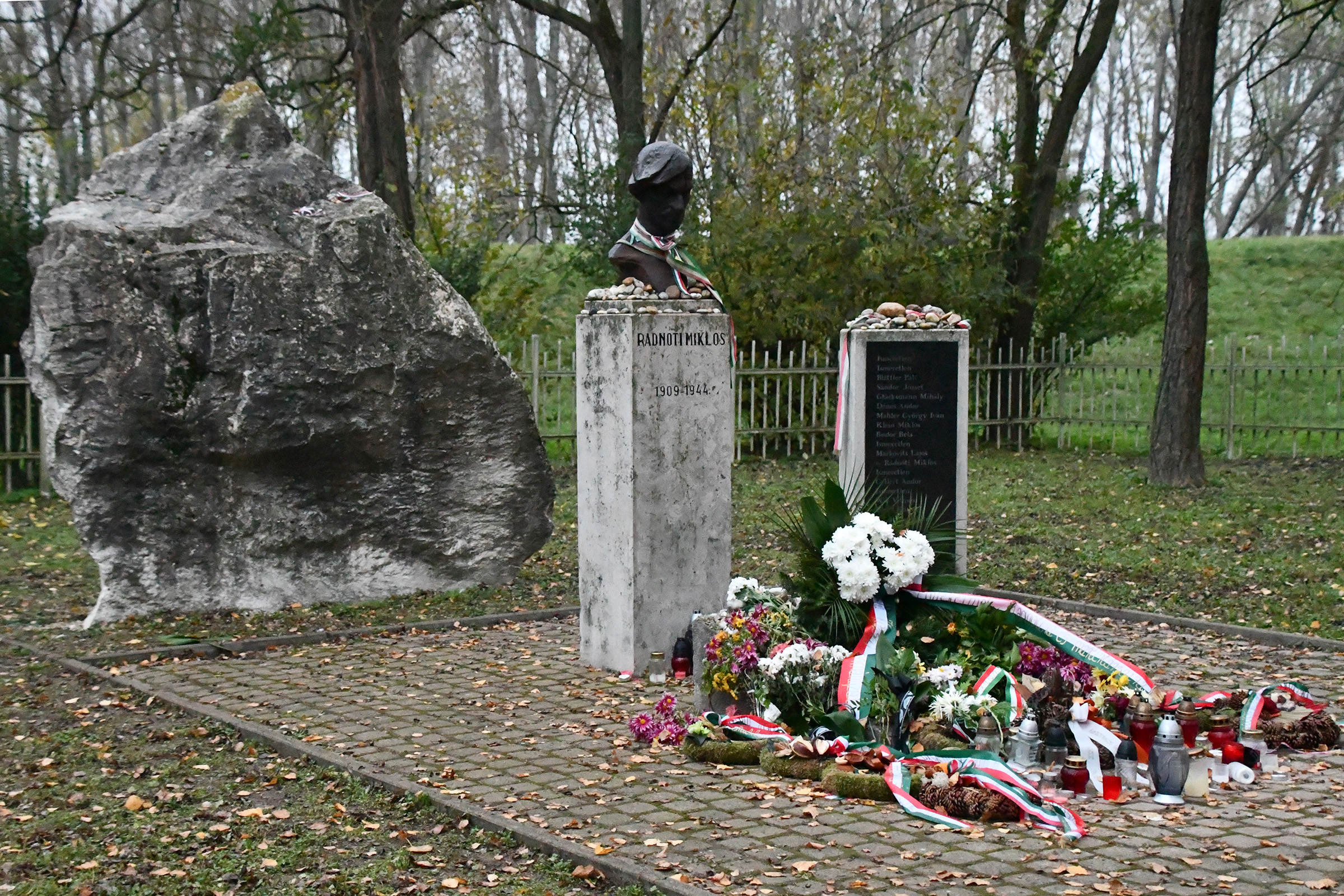
A Rábca-parti Radnóti-emlékmű a költő halálának helyszínén

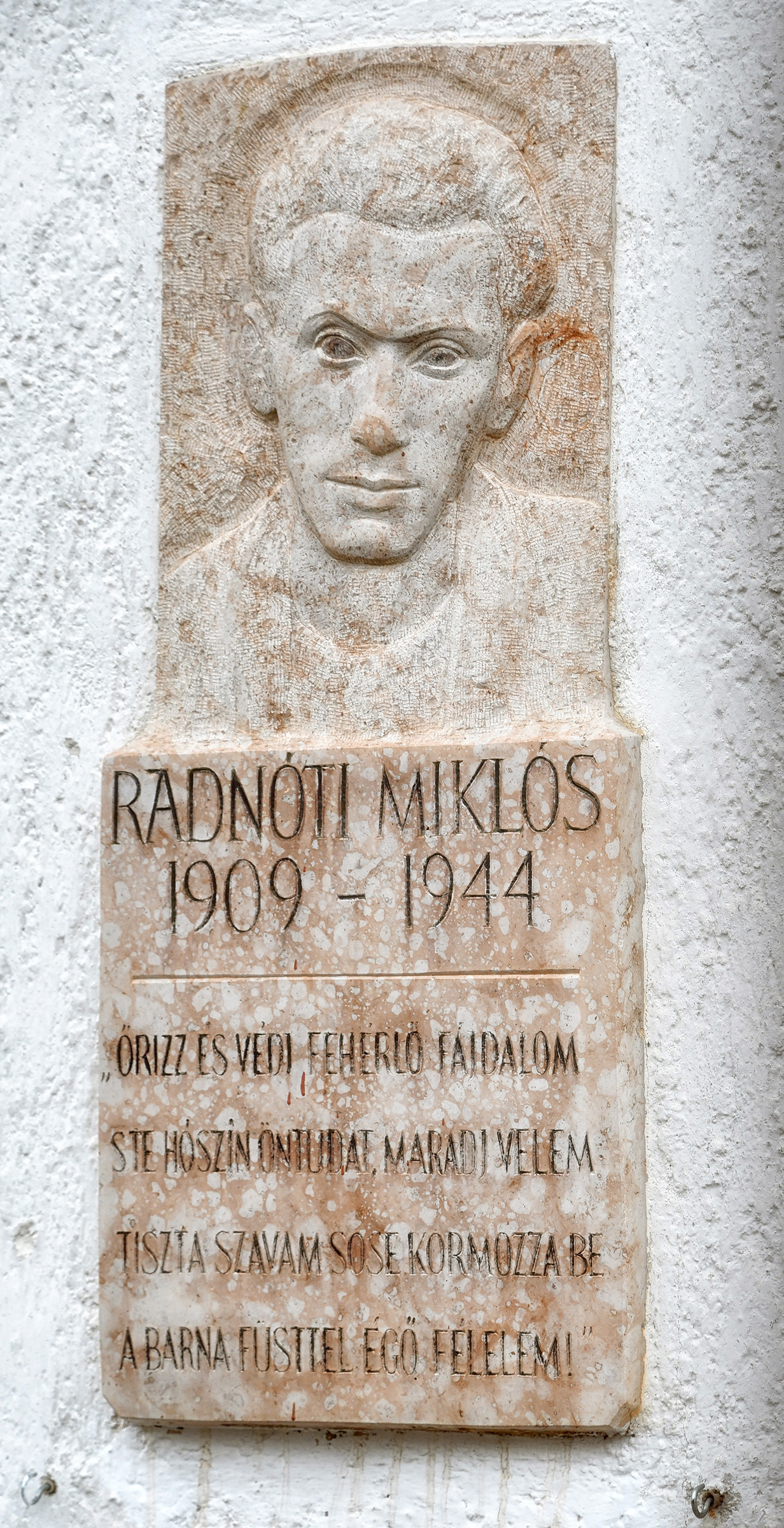
Emléktábla a művelődési otthon falán

A Rábca jobb partján, az Öreg-Rábca bal parti töltésaljában, egy ligetben áll Radnóti Miklós emlékműve, azon a helyen, ahol a költőt huszonegy munkaszolgálatos társával együtt 1944. november 8-án vagy 9-én meggyilkolták. Később, 1946. június 26-án itt találták meg egy tömegsírban a költő holttestét – és ruhája zsebében az utolsó verseit tartalmazó Bori noteszt is. A hivatalos vizsgálatok lezárultát követően, 1946. október 21-én az abdai polgári halotti anyakönyvbe jegyezték be „dr. Radnóti Miklós középiskolai tanár, író” halálát, az elhalálozás okaként önbeteljesítő költői próféciáját, a „tarkólövés”-t tüntették fel. Az első emlékoszlopot, Felkner Mihály alkotását egy Győrből tízezer résztvevővel induló Radnóti-békemenet keretében 1966. május 8-án avatták fel a tömegsír helyén, az abdai fiatalság pedig egy rózsakertet alakított ki az emlékhelyen. Az ezt követő néhány évben május második hetében nagyszabású győzelem napi Radnóti-békemeneteket szerveztek Győrből az abdai emlékműhöz, amelyeken nemegyszer 10-15 ezer ember is részt vett. Az 1970. május 10-ei békemenet alkalmával avatták fel a korábbi emlékoszlopot kiegészítő, különböző méretű, álló betonlapokból komponált új emlékművet, Horváth István iparművész alkotását. 1996. május 10-én egy régi-új alkotás lett az emlékhely központi eleme: Alexovics László 1960-ban kifejezetten az abdai helyszínre tervezett, de végül a győri megyei kórházhoz került vasöntvény Radnóti-mellszobrának másolata. A büszt előtti rézsútos, sírkőszerű márványlapon Radnóti Töredék című versének részlete olvasható, a mellszobor mögött pedig egy hatalmas szimbolikus sírkövet helyeztek el. 2004-ben egy új emlékoszlopot állítottak az emlékmű mellé a meggyilkolt és a tömegsírban eltemetett munkaszolgálatosok névsorával, egyúttal felújították az emlékhely közvetlen környékét, többek között ekkor kapott díszburkolatot is. Az 1960-as–1970-es évekbeli békemenetek óta május elején – a költő születésnapja körüli hétvégére időzítve – minden évben megemlékezést és koszorúzást tartanak az emlékműnél.

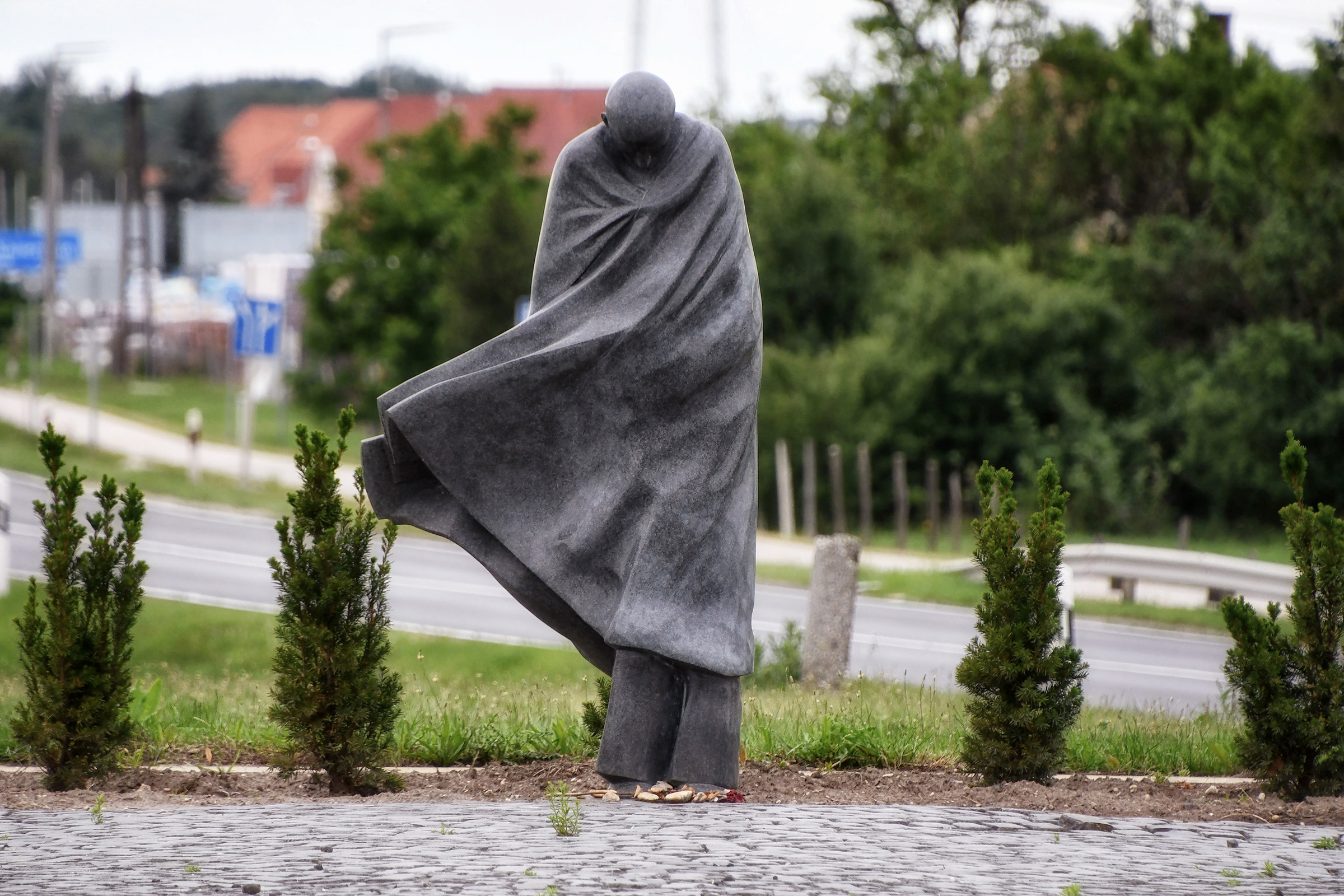
A Győr Abda felőli határában álló Radnóti-szobor a közhiedelemmel ellentétben nem a gyilkosság helyét jelöli

Az emlékmű mellett a mártír költőnek 1954 óta az abdai kultúrház falán emléktáblája is van. A korábbi emlékjelet 1989 májusában cserélték le Buda István még 1984-ben készült feliratos domborművével. Radnóti tragikus vége több költőt megihletett, Petőcz Miklós például Abdai requiem (1954), Orbán Ottó Szobor az abdai tisztásra (1962), Szapudi András Abdai elégia (1967), Abdai sorok (1969) és Abdán, Radnótiról (1972), Ihász-Kovács Éva Abda után (1967), Kulcsár János Abdán, hol ősz van újra (1969), Gömöri György Abda (1981), Pátkai Tivadar Párbeszéd Melocco Miklós Radnóti szobrával Abda határában (1981), Vészi Endre Radnóti novembere (1984), Tabák András pedig Abdán (1994) című versében örökítette meg a tragikus abdai eseményt. Marosfalvi Antal Az abdai stációkép című olajfestményén (1975) ábrázolta művészi eszközökkel Radnóti életének utolsó állomásait.
Légvonalban 2,5 kilométerre délkeletre, az 1-es főút győri kivezető szakaszának déli oldalán, a Bécsi úti nádasnál, a Kerényi József Péter építész tervezte emlékhelyi környezetben áll Melocco Miklós 1980. november 10-én felavatott Radnóti Miklós-szobra. 1944 novemberében ezen az úton hajtották nyugatra a Radnótit is soraiban foglaló menetet. A költő születésének hetvenötödik évfordulóján, 1984 májusában nyolcadik alkalommal megrendezett Radnóti-békemenet Győrből induló résztvevői az abdai emlékmű helyett már csak eddig a szoborig sétáltak. Az új szobor némiképp háttérbe szorította az abdai emlékhelyet, azóta gyakori félreértés és tévedés az idelátogatók körében, hogy itt, az abdai útnál álló győri Radnóti-szobor helyén érte a költőt a halál, még a Magyar nagylexikon Abdáról szóló szócikkét is ennek a győri szobornak a fényképe illusztrálja.

### Román katonai temető
1959 áprilisában alakították ki Abda Győr felőli határában, az 1-es és a 85-ös főutak találkozásánál a román hősi temetőt, ahol a második világháborúban a Győr és Sopron vármegyék területén elesett, korábban Sopronban, Veszkényben, Szárföldön és Ágfalván elhantolt román katonáknak biztosítottak végső nyughelyet. A négy tömegsírt és negyvenegy egyéni sírt befogadó elkerített parcellát kőobeliszk jelzi, amelyen Ady Endre és Eugen Jebeleanu tollából származó versidézetek is olvashatók.

## Nevezetes abdaiak
Abda szülöttei

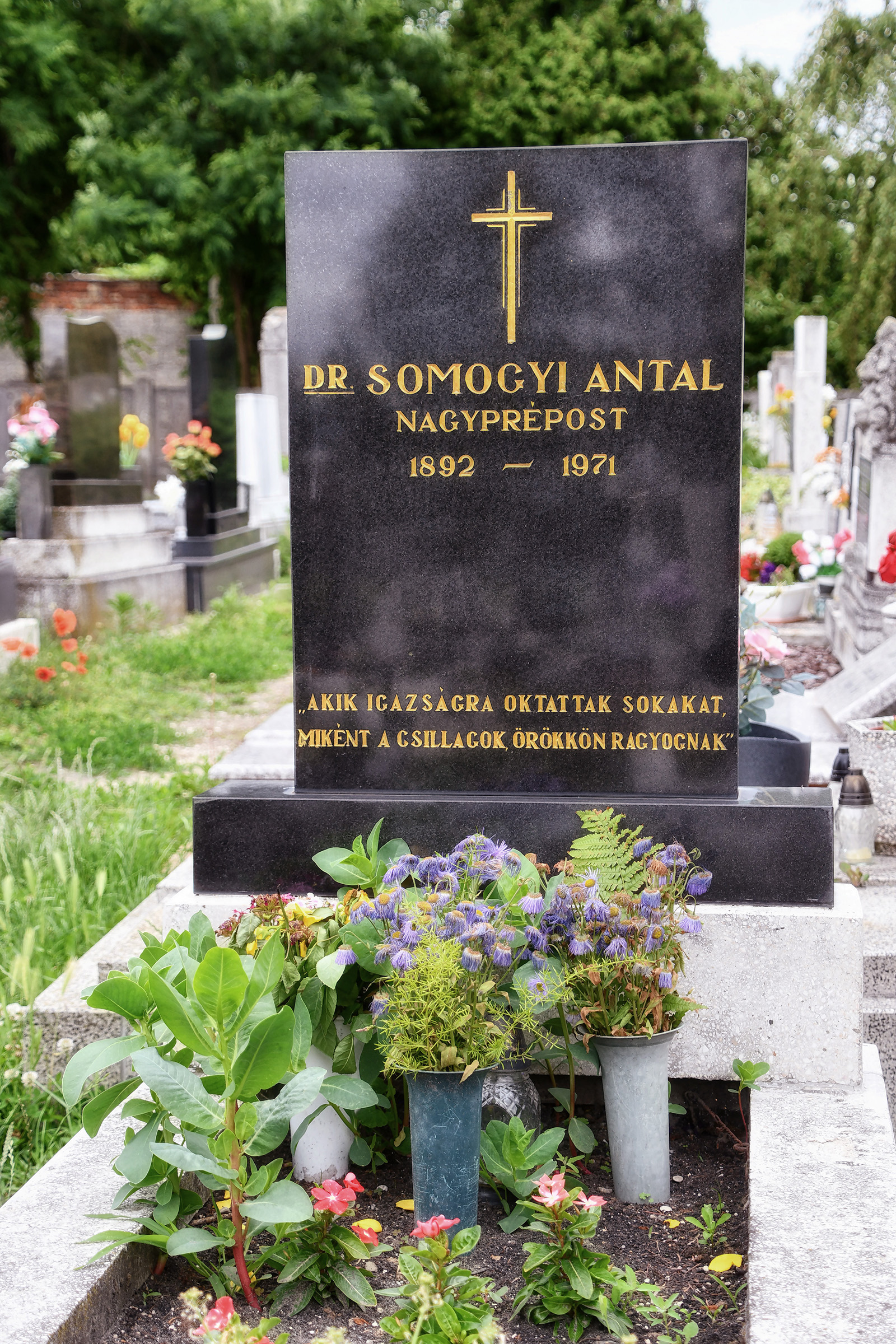
Somogyi Antal sírja

- Szabó János (1872-1928) udvardi kántortanító
- Somogyi Antal (1892–1971) katolikus pap, művészettörténész, teológus, a modern képzőművészeti áramlatok egyházművészeti alkalmazásának élharcosa.[329] Az abdai temetőben található sírja (I. parcella, A sor 32-es sírhely) 2004 óta a Nemzeti Sírkert része.[330]
- Kulcsár János (1935–1983) költő, újságíró, lapszerkesztő, népművelő.[331]
- Farkas József (1943–1988) kémikus.
- Polgár Tibor (1943–2023) politikatudós, a Hazafias Népfront elnökségi tagja.[332]
- Drozdik Orsolya (1946–) képzőművész.
- Magyar Lajos (1950–) labdarúgó.
- Csertői Aurél (1965–) labdarúgó, edző.

Abdához köthető személyek

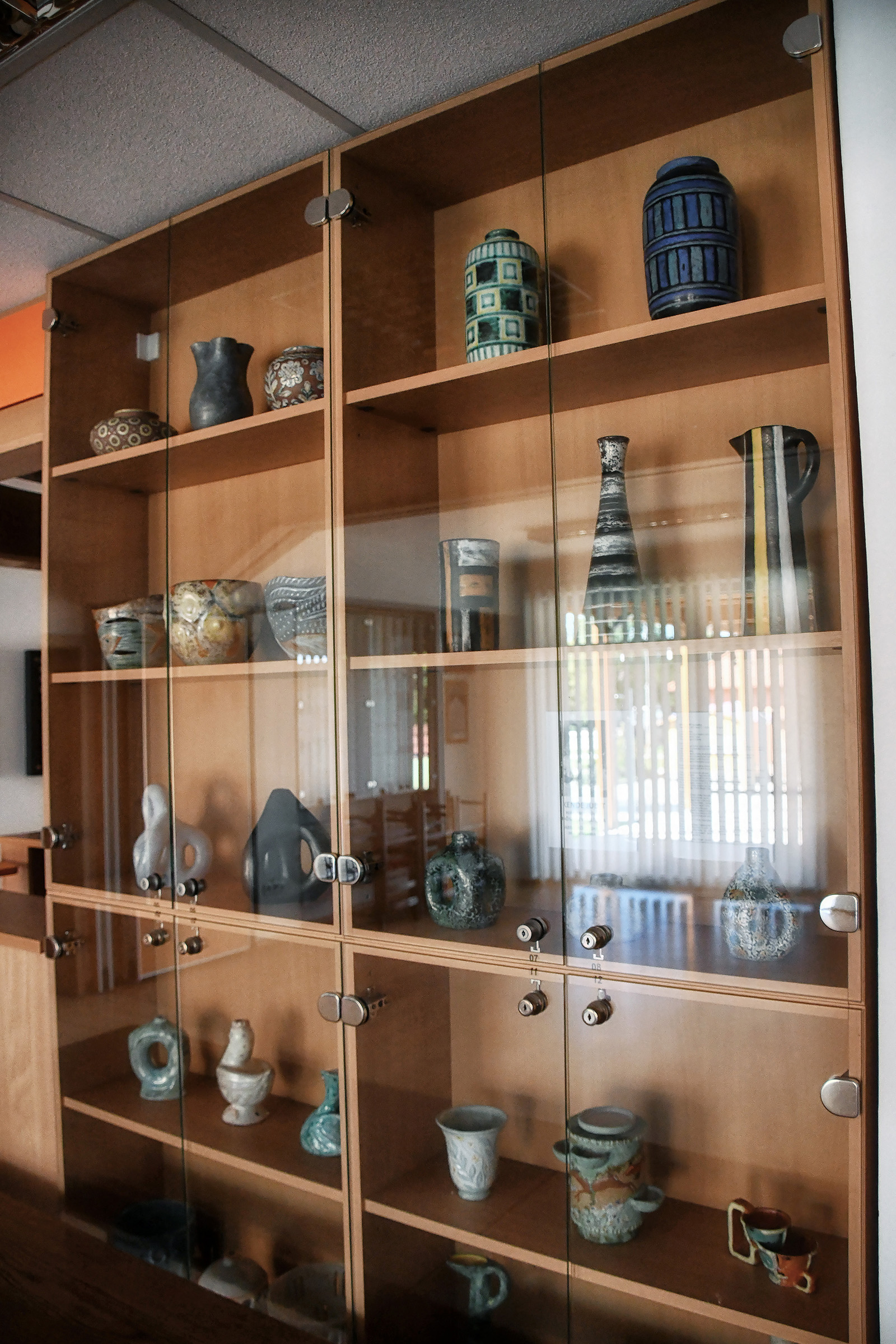
Kende Judit kerámiái a községházán

- Szodfridt József (1860–1939) jogász, 1912-től 1917-ig Győr vármegye főispánja, a 19. század végétől az Abdához tartozó Szentkeresztpuszta (ma Ikrény-Dózsamajor) majorságának létrehozója és irányítója.[333]
- Pitroff Pál (1884–1965) költő, író, irodalomtörténész – a fenti Szodfridt József veje – P. Pál Ödön álnéven a kor lapjaiban több abdai vonatkozású novellát írt (Halász-szerencse, 1923; A város meg a falu, 1936; stb.).
- Kende Judit (1903–1979) kerámiaművész a pillingérpusztai uradalomban töltötte gyermekkorát. 2014. november 7-én a községháza ideiglenes tárlatán mutatták be munkásságát. Kerámiáinak egy része a Civilház elnevezésű terem egyik vitrinjében azóta is megtekinthető.[334]
- 1944 novemberében magyar keretlegények Abda rosszfalui határában gyilkolták meg 21 munkaszolgálatos társával együtt Radnóti Miklós (1909–1944) költőt (bővebben: Radnóti-emlékmű).
- Serdülőkora egy részét Abdán töltötte Gerencsér Miklós (1932–2010) író, újságíró. Üzenet (1986) című könyvének írásaiban abdai élményeit is felelevenítette, 1998-ban megjelent Abdai talányok: A Radnóti-mítosz cáfolata című esszékötetében pedig amellett érvelt, hogy a költő abdai halálának, a tömegsír megtalálásának és a Bori notesz előkerülésének körülményei közönséges konfabulációk.[335]
- 1954-től 1959-ig az abdai általános iskola igazgatója volt Zuber Titusz (1921–1990) festőművész, grafikus.[336]
- 1955-től 1979-ig Abdán tanítóskodott Cs. Szabó Lajos (1908–1995) festőművész. Emlékét az általános iskola falára kihelyezett emléktábla őrzi.
- 1993. június 17-én Abdára látogatott Jimmy Carter 1977–1981 közötti amerikai elnök és felesége azzal a céllal, hogy megtekintsék az általuk védnökölt Habitat for Humanity(wd) nonprofit szervezetnek a faluban épülő alapítványi házait.[337]